# BABYMETAL

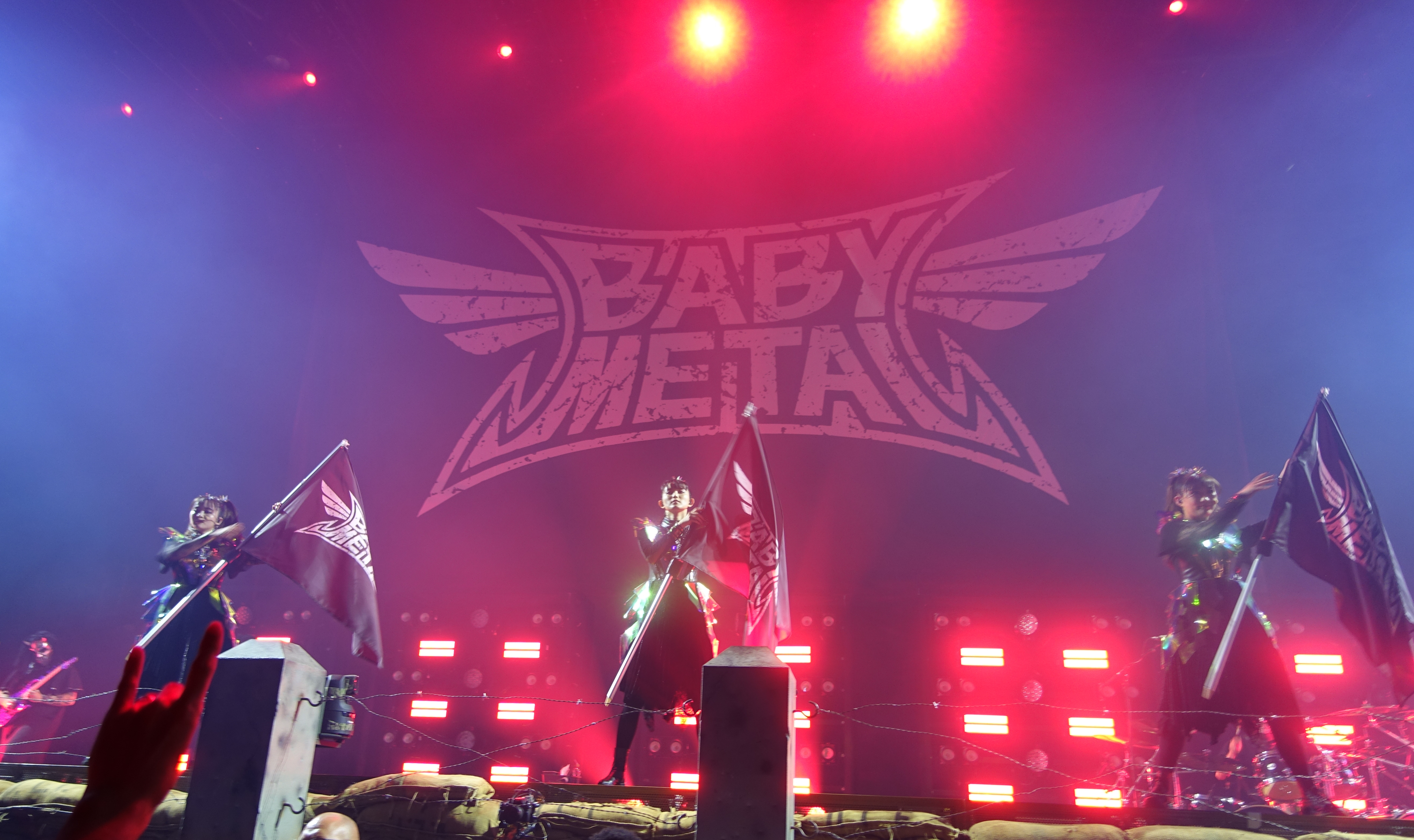
ユニットのロゴ (後方)

BABYMETAL（ベビーメタル）は、日本の女性3人組メタルダンス・ユニット。通称「べビメタ」。
「アイドルとメタルの融合」をテーマに2010年結成。特に日本国外での活動が多い。

## メンバー

### 現メンバー
| 名前                     | 本名                           | 生年月日               | 出身地         | 担当及び立ち位置                      | 在籍期間        |
| ------------------------ | ------------------------------ | ---------------------- | -------------- | ------------------------------------- | --------------- |
| SU-METAL （スゥメタル）  | 中元すず香 （なかもと すずか） | 1997年12月20日（27歳） | 広島県広島市   | ボーカル、ダンス （ステージ中央）     | 2010年 - 活動中 |
| MOAMETAL （モアメタル）  | 菊地最愛 （きくち もあ）       | 1999年7月4日（26歳）   | 愛知県名古屋市 | スクリーム、ダンス （ステージ上手側） | 2010年 - 活動中 |
| MOMOMETAL （モモメタル） | 岡崎百々子 （おかざき ももこ） | 2003年3月3日（22歳）   | 神奈川県       | スクリーム、ダンス （ステージ下手側） | 2023年 - 活動中 |

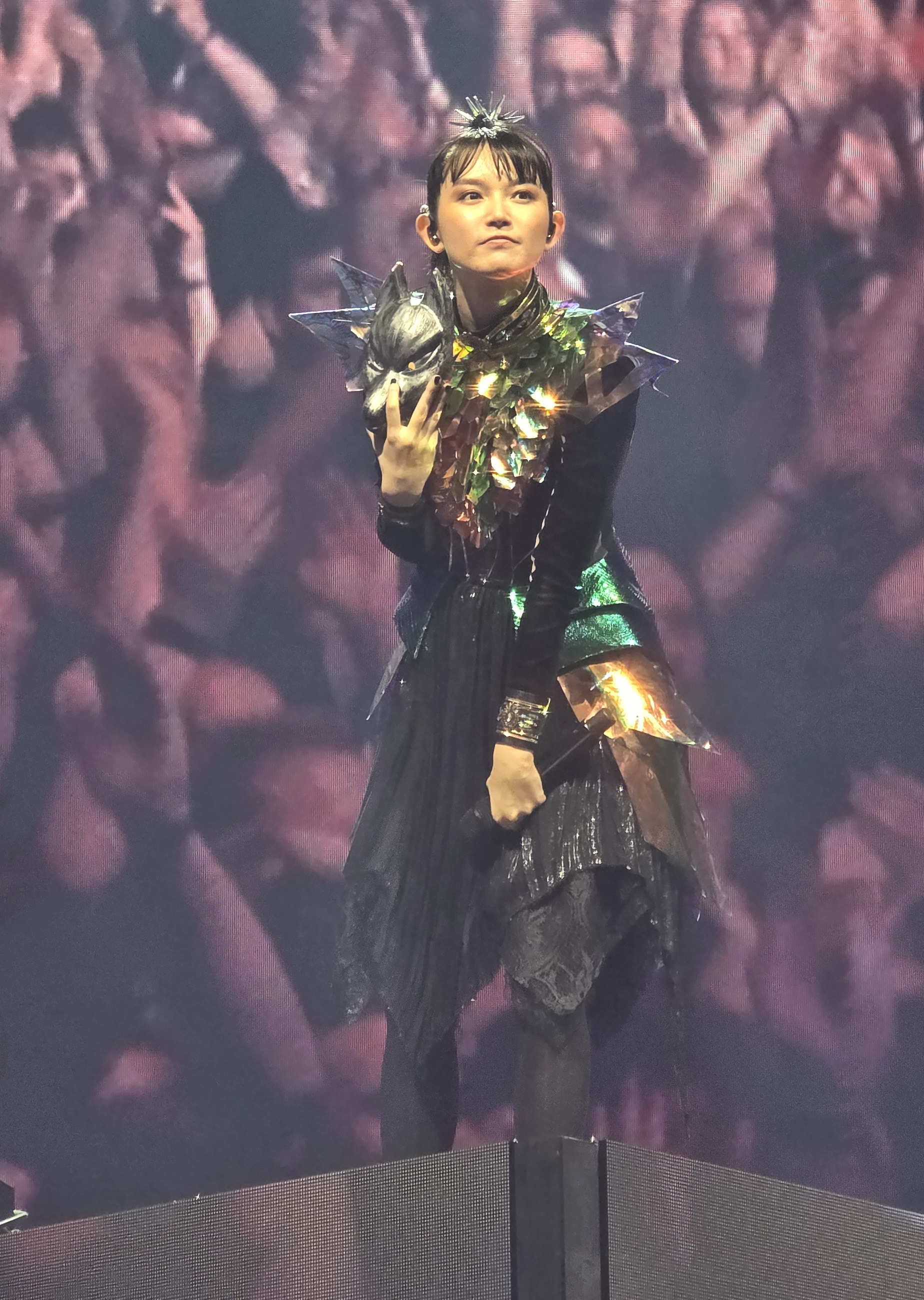
SU-METAL（2025年）
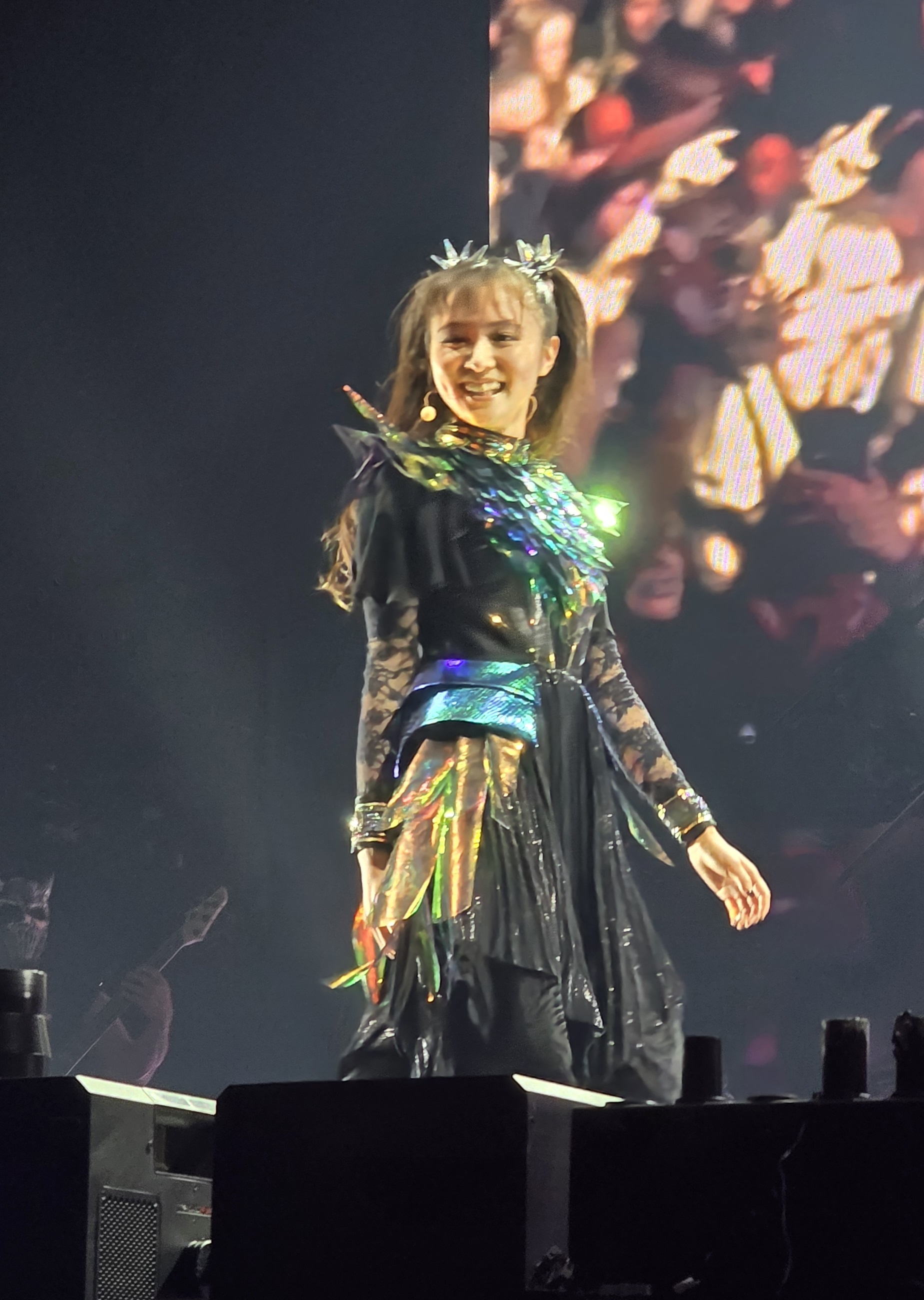
MOAMETAL（2025年）
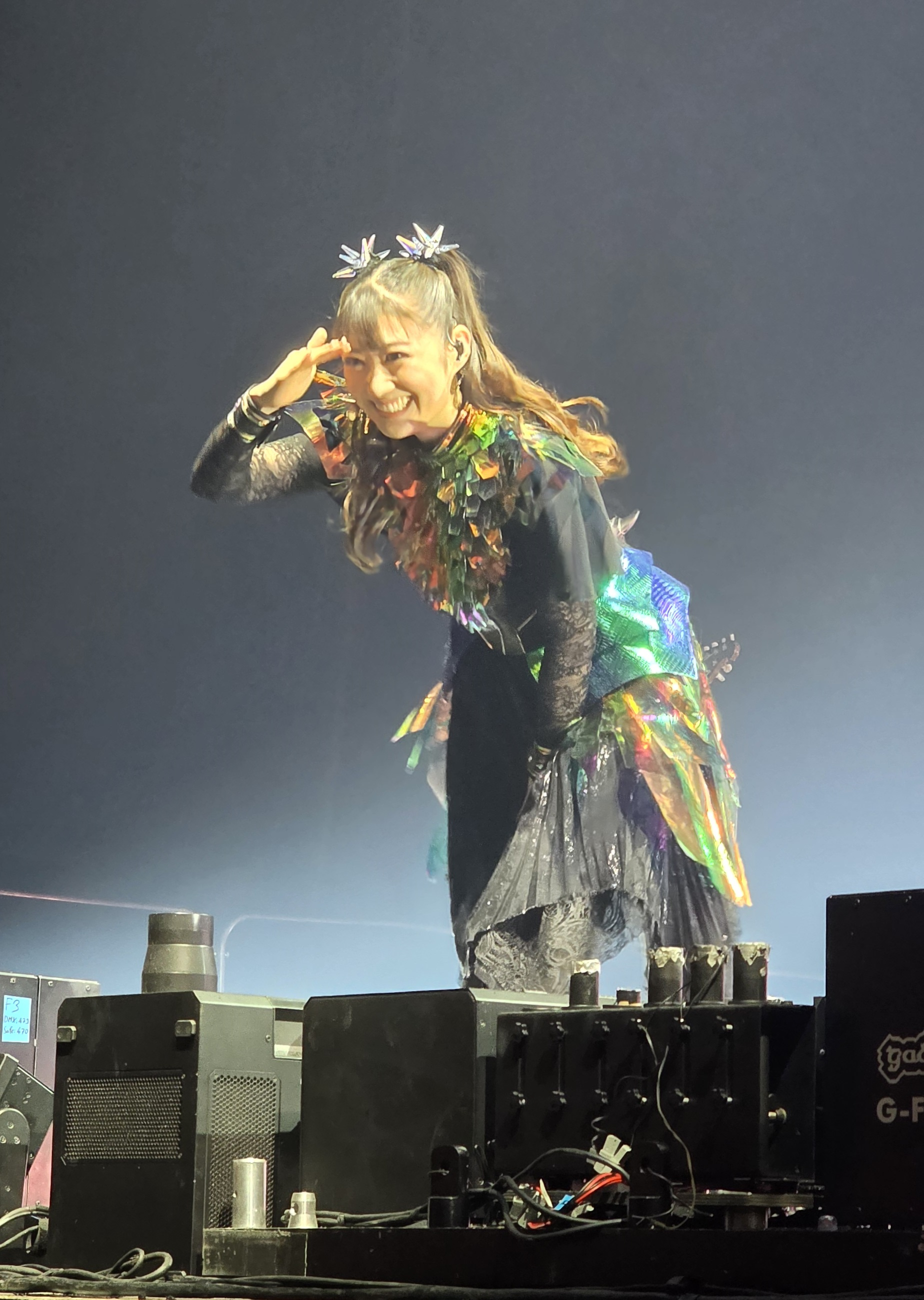
MOMOMETAL（2025年）

### 旧メンバー
| 画像 | 名前                    | 本名                     | 生年月日              | 出身地   | 担当及び立ち位置                      | 在籍期間            |
| ---- | ----------------------- | ------------------------ | --------------------- | -------- | ------------------------------------- | ------------------- |
|      | YUIMETAL （ユイメタル） | 水野由結 （みずの ゆい） | 1999年6月20日（26歳） | 神奈川県 | スクリーム、ダンス （ステージ下手側） | 2010年 - 2018年10月 |

## 経歴

### 構想
BABYMETALは、芸能プロダクションアミューズ社員のKOBAMETALこと小林啓がプロデューサーとなり結成された。企画背景は三つあった。
1. KOBAMETALが大のメタルファンだったこと。日本のバンドでは聖飢魔IIやX JAPANを好んだ。
2. アミューズがマネジメントした可憐Girl'sの中元すず香の歌声を聴いたこと。その歌声は少年少女合唱団のようでありつつ時にリミッターが効いていないと思うほど強かった。
3. 同じく同社がマネジメントするPerfumeがテクノとアイドルを組み合わせて商業的に成功したこと。

これらからKOBAMETALは、ラウドなメタルサウンドと中元すず香の歌声を組み合わせれば商業的に成功するのではないかと考えた。中元は2009年3月に可憐Girl'sが解散した後、2010年4月にさくら学院に参加。KOBAMETALはさくら学院に関わる中で、自らの企画に対し社内承認を得て中元を中心に追加メンバーを探した。しかし中元が独特な存在感を持っていたためこれに伍する候補はなかなか見当たらず、「中元の周りを踊る天使のような子」という全く別のキャラクターを加えることに方針転換し、水野由結と菊地最愛を選抜した。

### 命名から海外初公演まで（2010年 - 2012年）
2010年、学校生活とクラブ活動をテーマにした成長期限定ユニット「さくら学院」の派生ユニットとなる部活動「重音部」として始動。同部に属した三人は10月30日に楽曲「ド・キ・ド・キ☆モーニング」を初録音し、11月28日に横浜赤レンガ倉庫で開催された「さくら学院」の単独ライブ「さくら学院祭☆2010」で初披露された。
2011年2月1日、ユニット名が「BABYMETAL」と公表される。ユニット名は“ヘビーメタル”をもじったもの。BABYが可愛さを、METALが激しさを表し、新しいメタル音楽を生む願いを込めた。BABYMETALは7月23日、楽曲「イジメ、ダメ、ゼッタイ」を初披露、10月12日のライブではモッシュ&ダイブが発生。トイズファクトリーは同日、「ド・キ・ド・キ☆モーニング」のミュージック・ビデオをYouTubeで公開。海外メディアに、少女がメタルを歌い踊る珍しさを報じられた。
2012年1月9日、楽曲「いいね!」を初披露。3月、スプリットシングル「BABYMETAL×キバオブアキバ」を発売。4月6日、ニコニコ生放送を実施。6月23日、楽曲「ヘドバンギャー!!」を初披露。7月4日シングル「ヘドバンギャー!!」を発売。7月21日、目黒鹿鳴館でライブ「LEGEND 〜コルセット祭り」を開催。8月19日、史上最年少でサマーソニックに出演。10月、初のワンマンライブ「I、D、Z〜LEGEND“I”」を開催。このアンコールで初めてバックバンドが生演奏した。11月、「アニメ・フェスティバル・アジア シンガポール 2012」にて初めて日本国外で公演。

### メタルレジスタンス第1章（2013年 - 2014年）
2013年1月4日放送の歌番組で、BABYMETALは目標を「世界征服」と述べ「イジメ、ダメ、ゼッタイ」を披露。同年1月9日、メジャーデビューシングル「イジメ、ダメ、ゼッタイ」を発売、メタルの復興を期する「メタルレジスタンス」のスタートとした。2月1日、ワンマンライブ「I、D、Z〜LEGEND“Z”」およびさくら学院公式サイトで、BABYMETALは中元すず香のさくら学院卒業後も活動すると発表された。
5月、大阪、東京でワンマンライブツアーを開催し、初めて全曲生演奏での公演が行われた。同月から9月にかけて、「TOKYO METROPOLITAN ROCK FESTIVAL 2013」、「JOIN ALIVE 2013」、「ROCK IN JAPAN FESTIVAL 2013」、「サマーソニック 2013」、「アニメ・フェスティバル・アジア インドネシア 2013」、「イナズマロックフェス 2013」 など、各種ロックフェス &イベントに積極的に参加し知名度を上げていく。2013年6月19日、シングル「メギツネ」発売。
10月20日、メタル・フェス「LOUD PARK 13」に出演。BABYMETALの出演がアナウンスされると賛否両論が渦巻き、LOUD PARKの公式FacebookおよびTwitterが炎上した。しかし、当日は「イジメ、ダメ、ゼッタイ」で巨大なウォール・オブ・デスが発生するなどの盛り上がりを見せた。12月21日、「LEGEND "1997" SU-METAL聖誕祭」で「ギミチョコ!!」を初披露。12月28日、日本国外では初となるワンマンライブをシンガポールにて開催。
2014年2月2日、台湾でソニックとツーマンライブを開催。2月7日、『ミュージックステーション』（テレビ朝日）に初出演し「イジメ、ダメ、ゼッタイ」をパフォーマンス。生放送の歌番組出演はこれが初。2月26日、セルフタイトルの1stアルバム『BABYMETAL』を発売。同アルバムは、iTunes Storeにて7ヵ国のロックアルバムチャートでベスト10に入り、全米総合アルバムチャート（Billboard 200）に日本人最年少でランクイン。発売日の前日には、収録曲「ギミチョコ!!」のミュージックビデオがYouTubeの公式チャンネルにアップロードされ、これをきっかけとして日本国内外における知名度が高まっていった。3月1・2日、2日間にわたって日本武道館でワンマンライブを行った。平均年齢14.7歳での開催となり、これまでの女性最年少記録を更新。また、この公演で「メタルレジスタンス第1章」が完結、今後は海外武者修行に出る「メタルレジスタンス第2章」を開始すると宣言した。

### メタルレジスタンス第2章（2014年）

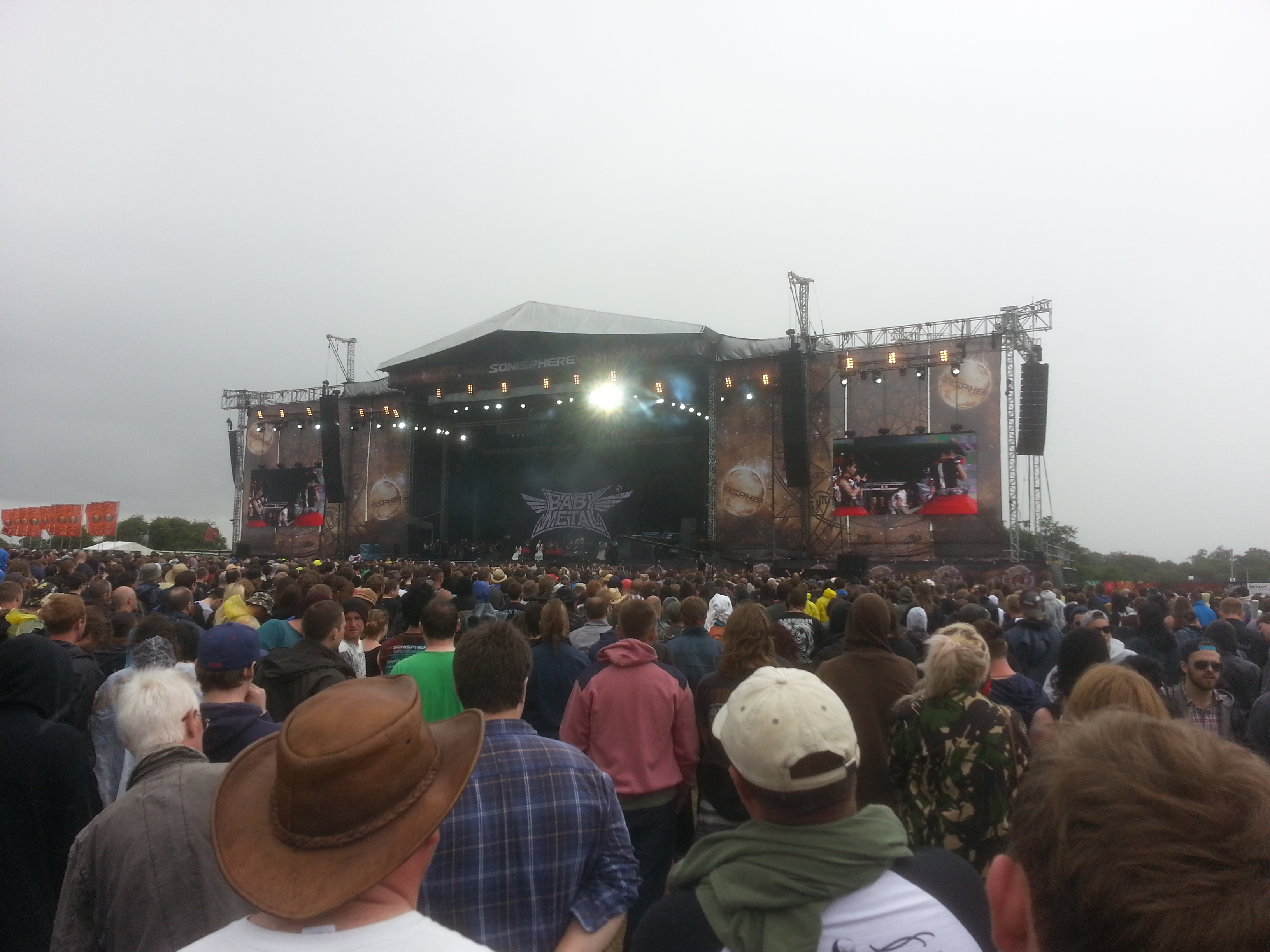
イギリス 「Sonisphere Festival UK」公演 (2014年7月)

2014年7月より、フランス、ドイツ、イギリス、アメリカ、カナダ、日本を巡る初のワールドツアーを開始。同月に開催された「Sonisphere Festival UK」ではメインステージに出演。7月中旬には、英METAL HAMMERが主催したトーナメント方式のネット投票企画「HEAVY METAL WORLD CUP」に日本代表として選出され優勝。また、7月下旬から8月上旬にかけて、レディー・ガガの北米ツアーにオープニングアクトとして同行。8月、カナダの「HEAVY MONTRÉAL」に出演。

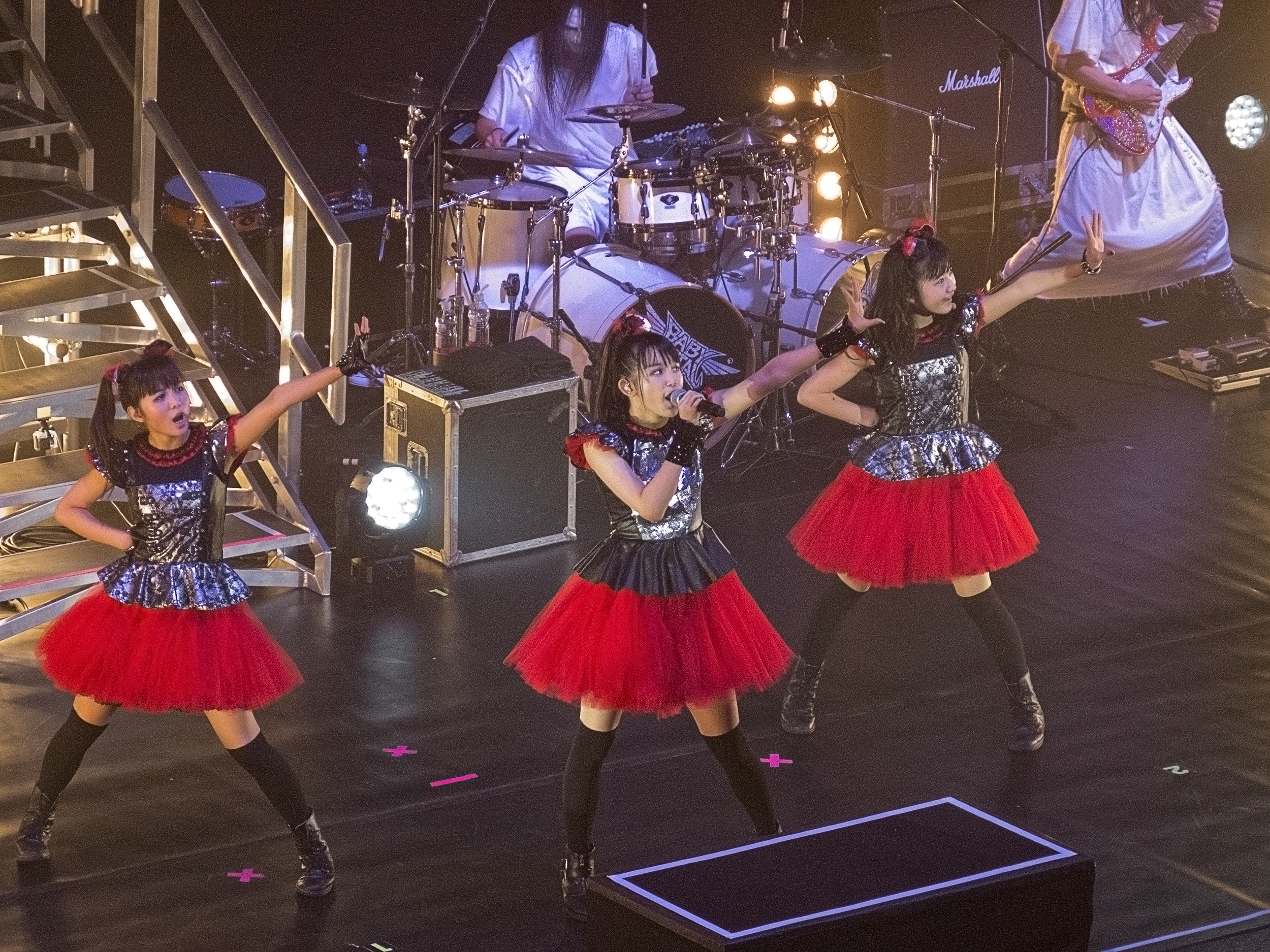
ロンドン O2アカデミー・ブリクストン公演 (2014年11月)

11月、アメリカ、イギリスでワールドツアーの追加公演を開催。ロンドンのO2アカデミー・ブリクストンで行われた公演において「メタルレジスタンス第2章」の完結が宣言され、ドラゴンフォースとコラボレーションした楽曲「Road of Resistance」の初披露をもって「メタルレジスタンス第3章」の開始が宣言された。

### メタルレジスタンス第3章（2015年）
2015年1月、ライブアルバム『LIVE AT BUDOKAN 〜RED NIGHT〜』と映像作品『LIVE AT BUDOKAN 〜RED NIGHT & BLACK NIGHT APOCALYPSE〜』を同時発売、オリコン週間チャートにて、それぞれアルバムで3位、Blu-ray総合で1位となり、女性アーティストのライブアルバムとしては11年ぶりにTOP3に入り、Blu-rayでは総合1位の女性最年少記録を更新。1月10日、さいたまスーパーアリーナでワンマンライブ「LEGEND“2015” 〜新春キツネ祭り〜」を開催し約2万人を動員。3月には「第7回 CDショップ大賞 2015」にてアルバム『BABYMETAL』が大賞を受賞。
5月より、メキシコ、カナダ、アメリカ、ドイツ、フランス、スイス、イタリア、オーストリア、日本、イギリスを巡る2度目のワールドツアーを開始。同ツアーは「Road of Resistance」の世界観である"道なき道を突き進んでいく"をテーマに掲げた。同月にはアメリカの「Rock On The Range 2015」、ドイツの「Rock im Revier」などにも出演。また、海外レーベル（インディーズ）のearMUSIC、RALと契約し、欧米でCDの販売を開始したほか、国内で発売した映像作品『LIVE IN LONDON -BABYMETAL WORLD TOUR 2014-』がオリコン週間チャートのBlu-ray総合で1位となり、10代アーティスト初の2作連続Blu-ray総合1位を記録。

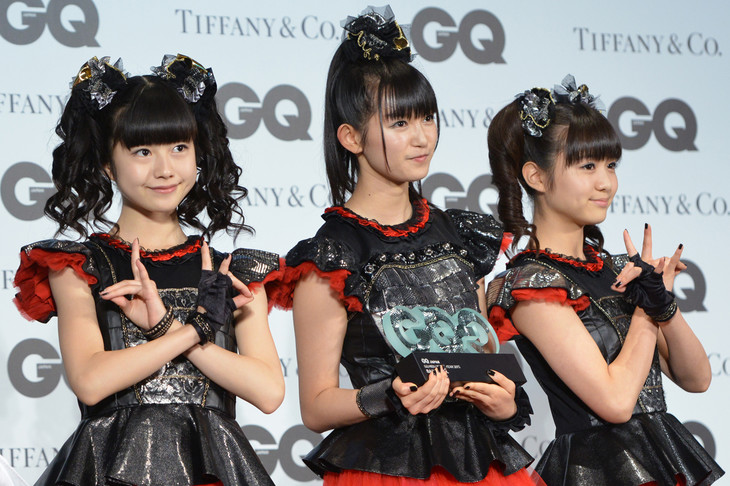
2015年度「GQ Men of the Year」授賞式のグループショット。左からYUIMETAL, SU-METAL, MOAMETAL

6月、イギリスのロック専門誌ケラング!が主催する「KERRANG! AWARDS 2015」の授賞式に出席し「THE SPIRIT OF INDEPENDENCE AWARD」を受賞、同アワードでの受賞は日本人初となった。また、イギリスの「ダウンロード・フェスティバル 2015」でのドラゴンフォースのステージにシークレットゲストとして参加し「ギミチョコ!!」で共演したほか、イギリスのメタル専門誌METAL HAMMERが主催する「METAL HAMMER GOLDEN GODS AWARDS 2015 CEREMONY」に出席し「BREAKTHROUGH AWARD」を受賞、授賞式でドラゴンフォースとコラボレーションライブを行った。6月下旬には幕張メッセにて全席オールスタンディングでの公演を行い約2万5000人を動員。
8月、イギリスで開催された「レディング&リーズ・フェスティバル 2015」のメインステージに史上最年少で出演し、2日間でのべ9万人を動員。9月より、大阪、北海道、福岡、愛知、東京、神奈川を巡る初の全国ツアーを開始。同月には「ULTRA JAPAN 2015」でのスクリレックスのステージにサプライズゲストとして参加し、「ギミチョコ!!」で共演。11月、GQ JAPANが主催する「GQ Men of the Year 2015」で特別賞「Discovery of the Year」を、VOGUE JAPANが主催する「VOGUE JAPAN Women of the Year 2015」を それぞれ受賞。11月22日、「LOUD PARK 13」以来の国内メタルフェス参戦となる「Ozzfest Japan 2015」に出演し、日本人大トリを務めた。
12月、横浜アリーナで行われた全国ツアーの最終公演において、「トリロジー」をサブタイトルとした「メタルレジスタンス第3章」が完結したことが宣言され、「FOX DAY」と題した2016年4月1日に「メタルレジスタンス第4章」を開始すると宣言した。

### メタルレジスタンス第4章（2016年）

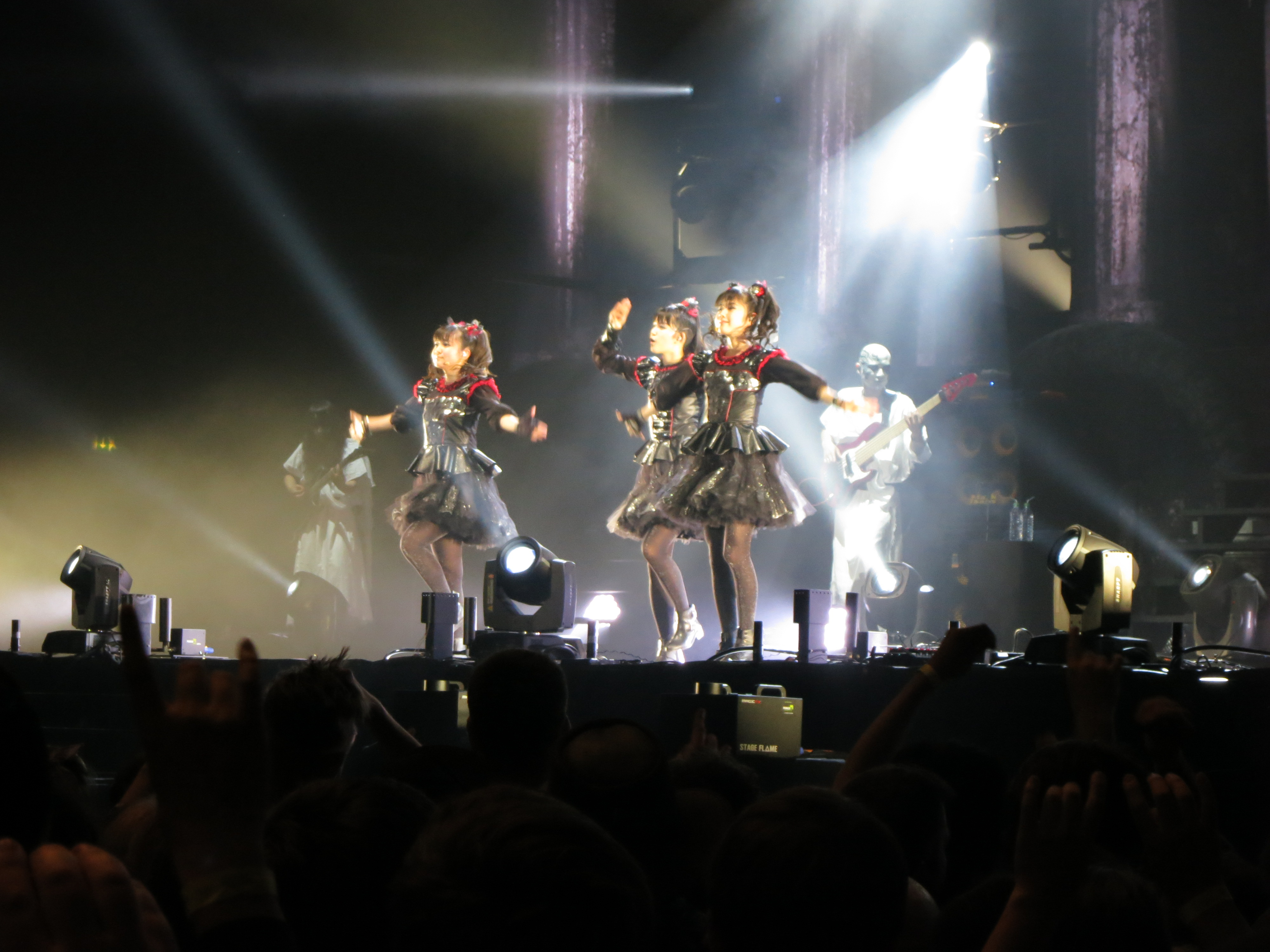
ロンドン ウェンブリー・アリーナ公演 (2016年4月)

2016年4月1日、2ndアルバム『METAL RESISTANCE』を世界同時発売、オリコン週間チャートで2位となり自己最高位を更新したほか、全英総合アルバムチャートで15位を記録し、日本人の最高位を41年ぶりに更新、オーストラリアのARIAによる総合アルバムチャートでは7位を記録し、日本人初のチャートイン、全米総合アルバムチャート（Billboard 200）では39位を記録し、日本人としては坂本九のアルバム『Sukiyaki and Other Japanese Hits』の14位以来53年ぶりにTOP40入りとなった。
翌日より、イギリス、アメリカ、スイス、オーストリア、オランダ、ドイツ、フランス、日本を巡る3度目のワールドツアーを開始。初日の2016年4月2日、ロンドンのウェンブリー・アリーナで日本人初となるワンマンライブを開催、約1万2000人を動員し、同会場におけるグッズ販売の売上記録を更新。また、同月にアメリカのトーク番組『ザ・レイト・ショー・ウィズ・スティーヴン・コルベア』（CBS）に出演し、「ギミチョコ!!」のスタジオライブを披露。日本では歌番組『ミュージックステーション』（テレビ朝日）に出演し、「KARATE」のスタジオライブを披露した。
6月、「KERRANG! AWARDS 2016」にて「BEST LIVE BAND」を受賞したほか、イギリスの「ダウンロード・フェスティバル 2016」およびフランスの「ダウンロード・フェスティバル・パリ 2016」でメインステージに出演。7月にはアメリカの音楽誌オルタナティヴ・プレスが主催する「Alternative Press Music Awards 2016」で、ジューダス・プリーストのロブ・ハルフォードがBABYMETALのゲストボーカルとして出演した。歌った曲目は「ペインキラー」および「ブレイキング・ザ・ロウ」。

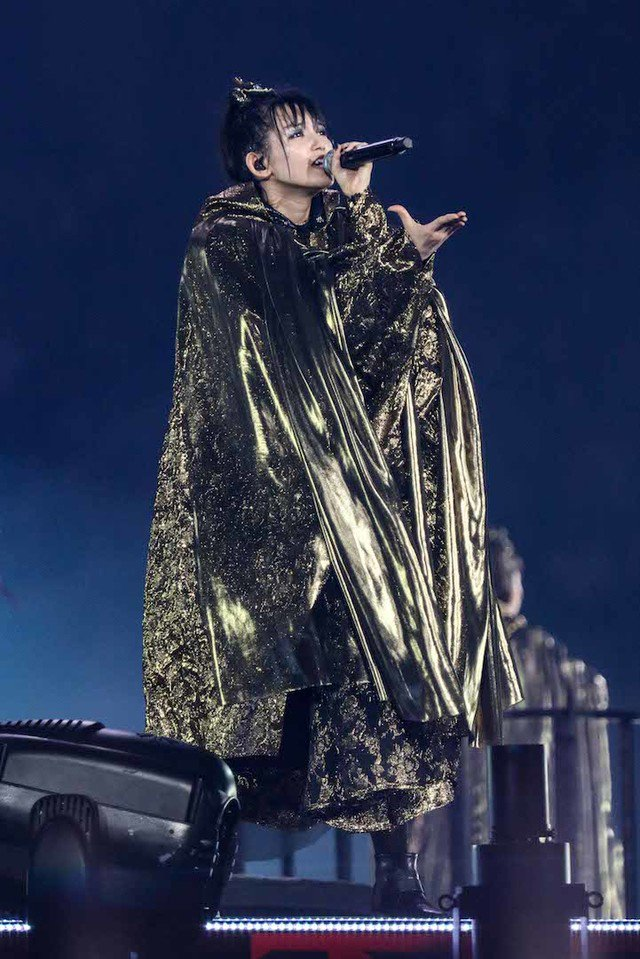
東京ドーム公演(2016年9月)

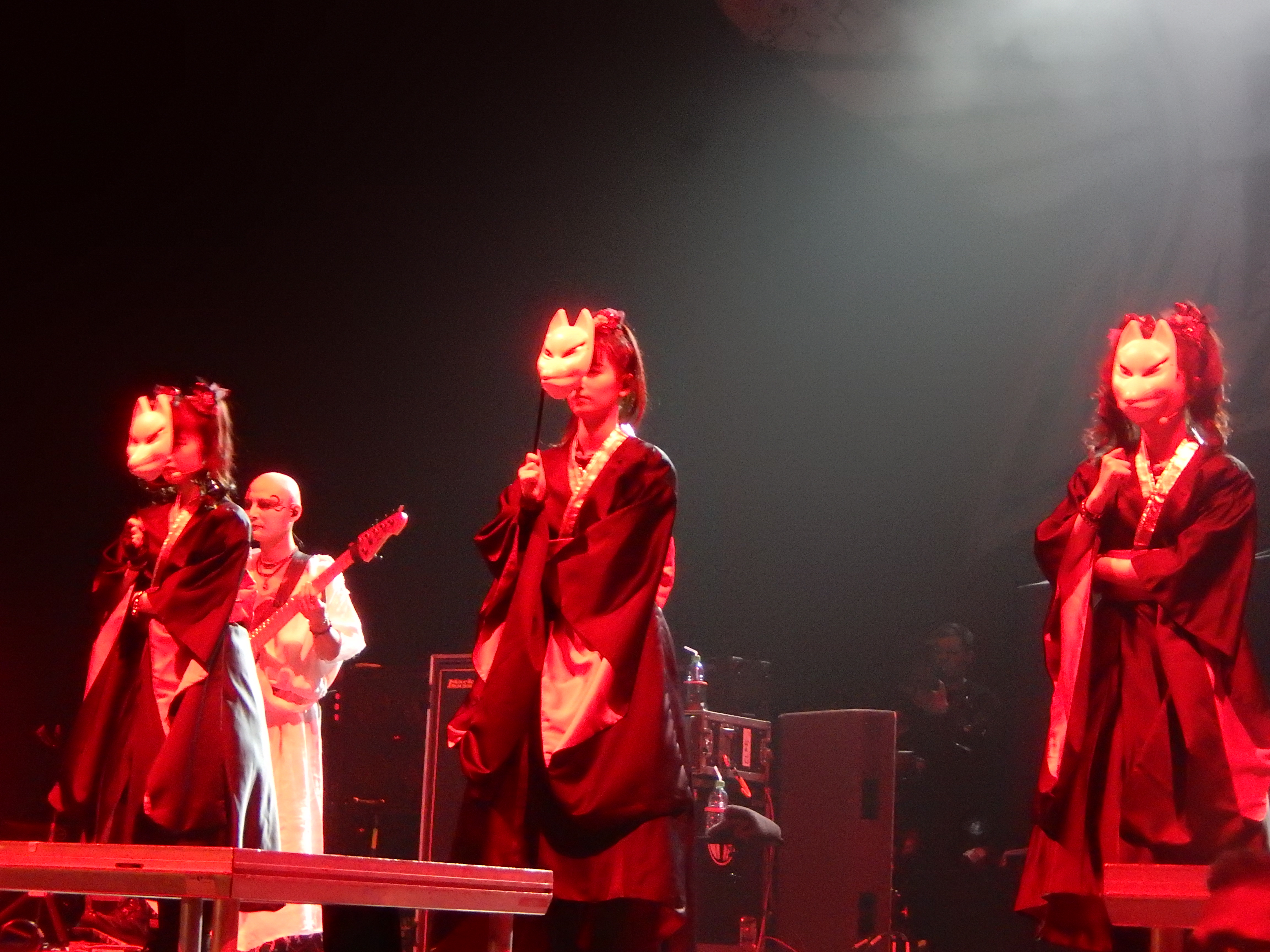
レッド・ホット・チリ・ペッパーズのロンドン O2アリーナ公演(2016年12月)

7月から8月にかけて「フジロックフェスティバル'16」、「ROCK IN JAPAN FESTIVAL 2016」、「ライジング・サン・ロックフェスティバル 2016 in EZO」、「サマーソニック 2016」 の国内4大ロックフェスに出演。
9月19日と20日に東京ドームで「BABYMETAL WORLD TOUR 2016 LEGEND - METAL RESISTANCE – RED NIGHT & BLACK NIGHT」を開催し計11万人を動員、8か国22公演で総計45万人（単独公演15万人、参加フェス30万人）を動員した2016年のワールドツアーを完結させた。
9月28日、ワーナー・ブラザースはBABYMETALを題材とする映像作品を制作することを発表した。実写とアニメを組み合わせた短編シリーズとなる予定で、制作にはKOBAMETALも参加する。11月、音楽アワード「MTV Video Music Awards Japan 2016」にてアルバム『METAL RESISTANCE』が最優秀邦楽アルバム賞を受賞。
12月から翌年1月にかけて、イギリスでレッド・ホット・チリ・ペッパーズ、韓国でメタリカ、日本でガンズ・アンド・ローゼズ のツアーにそれぞれ同行し、オープニングアクトを務める。

### メタルレジスタンス第5章 / 第6章（2017年）
2017年3月、デジタルメディア協会主催の「デジタル・コンテンツ・オブ・ジ・イヤー'16 / 第22回AMD Award」で優秀賞を受賞。4月、レッド・ホット・チリ・ペッパーズのUSツアーに同行し、サポートアクトを務める。6月、ロサンゼルスにてワンマンライブ。コーンのUSツアーに同行。
7月、「5大キツネ祭り in JAPAN」(黒・赤・金・銀・白の各キツネ祭り）と銘打った東名阪ツアーを開始。8月、「SUMMER SONIC 2017」にてヘッドライナーのフー・ファイターズと同じメインステージで自身初の2ndヘッドライナーを務める。同月末、「5大キツネ祭り in JAPAN」が最終地・大阪にて閉幕。9月、アリーナ級ツアー「巨大キツネ祭り in JAPAN」を開始し、10月の大阪城ホール公演で閉幕。(メタルレジスタンス第5章の終了)
11月、来年度開催の海外大型フェス、「Rock On The Range 2018」（アメリカ）および「Download Festival 2018」（イギリス）出演を発表。欧州最大級の音楽賞「2017 MTVヨーロッパ・ミュージック・アワード」にて、日本人アーティスト初の受賞（ベスト・ワールドワイド・アクト賞）。
12月、SU-METALの20歳を記念した公演「LEGEND - S - 洗礼の儀 -」を、彼女の出身地・広島のグリーンアリーナにて開催。YUIMETALは体調不良のため不参加であった。(本公演がメタルレジスタンス第6章に当たる)

### メタルレジスタンス第7章（2018年）

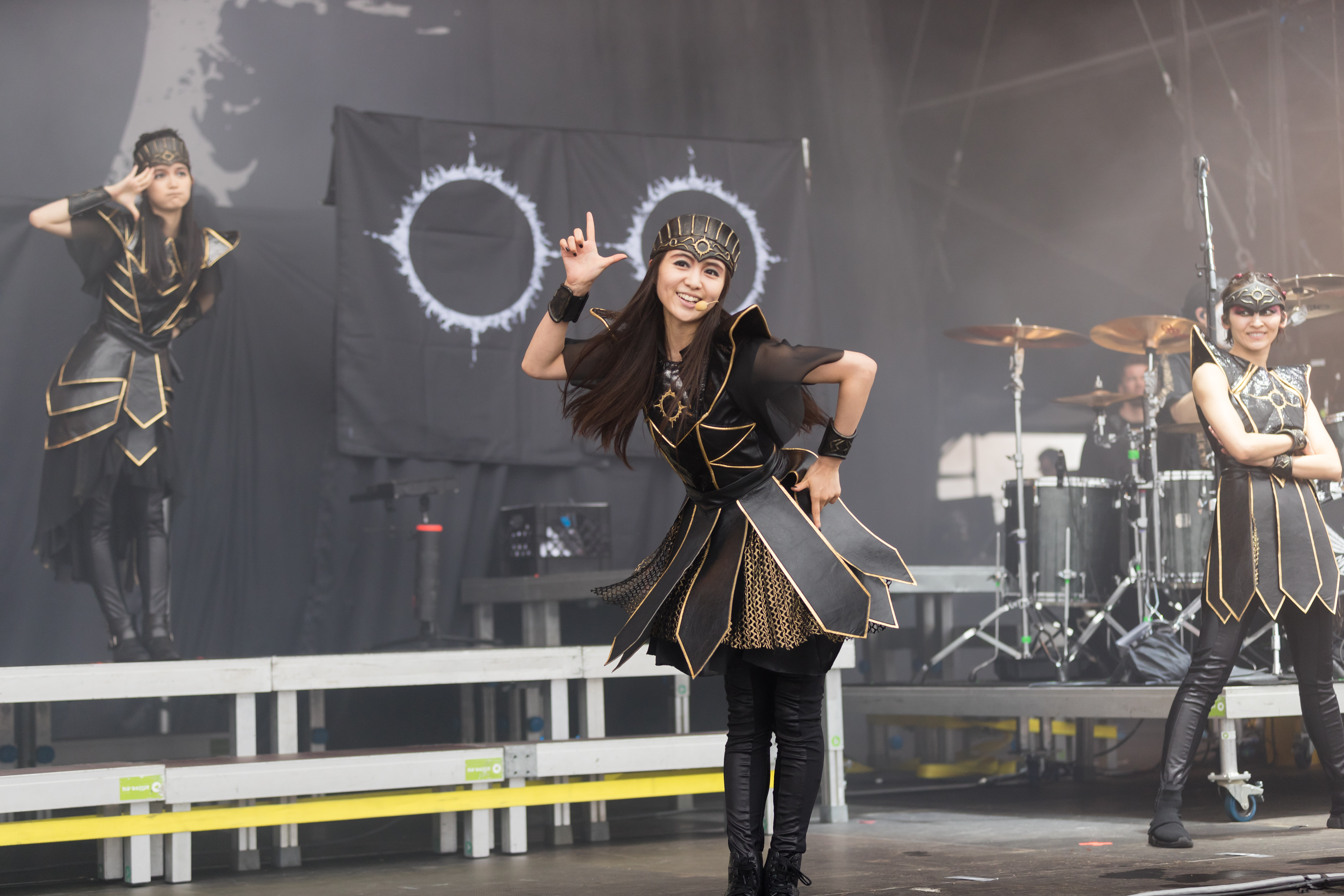
ドイツ「Rock am Ring 2018」公演 (2018年6月)

2018年4月、アパレルブランド「BMD FOX APPAREL」を立ち上げる。
5月、カンザスシティにて、BABYMETALの「ダークサイド」と位置付けた ワールドツアー「BABYMETAL WORLD TOUR 2018」が開幕。YUIMETALは参加せず、2名のサポートダンサーを加えた4名でのダンスパフォーマンスとなった。ツアーの開幕に合わせて配信シングル「Distortion」をリリース。5Bマネージメント・アンド・レコーズおよびクッキング・ヴァイナルと共に独立レーベル「BABYMETAL RECORDS」を設立。「Rock on the Range 2018」に日本人初2ndステージのヘッドライナーとして出演。
6月、欧州ツアーを開始し、「Rock am Ring 2018」、「Rock im Park 2018」（共にドイツ）、「Download Festival UK」（イギリス）などの大型ロックフェスに出演。
10月19日、アミューズ公式サイトにて、YUIMETALが自らの体調が万全ではないことや「水野由結としての夢に向かって進みたい」との気持ちを理由にBABYMETALから脱退することを発表。併せて、次回公演からSU-METAL、MOAMETALを中心とした新体制となることが発表された。
10月、日本公演「BABYMETAL WORLD TOUR 2018 in JAPAN」を幕張メッセ、ワールド記念ホール で開催。追加公演として「BABYMETAL WORLD TOUR 2018 in JAPAN EXTRA SHOW "DARK NIGHT CARNIVAL"」を開催し、5名のサポートダンサーを加えた7名でダンスパフォーマンスを行い、サバトンやギャラクティックエンパイアと共演した。
12月、1名のサポートダンサーを加えた3名で、シンガポールでジューダス・プリーストのライブにサポートゲストとして出演 したほか、オーストラリアの「Good Things Festival 2018」に出演。

### メタルレジスタンス第8章 / 第9章（2019年 - 2020年）
6月、2019年度の始動ライブ「BABYMETAL AWAKENS - THE SUN ALSO RISES -」を開催し、アベンジャーズと称するサポートダンサーを3名揃え、このうち1名が日替わりで出演してYUIMETALのポジションを演じる変則的な形ながら3名体制へと復帰、秋の新アルバムの発売と2019年度の世界ツアー「METAL GALAXY WORLD TOUR」のスケジュールを発表した。これと同時に新曲「PA PA YA!! (feat. F.HERO)」を配信リリース。6月30日には世界最大規模の音楽フェスであるイギリスの「Glastonbury Festival 2019」に出演し、”メインステージのうちの1つでプレイする最初のJ-POPバンド”とBBCニュースで紹介される。
7月、MOAMETALの20歳を記念した「BABYMETAL ARISES - BEYOND THE MOON - LEGEND - M -」を、彼女の出身地・名古屋のポートメッセなごやにて開催。(本公演がメタルレジスタンス第9章に当たる)
8月、「サマーソニック 2019」に出演し、マウンテンステージのトリを務める。

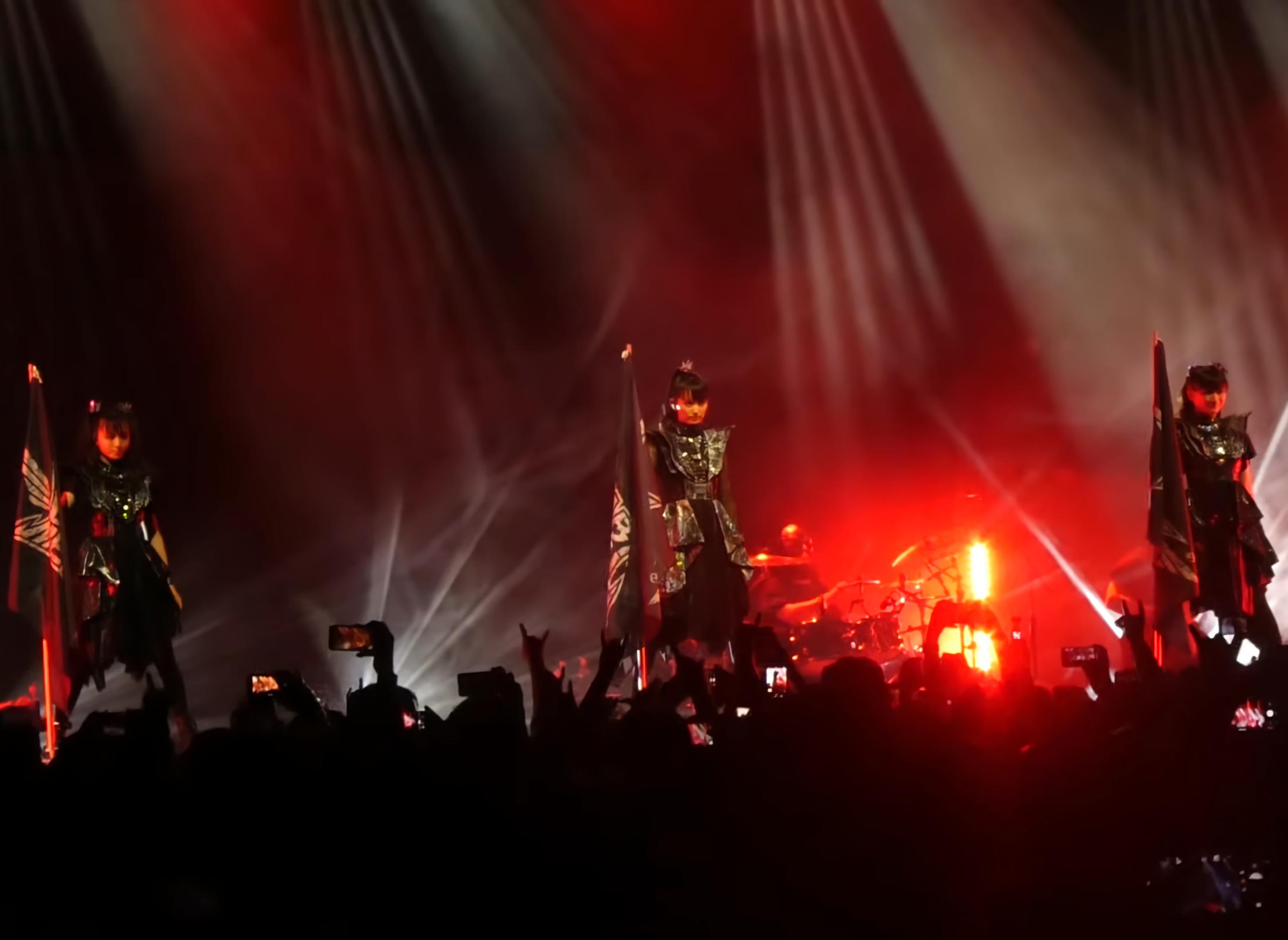
USツアー ワシントンD.C.公演 (2019年9月)

9月より、USツアーから「METAL GALAXY WORLD TOUR」を開始。
10月11日、3rdアルバム『METAL GALAXY』を世界同時発売、同作は全米アルバム・チャート「Billboard 200」で初登場13位を記録した ほか、カテゴリチャートのトップ・ロック・アルバムでアジア人アーティストとしては初となる1位を記録した。同日にアメリカでは自身初となるアリーナでのワンマンライブをロサンゼルスのザ・フォーラムで開催。
11月、ヨウジヤマモトが「Ground Y feat.BABYMETAL “GALAXY” Collection」を発売  。日本公演「METAL GALAXY WORLD TOUR IN JAPAN」を開催し、ブリング・ミー・ザ・ホライズンをスペシャルゲストに迎えた。
2020年1月25日と26日、日本公演の追加公演「METAL GALAXY WORLD TOUR IN JAPAN EXTRA SHOW LEGEND - METAL GALAXY」を開催。1日目では“光の世界”をテーマにアルバム(METAL GALAXY) Disc 1の収録曲を中心に全12曲 、2日目では“闇の世界”をテーマにDisc 2の収録曲を中心に12曲を披露した。また、アンコールではBABYMETALと2組の神バンド、3人のアベンジャーズ全員がステージに集結した。2日目のエンドロールでは、BABYMETALがこの世に“降臨”してから10周年を迎える2020年10月10日に“最終楽章”となる「METAL RESISTANCE EPISODE X」が始動することが予告された。
2月から「METAL GALAXY WORLD TOUR」欧州ツアーを開催し日程を完遂するも、3月後半からのアジアツアーと6月から予定していた欧州ツアーは、新型コロナウイルス感染症の世界的流行の影響で中止になった。
7月、スリップノットおよびストーン・サワーのフロントマンを務めるコリィ・テイラーのミュージック・ビデオ「CMFT Must Be Stopped (feat. Tech N9ne & Kid Bookie)」にBABYMETALがカメオ出演。
9月9日、「LEGEND - METAL GALAXY（METAL GALAXY WORLD TOUR IN JAPAN EXTRA SHOW）」の映像と音源を発売、音源は海外でもデジタル配信。

### メタルレジスタンス第10章（2020年 - 2021年）
10月10日、結成10周年を迎え、これまでの歴史を彩ってきた10曲を収録したベストアルバム『10 BABYMETAL YEARS』全10形態を12月23日にリリースすることを発表した。また同月には、ブリング・ミー・ザ・ホライズンが、BABYMETALとコラボレーションした楽曲「Kingslayer ft. BABYMETAL」を含む新EP『POST HUMAN: SURVIVAL HORROR』をリリースした。
11月、「MTV Video Music Awards Japan 2020」にてアルバム『METAL GALAXY』が最優秀アルバム賞を受賞。
12月、ウェブ会員限定で、BABYMETALの聖地でもある東京・目黒鹿鳴館を舞台にしたスペシャルパフォーマンス映像を含む「STAY METAL STAY ROCK-MAY-KAN」をオンライン配信した。また、同月31日にはNHK総合『第71回NHK紅白歌合戦』に初出場して「イジメ、ダメ、ゼッタイ」を披露し、X JAPANのYOSHIKIを中心としたコラボ企画曲「ENDLESS RAIN」に参加した。
2021年1月19日から4月15日まで、日本武道館にてMETAL RESISTANCE最終章を迎える「10 BABYMETAL BUDOKAN」と銘打ったワンマンライブ10公演を開催、4月公演にてBABYMETALはこの10年間で切り開いた世界から旅立ち、「LIVING LEGEND」へと歩み出すことが告げられた。
8月3日、公式サイトにおいて「10月10日（日）「METAL RESISTANCE」全10章の完結と共に10年間の「LEGEND」は「封印」される」と発表。結成10周年のフィナーレとなる10月10日を区切りに、ライブ活動を事実上一時休止することを明らかにした。
9月4日から、結成10周年を記念した企画展『10 BABYMETAL LEGENDS - EXHIBITION - 』を、hmv museum（東京・渋谷）で開催。同月29日、「10 BABYMETAL BUDOKAN」の映像と音源を発売、デジタル配信も海外と同時に開始。
10月11日、10月10日をもって10年間の“LEGEND＝ライヴ”を封印することが告げられたBABYMETALが、結成10周年イヤーを締め括る動画「THE ONE – STAIRWAY TO LIVING LEGEND」をオフィシャルYouTubeチャンネルにて公開した。動画では、BABYMETALのアンセムとなっている「THE ONE」に乗せて、SU-METALとMOAMETALが、雲海から天上へと続く長い階段を上り、この地球で10年間切り開いた世界から“LIVING LEGEND”となって旅出っていくBABYMETALの姿が映し出された。

### THE OTHER ONE（2022年 - 2023年）
2022年4月1日、公式サイトにおいて、リアルワールドでのライブ活動の封印が続くBABYMETALが新展開としてバーチャルワールド「METALVERSE（メタルバース）」を通じて我々の知らなかったBABYMETALを復元させる計画「THE OTHER ONE」の開始を発表した。
10月11日、封印を解くライブを2023年1月28日、29日に開催することを発表。また、2023年3月24日にBABYMETAL初のコンセプトアルバムの全世界同時リリースを発表。。同月、第一弾先行配信楽曲「Divine Attack - 神撃 -」を配信開始、SU-METALが初の作詞を手がけた。
11月、第二弾先行配信楽曲「Monochrome」を配信開始、同時にBABYMETAL初のリリックビデオを公開。
2023年1月、第三弾先行配信楽曲「METAL KINGDOM」配信開始。同月28日と29日に幕張メッセ国際展示場でワンマンライブ「BABYMETAL RETURNS - THE OTHER ONE -」を開催。
2月、第四弾先行配信楽曲「Light and Darkness」を配信開始。
3月、コンセプトアルバム『THE OTHER ONE』を全世界同時リリース。同時に、フォーカス・トラック「Mirror Mirror」のオフィシャル・リリック・ビデオを公開。同月、YouTubeチャンネル「THE FIRST TAKE」に出演して「Monochrome」をピアノアレンジで披露。

### BABYMETAL WORLD TOUR 2023 - 2024（2023年-2024年）

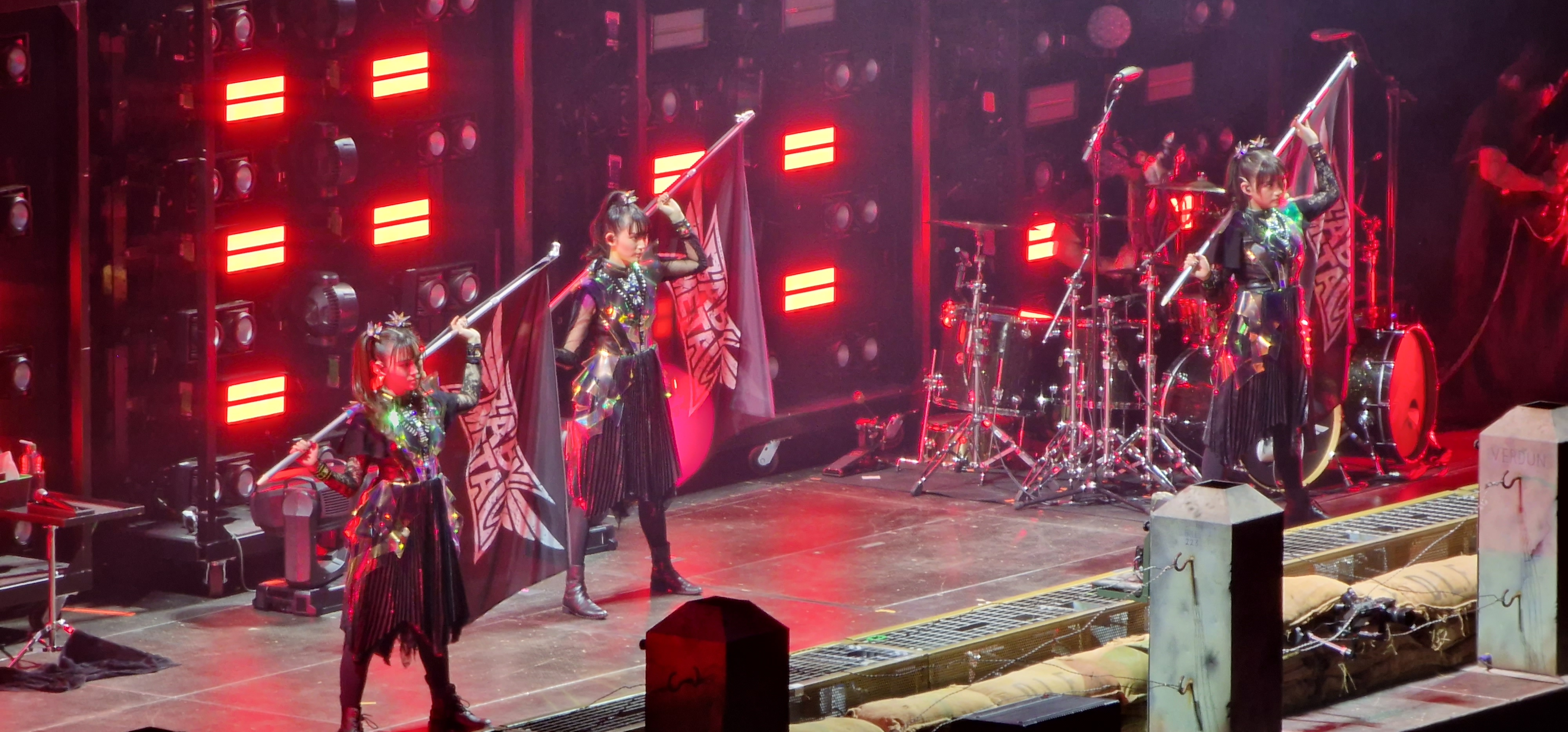
サバトンのEU&UKツアー オランダ公演 (2023年5月)

4月、ぴあアリーナMMで2夜連続公演の「BABYMETAL BEGINS - THE OTHER ONE -」を開催、SU-METAL、MOAMETAL、MOMOMETALによる“新生BABYMETAL”が誕生し、正規メンバーとなったMOMOMETALがBABYMETALとして初のパフォーマンスを行った。またサバトンの英国・EUツアー24公演へのゲスト出演、アジアツアー5公演、豪州ツアー3公演、日本ではサマーフェスへの出演と2024年にツアーファイナルを行うことが発表された。同月、YouTubeチャンネル『THE FIRST TAKE』に3人体制からなる新生BABYMETALとして出演して「THE ONE」を披露した。
5月、『THE FIRST TAKE』で披露した「Monochrome - Piano ver. -」と「THE ONE - Unfinished ver. -」の音源を2曲同時に配信リリース。
6月、リル・ウージー・ヴァートのアルバム『Pink Tape』に収録された「The End(feat. BABYMETAL)」にボーカルで参加。この楽曲は、7月15日付の米・ビルボードのBubbling Under Hot100（100位以内に入ったことがない上位25曲）で8位にエントリーし、108位相当を記録した。
8月、「ライジング・サン・ロック・フェスティバル 2023 in EZO」、「サマーソニック 2023」に出演。同月、レイジ・アゲインスト・ザ・マシーンのトム・モレロがゲスト参加した新曲「メタり！！（feat. Tom Morello）」を配信リリース。8月末より、DETHKLOKと北米を巡るコーヘッドラインツアー「THE BABYKLOK TOUR 2023」を開始、「Louder Than Life 2023」「Aftershock Festival 2023」といった音楽フェスへの出演を含む全29公演を行った。

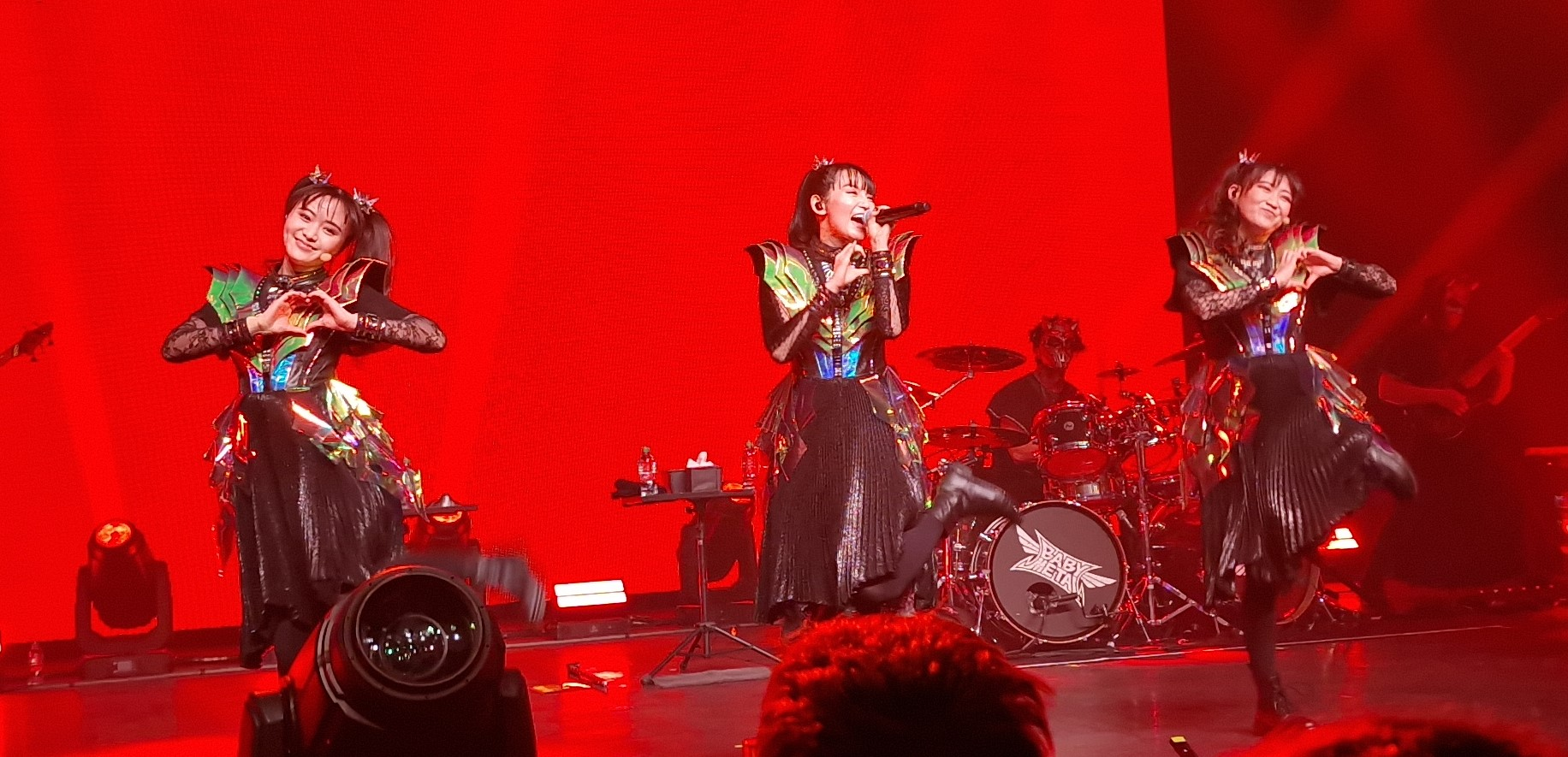
EU&UKツアー ベルギー公演(2023年12月)

11月、幕張メッセで開催されたブリング・ミー・ザ・ホライズンがキュレートする新フェス「NEX_FEST」に出演するとともに、ブリング・ミー・ザ・ホライズンのステージにて「Kingslayer ft. BABYMETAL」で共演した。
12月、スペイン・マドリードで全20公演からなるEU & UKでのワンマンツアーを完遂した。
2024年3月、MOMOMETALの20歳の”聖誕”を祝うライブ「BABYMETAL WORLD TOUR 2023 - 2024 LEGEND - MM」を彼女の出身地である神奈川県の横浜アリーナにて2日連続で開催。同月、タイのラッパーF.HERO、タイのロック・バンドボディスラムとのトリプル・コラボ・シングル「LEAVE IT ALL BEHIND」を配信リリース、3アーティストが共演したMVを公開した。同月、ワールドツアーのファイナルとなる『BABYMETAL WORLD TOUR 2023-2024 TOUR FINAL IN JAPAN LEGEND-43（シーサー）』を2日連続公演を沖縄コンベンションセンター展示棟で開催した。

### BABYMETAL WORLD TOUR 2024 - 2025（2024年 - 2025年）
4月、アメリカ・ラスベガスで開催されたフェス「Sick New World 2024」に出演するとともに、ブリング・ミー・ザ・ホライズンのステージにて「Kingslayer ft. BABYMETAL」を日本以外で初めて共演した。
5月、ドイツのバンドElectric Callboy（エレクトリック・コールボーイ）とのコラボレーション楽曲「RATATATA」を全世界同時配信リリース、共演したMVも公開した。同月、BABYMETAL主催の音楽フェス「FOX_FEST」がさいたまスーパーアリーナで2日連続で開催され、BABYMETALのステージで、ポリフィアのギタリストのティム・ハンソンとスコット・ルペイジが「Brand New Day (feat. Tim Henson and Scott LePage)」でゲスト出演を果たし、BABYMETALとエレクトリック・コールボーイのコラボ曲「RATATATA」をエレクトリック・コールボーイのヴォーカルのニコ・サラックとケヴィン・ラタイジャックがゲスト出演してBABYMETALとライヴで初披露した。

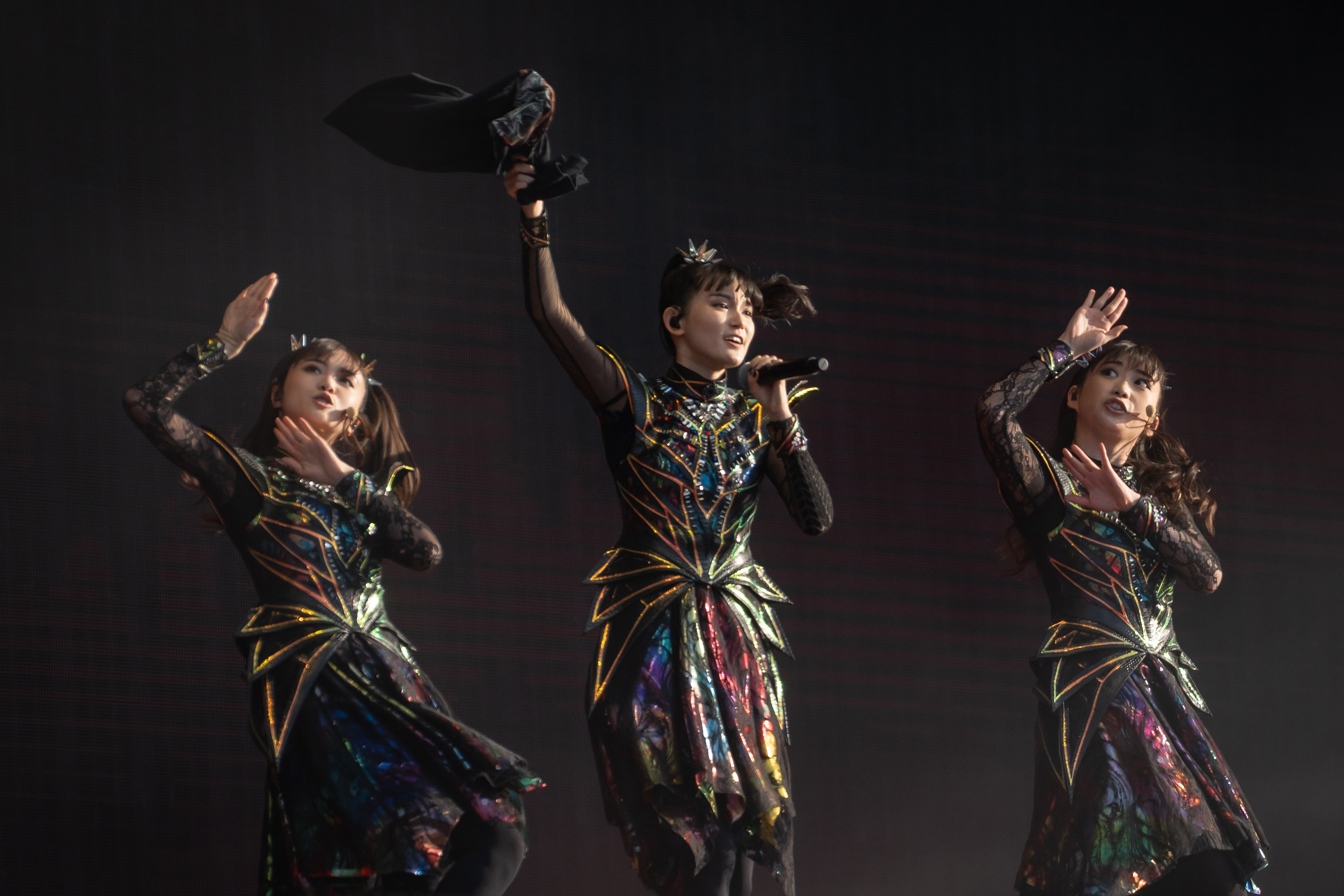
フランス 「Hellfest2024」公演(2024年6月)

6月、「RATATATA」が、6月8日付けのビルボード全米チャートの1つ「ハードロック・デジタル・ソング・セールス」チャートで全米1位を獲得した。6月8日・9日、ドイツで開催された野外ロックフェス「ROCK IM PARK 2024」と「ROCK AM RING 2024」でエレクトリック・コールボーイと「RATATATA」のコラボステージを実現した。同月、イギリス「Download Festival」・オランダ「Pinkpop Festival」・フランス「Hellfest」・スペイン「Resurrection Fest」などを加えて10本の欧州大型音楽フェスに出演した。
8月、アジア4都市を巡るアジアツアーの一環として、タイ・バンコクで開催された「SUMMER SONIC BANGKOK 2024」にスペシャルゲストとして出演、F.HERO x BODYSLAM x BABYMETALのトリプルコラボシングル「LEAVE IT ALL BEHIND」を初めて3アーティストが集結する形で披露した。
9月、B'zの松本孝弘が率いるバンドTMGのアルバム「TMG II」に収録された「ETERNAL FLAMES(feat. BABYMETAL)」にゲスト参加。
11月、ブラジル・サンパウロ公演を皮切りに、アルゼンチン・ブエノスアイレス、コロンビア・ボゴタ、ペルー・リマ、チリ・サンティアゴをまわり、メキシコ・メキシコシティで開催のSlipknotのヘッドラインショーへスペシャルゲスト出演を果たし、初の中南米ツアーを完遂した。
12月、全15都市18公演からなる全米ツアーを完遂した。同月、インド出身のメタルバンドBloodywood（ブラッディウッド）がBABYMETALをフィーチャーした「Bekhauf Feat. BABYMETAL」をリリース。同月、公開のフィンランド映画『ヘヴィ・トリップII／俺たち北欧メタル危機一発！』にBABYMETALが本人役で出演、サントラCDにBABYMETALの「GIMME CHOCOLATE!!」映画ヴァージョンも収録。
2025年1月、レギュラーラジオ番組「BABYMETALのメタラジ！」がTOKYO FM系でスタート。

### BABYMETAL WORLD TOUR 2025 - 2026（2025年 - 2026年）
4月1日、結成15周年アニバーサリーイヤーの “LEGEND MAP”を公開、4作目のオリジナルアルバム『METAL FORTH』を全世界同時リリースすること、アメリカに活動拠点となる会社「BABYMETAL WORLD LLC」を設立、および「キャピトル・レコード」とグローバルレーベルパートナー契約の締結を発表した。同月4日、アルバム『METAL FORTH』より新曲「from me to u（feat. Poppy）」を先行配信、MVも公開。

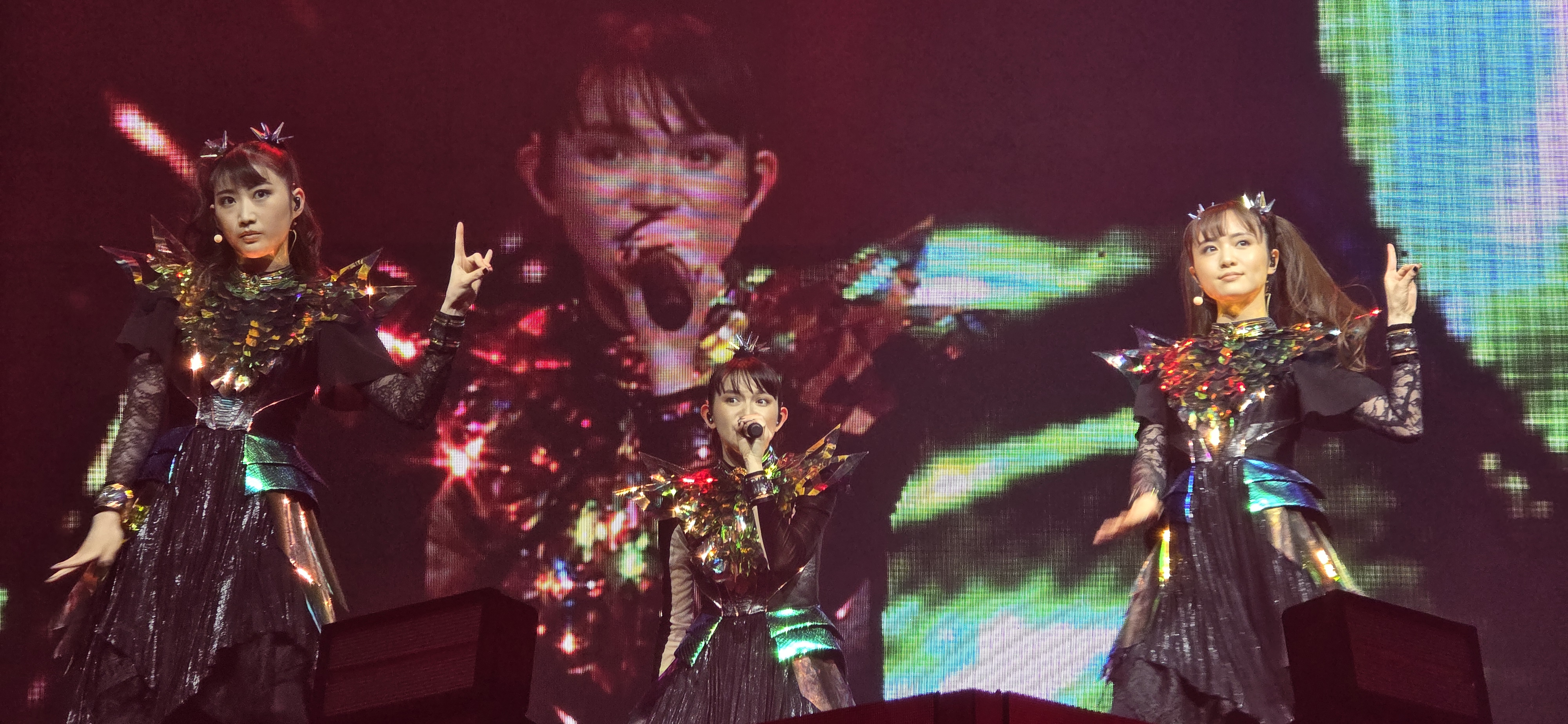
UK&EUROPEツアー オランダ公演 (2025年5月)

5月、アルバム『METAL FORTH』よりデスコアバンド Slaughter to Prevailとのコラボ曲「Song 3（BABYMETAL × Slaughter to Prevail）」を先行配信、MVも公開。同月、欧州8カ国12都市で「BABYMETAL UK & EUROPE ARENA TOUR 2025」を開催、ツアーファイナルとしてイギリス・ロンドンのO2アリーナで日本人アーティストとして初の単独公演を約2万人動員してソールドアウトで完遂した。
7月、BABYMETALがメタバースプラットフォームのVRChat、Robloxにコンテンツを展開、VRChatではBABYMETALの楽曲をユーザーのアバターが踊ることができる「Avatar Dance Stage」をオープン、RobloxではBABYMETALの楽曲「ヘドバンギャー!!」をテーマとしたマルチプレイ型ホラーゲーム「BABYMETAL MONSTERS」をリリースした。同月、アルバム『METAL FORTH』より「Kon! Kon! feat. Bloodywood」を先行配信、MVを公開した。
8月8日、4th（4作目のオリジナル）アルバム『METAL FORTH』を全世界同時リリース、同作は全米アルバム・チャート「Billboard 200」で初登場9位を記録して自身初のトップ10入りを果たした。また、日本でのアリーナ公演「LEGEND – METAL FORTH」の2026年1月開催を発表した。また、アルバム収録曲「My Queen (feat. Spiritbox)」のMVも公開した。

## サポートメンバー

### ダンサー

#### アベンジャーズ
YUIMETAL脱退後の2019年6月から始まった「メタルレジスタンス第8章」と位置付けたツアーから、「アベンジャーズ」と名付けられた3人のサポートダンサーのうち1人が日替わりで出演するサポート体制をとり、SU-METALとMOAMETALと共に3人編制でダンスパフォーマンスを務めた。アベンジャーズはメタルの神「キツネ様」のお告げによって、毎公演ごとにその中から1人だけが選ばれ召喚されるとしている。2020年1月に行われた「メタルレジスタンス第9章」の日本追加公演ではアベンジャーズ3名全員が同時に出演し、SU-METALとMOAMETALと共に5人編制でダンスパフォーマンスを務めた。アベンジャーズの岡崎百々子は2023年4月の公演でMOMOMETALとして正規メンバーに昇格した。
| 名前                           | 生年月日              | 出身地         | 担当及び立ち位置          | 備考                                                                         |
| ------------------------------ | --------------------- | -------------- | ------------------------- | ---------------------------------------------------------------------------- |
| 鞘師里保 （さやし りほ）       | 1998年5月28日（27歳） | 広島県東広島市 | ダンス （ステージ下手側） | アクターズスクール広島 12期生 元モーニング娘。 9期メンバー（2011年〜2015年） |
| 藤平華乃 （ふじひら かの）     | 2004年8月28日（20歳） | 千葉県         | ダンス （ステージ下手側） | さくら学院 2015年度転入生（2015年〜2020年） @onefive メンバー（2019年〜）    |
| 岡崎百々子 （おかざき ももこ） | 2003年3月3日（22歳）  | 神奈川県       | ダンス （ステージ下手側） | さくら学院 2015年度転入生（2015年〜2018年） 2023年4月よりMOMOMETAL           |

#### THE CHOSEN SEVEN
2018年5月から開始された「ダークサイド」のコンセプトを掲げた「メタルレジスタンス第7章」と位置付けた海外ツアーはYUIMETALが体調不良で不参加という状況で開始され、当初はSU-METALとMOAMETALに2人のサポートダンサーを加えた4人編制で、YUIMETAL脱退が発表された後の同年10月の日本国内のライブでは計5人のサポートダンサーを加えた7人編制で ダンスパフォーマンスを行っていた。公式サイトなどでフードを被った7人の人物のイメージ画像と共に記されていた「THE CHOSEN SEVEN」の文言は「7人の勇者たち」を意味し、正規メンバー2人と前述のサポートダンサー5人を含めた7人とも解釈できる文言になっていた。「ダークサイド」のコンセプトでは、従来の衣装にみられた赤・黒・銀を基調色としたイメージが黒・金に一新され、従来の正規メンバー3人での活動を「ライトサイド」と称した上で、そのカウンター的な位置付けの外典としていた。その後の海外公演では、1人のサポートダンサーを加えた3人編制が復活した。

#### SISTERBONE
BABYMETALが本格的に海外進出する以前の初期のライブに登場していた骸骨の衣装を着た複数のバックダンサーで、カバーソングやリミックスバージョンを披露する際などに参加していた。

#### その他のダンサー
2021年1月から4月にかけて『10 BABYMETAL BUDOKAN』と銘打った日本武道館でのワンマンライブ10公演の中で登場した骨パーカーを着た4人のキッズダンサーがバックダンサーで、MOAMETALのソロ曲として披露した「おねだり大作戦」と「GJ！」に参加した。

### ミュージシャン

#### 神バンド
神バンドと呼ばれる、ギター2名、ベース1名、ドラムス1名の計4名のバックバンドがライブ限定で生演奏を務めている。ステージ上の神バンドの生演奏とステージ外のマニピュレーターが送出するサウンドが同期演奏されて、完成された楽曲を客席に送出している（後述）。神バンドの初登場は2012年10月の公演で一曲限定で参加。2013年5月の公演で初めて全曲に参加し、2014年3月からは全公演に同行している。この神バンドはメタルの神「キツネ様」により召喚されたとし、白装束や黒衣を着用しコープス・ペイントを施したり仮面をかぶったりする。神バンド初期の一連のライブ『五月革命』（2013年）には、「ヴァイオリンの神」が登場した。
演奏技術については、過去にアメリカの週刊音楽業界誌『ビルボード』がニューヨーク公演のレポートの記事で「バックバンドが恐ろしいほど上手い」と評価したことがある。
2018年1月5日、2013年より神バンドのギタリストとして活動していた藤岡幹大が不慮の事故により36歳の若さで他界。BABYMETALの公式Twitterアカウントも追悼ツイートを更新した。
2019年9月「METAL GALAXY WORLD TOUR」USツアーから西の神バンド（アメリカ出身メンバー）が登場、2020年1月のWORLD TOUR日本公演の追加公演「LEGEND - METAL  GALAXY」では東の神バンド（日本出身メンバー）と共演した。
2023年4月に新生BABYMETALになってから、西の神バンドの登場が続いている。

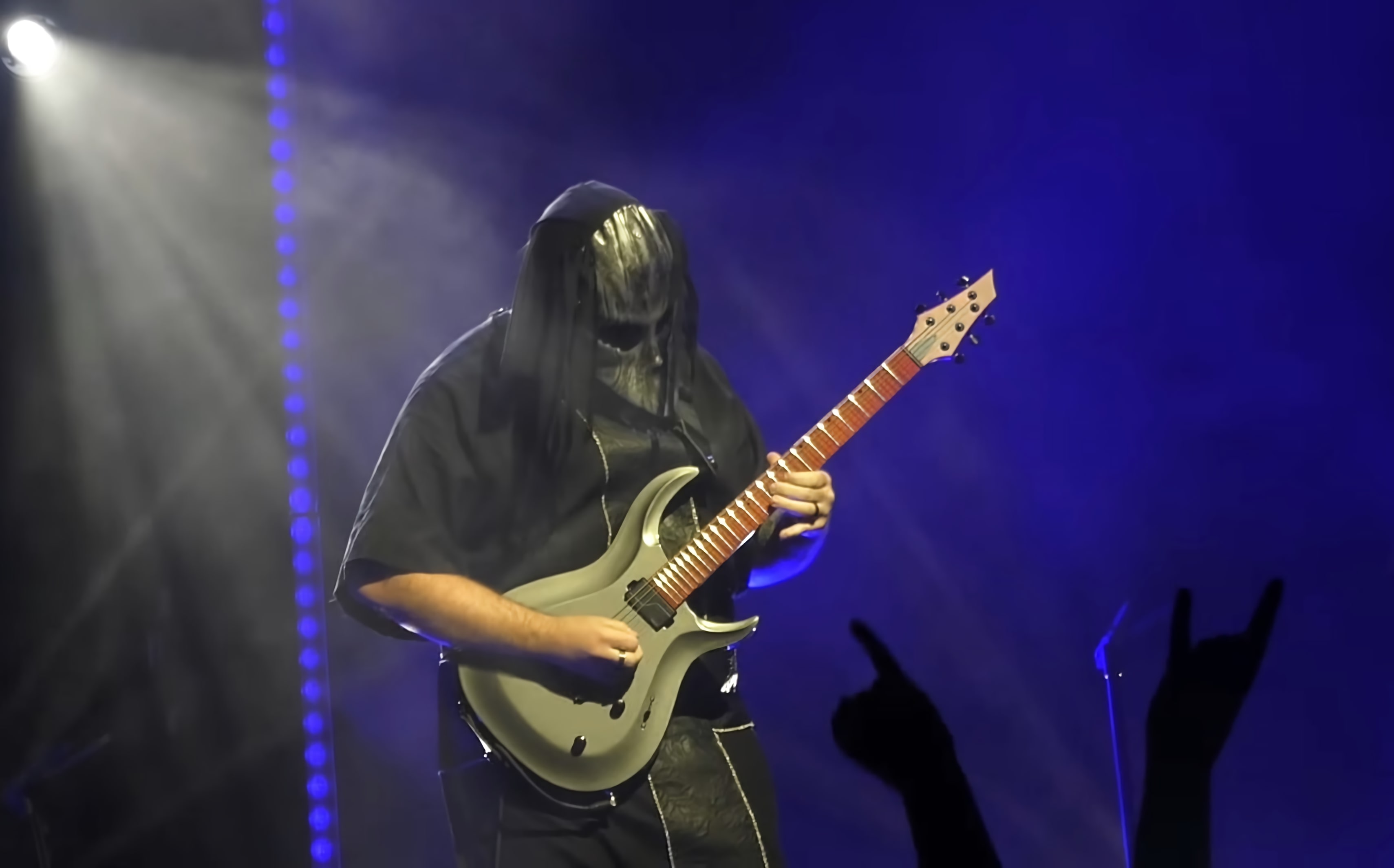
ギターの神（西） （2019年）
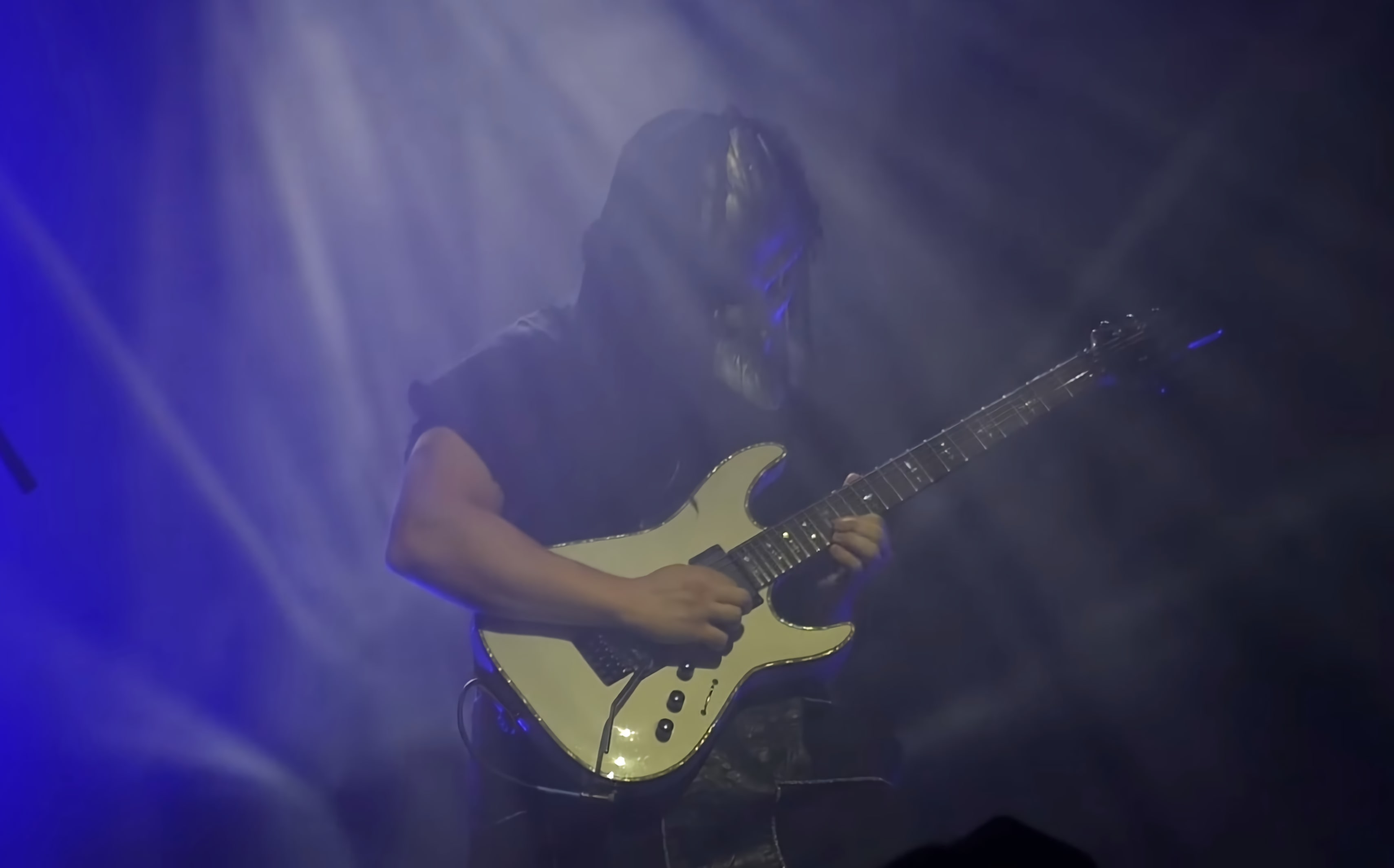
ギターの神（西） （2019年）
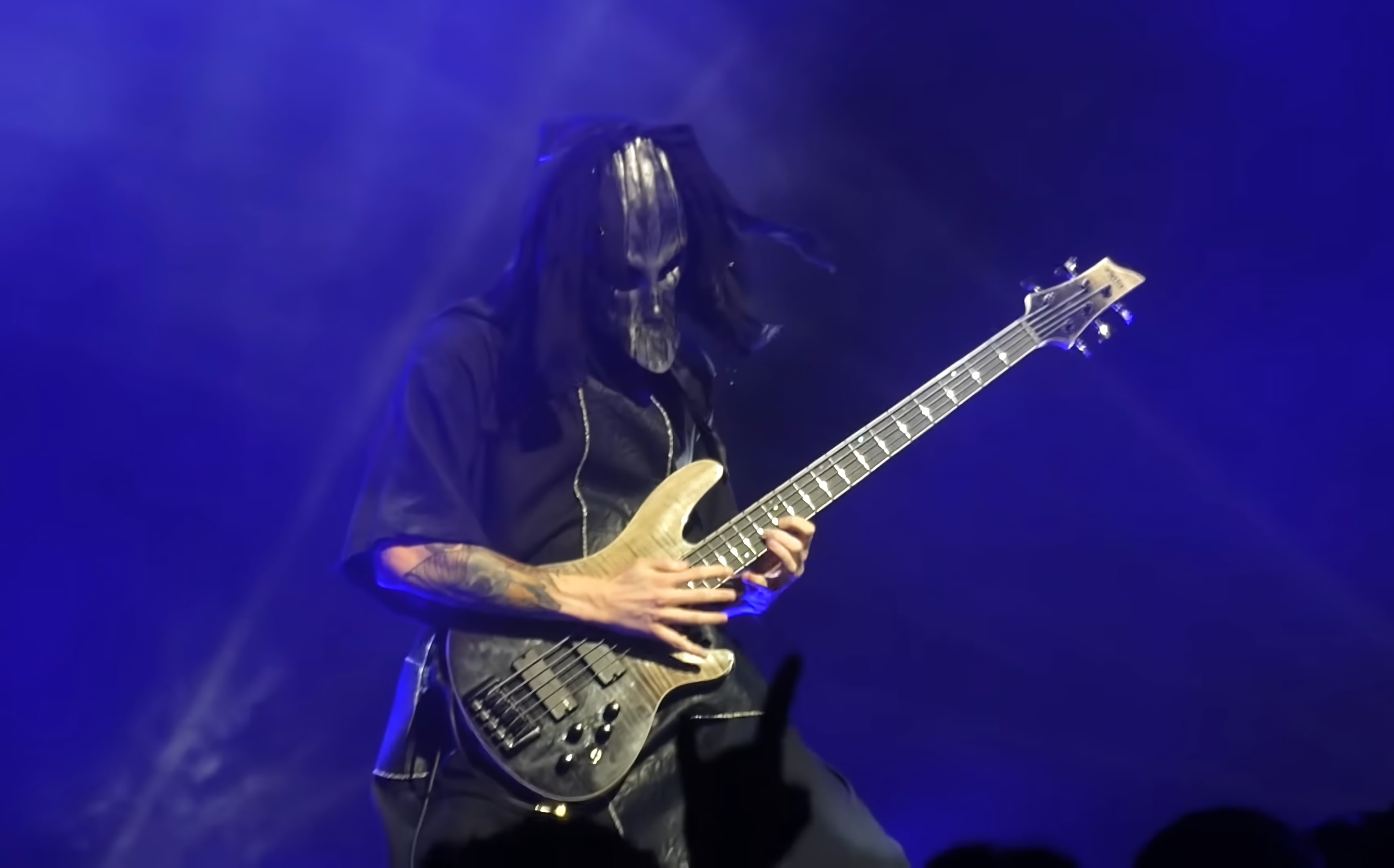
ベースの神（西） （2019年）
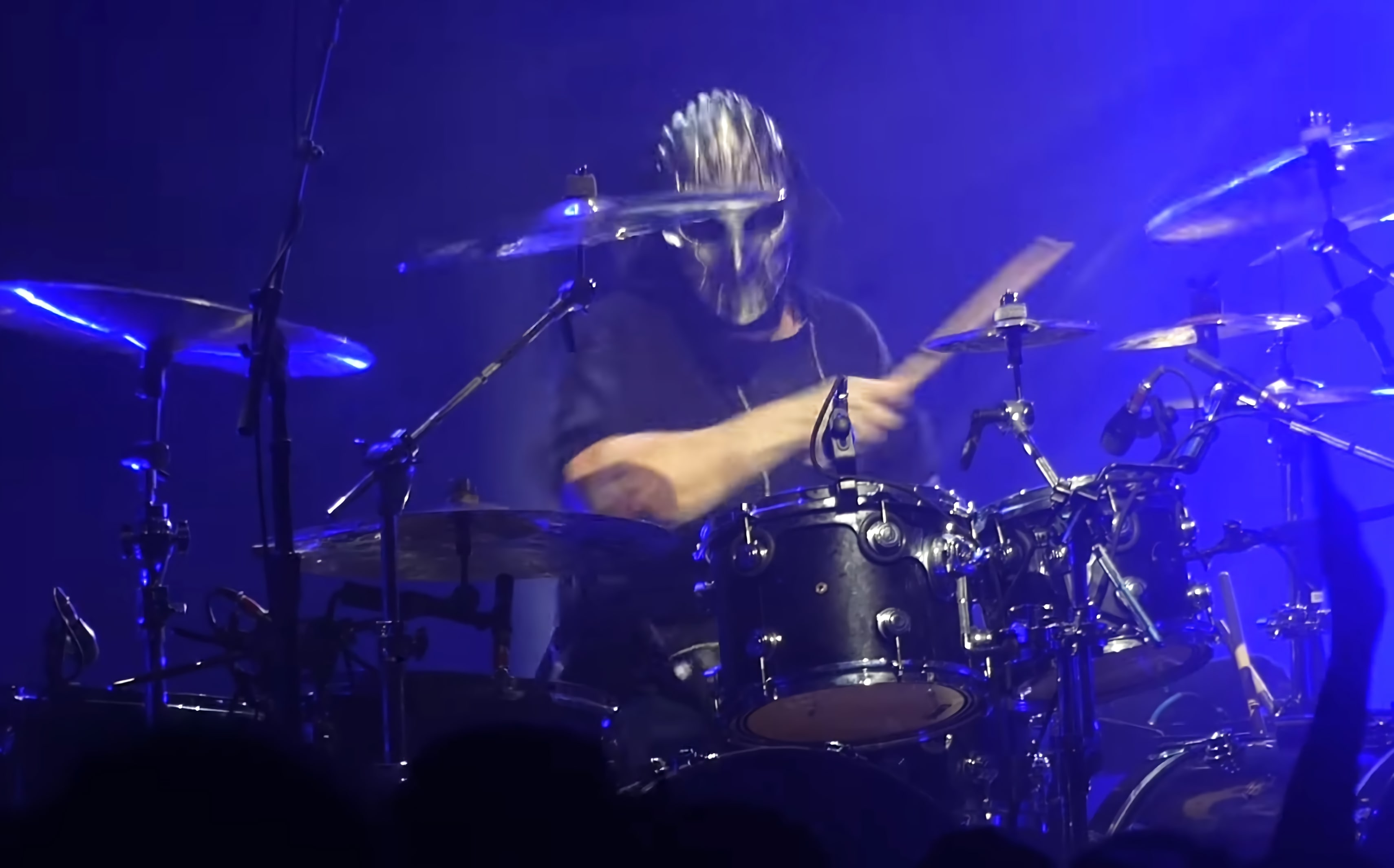
ドラムの神（西） （2019年）

現メンバー
※公演毎に個人のスケジュールや地域によって交代する。
| 名前                                          | 生年月日               | 出身地                                          | 担当楽器及び立ち位置                                                                                                   | 備考                                                  |
| --------------------------------------------- | ---------------------- | ----------------------------------------------- | --- | ----------------------------------------------------- |
| 大村孝佳[302] (おおむら たかよし)             | 1983年12月26日（41歳） | 大阪府                                          | ギター （ステージ上手側、音源では基本的に右チャンネル） （2018年以降は、ステージ下手側、音源では基本的に左チャンネル） | C4メンバー 元DC/PRGメンバー MI Japan東京校 講師[303]  |
| Leda[302] (レダ)                              | 1987年6月9日（38歳）   | 三重県                                          | ギター （ステージ下手側、音源では基本的に左チャンネル） （2018年以降は、ステージ上手側、音源では基本的に右チャンネル） | DELUHI、 Far East Dizainなどの元メンバー              |
| ISAO (イサオ)                                 | 1977年12月29日（47歳） | 大阪府茨木市                                    | ギター （ステージ上手側、音源では基本的に右チャンネル） （2018年以降は、ステージ下手側、音源では基本的に左チャンネル） | soLiメンバー Cube-rayメンバー                         |
| C.J.Masciantonio [304] (C・J・マシャントニオ) | 1994年2月15日（31歳）  | ペンシルベニア州 ピッツバーグ                   | ギター （ステージ上手側、音源では基本的に右チャンネル）                                                                | TETHRAメンバー 元GALACTIC EMPIRE (Kyle Ren)           |
| Chris Kelly [304] (クリス・ケリー)            | 1992年5月31日（33歳）  | ペンシルベニア州 ドイルスタウン                 | ギター （ステージ下手側、音源では基本的に左チャンネル）                                                                | ALUSTRIUMメンバー 元GALACTIC EMPIRE (Dark Vader)      |
| BOH[302] (ボー)                               | 1982年8月14日（43歳）  | 北海道旭川市                                    | ベース （ステージ下手側）                                                                                              | 仮BANDメンバー 元BINECKS                              |
| Matt Deis (マット・デイズ)                    | 1983年12月13日（41歳） | マサチューセッツ州 ウェストスプリングフィールド | ベース （ステージ下手側）                                                                                              | All That Remainsメンバー 元CKYメンバー                |
| Ryan Neff (ライアン・ネフ)                    | 1988年6月17日（37歳）  | オハイオ州 スプリングフィールド                 | ベース （ステージ下手側）                                                                                              | Miss May Iメンバー 元As I Lay Dyingメンバー           |
| Clint Tustin [304] (クリント・タスティン)     | 1992年9月30日（32歳）  | ペンシルベニア州 ダウニングタウン               | ベース （ステージ下手側）                                                                                              | ERRAメンバー 元GALACTIC EMPIRE (Red Guard)            |
| 青山英樹[302] (あおやま ひでき)               | 1986年8月29日（38歳）  | 神奈川県                                        | ドラムス （ステージ上手側）                                                                                            | EVER+LASTメンバー 日本芸術専門学校講師                |
| Anthony Barone (アンソニー・バロン)           | 1993年10月8日（31歳）  | ニューヨーク州 ロングアイランド                 | ドラムス （ステージ上手側）                                                                                            | All That Remainsメンバー Beneath the Massacreメンバー |
旧メンバー
- 藤岡幹大（仮BAND） - ギター
- 前田遊野（仮BAND） - ドラムス
- 平賀 優介（摩天楼オペラ/元Arise in Stability） - ギター
- 瀧田イサム（元Ark Storm） - ベース
- Eiji MatsuMo-Fo（Radical Hardcore Clique/元FACT） - ドラムス
- 紫煉（UnluckyMorpheus/元妖精帝國） - ギター
- 新井弘毅 - ギター
- RYO（元BLOOD STAIN CHILD） - ベース
- SHIN（元FORCE PRIME） - ドラムス
- IKUO（BULL ZEICHEN 88） - ベース
- 前田秋気（I Don't Like Mondays.） - ドラムス
- 小林信一（地獄カルテット） - ギター
- かどしゅんたろう（TAKUYA and the Cloud Collectors） - ドラムス
- 野村康貴 - ギター
- MIZ - ヴァイオリン

#### BABYBONE
結成当初のライブでは演奏にカラオケ音源を用いる一方でバンド感を演出するため、BABYBONEと呼ばれる骸骨の衣装を着た人々がメンバーの背後でドラムやギターの当て振り演奏パフォーマンスを行っていた。

### マニピュレーター
ライブ会場でのサウンドで重要な役割がマニピュレーターであり、2012年からは宇佐美秀文が務めた。宇佐美はバックバンドの「神バンド」がまだいなかった初期のライブサウンドを一手に引き受けていた。神バンドとなってからはライブでの神バンドが奏でる生演奏と同期させてのサウンド作りに常に携わっている。
また、「10 BABYMETAL BUDOKAN」では飯塚啓介が務めた。

## 特徴

### ライブ
BABYMETALのライブは非日常感の提供を企図し、ヘヴィメタルの様式美を踏襲する。衣装や舞台装置はゴシック要素を含み、基調色は黒と赤。メタルの神「キツネ様」が公演中に演者に降臨する としており、決めポーズはメロイックサインではなくフォックスサイン（影絵のキツネを模したもの）を用いる。これは結成当初、メロイックサインを教えられたメンバーがキツネと勘違いし、結局そのままグループのシンボルに採用されることになったものである。ライブの締めにSU-METALは「We are!」と観客を煽り、観客はフォックスサインを高く掲げ、YUIMETAL・MOAMETALと共に「BABYMETAL!!」と返す。これはX JAPANが「We are!」と煽り、観客が両手をX字にして「X!!」と返すことに由来する。

### 言語
歌詞のほとんどは日本語で、海外公演でも一部の楽曲を除いて英訳はしない。マーティ・フリードマンは日本語で通した点を評価している。『Metal Hammer』編集長（当時）のアレクサンダー・マイラスは「英語で歌わないこと、変に真似しようとしないところ、そういうところがカッコ良く映っています。そもそもメタルはグローバル」とし、『インデペンデント紙』のロブ・ジョーンズは「何が歌われているのか分からないことが気にならない。そのことはどれだけ曲が素晴らしいのかを示している」とした。

### サウンド
KOBAMETALが本格的なメタルサウンドありきで制作する。狙ったリアクションを聴衆から得るため童謡やポップスなどの要素も取り込み、楽曲のコンセプトを立て、上田剛士やゆよゆっぺなどの作曲家や振り付け師などと綿密に話し合う。「イジメ、ダメ、ゼッタイ」は作曲者3人が作ったメロディをミックスしてAメロ、Bメロ、サビを構成した。
KOBAMETALはこうした楽曲制作について「メタル好きからは、極端に『賛』と『否』しかない」「新しいメタルのスタイルの提案という一面もあるので仕方のないことであり、そういった層に届くにはとても時間がかかるとは想定している。」「批判される対象であればあるほど、実は可能性があるのではないかと思っているし、アイドルやメタルの枠に収まりきらない"ストレンジ感"は、常に大切にしている。」と述べている。

### ボーカル
リード・ボーカル担当のSU-METALは、メタルのシャウトが混じったハイトーンボーカルとは異なる、ノンビブラートで真っ直ぐに歌うスタイルを特徴としていたが、近年のパフォーマンスに於いては必ずしもノンヴィブラートには限定されない幅広い歌唱スタイルを獲得している。 ほか、ほぼ全てのパートをライブで生歌唱する。『Metal Hammer』編集長（当時）のアレクサンダー・マイラスは「彼女たちは本当に歌っている。それこそがメタルと他の音楽をわける一番大きな部分」「アイドルは口パクで歌うことが許されますが、メタルではそれが許されない」とした。『LA Weekly』のライブレビューでは「大部分の曲でリード・ボーカルを取る、三人の中で最年長のSU-METALは、本物の声の持ち主であることを証明し、"Amore-蒼星"のような曲でその歌声は素晴らしい輝きを見せた」とした。

### ダンス
ヘッドバンギング、演劇、空手 などの要素を取り入れた振り付けはMIKIKO（MIKIKOMETAL）による。MIKIKOはKOBAMETALからの要望を聞き、メタルの知識を補うためKOBAMETALと相談しながら振り付けを決めるが、MIKIKOがこの形式をとるのはBABYMETALだけだという。メンバーの発案を採用したこともある。

### ファン対応
握手会のような接触イベントは実施していない。ただし活動初期に海外ではサイン会を実施した。アミューズは、ライブチケットやグッズの購入機会提供に向けた会員サイトを運営している。同サイト会員向けライブでは、客の衣装や化粧、性別が限定されることがある。BABYMETALファンは自らをSU-METALの発言に依る「もっしゅっしゅメイト」から転じる『メイト』と自称し、公式アカウントに於いては会員登録したファンを「THE ONE」と呼ぶ。

### 宣伝
テレビ番組出演はあまりせず、YouTubeにおけるミュージックビデオ公開や、ロックフェスへの出演、国際的なメジャーアーティストの公演前座による波及・拡散を重視している。トイズファクトリーが「ド・キ・ド・キ☆モーニング」のミュージックビデオを公開した当初（2011年時点）、約1300のコメントのほとんどが英語だった。「ギミチョコ!!」のミュージックビデオには2016年までに日本語以外で68000件以上のコメントが寄せられた。レディー・ガガは前述の映像を見て前座出演を持ちかけた。アメリカのYouTuberであるFine Brothersは2014年4月、BABYMETALのミュージックビデオに対するリアクション動画を公開した ほか、2年後にはBABYMETALがリアクション動画に感想を述べるリアクション動画も公開した。

## 反響と批評

### 日本

#### 音楽産業従事者の見解
- 加山雄三
  - 複数のメディアでBABYMETALのファンと公言し評価している[333][334]。
  - 加山は「ギミチョコ!!」を「最初（聞いたとき）、ウォーって思ってね。踊りながら歌うんだけど、踊りも斬新だし、歯切れがいいの、歌もピッチがいい」、「（曲のリズムは）すごい歌いづらいと思うんだけど歌のピッチが正確。リズムも新しいし、日本ぽいところがあったり、すごいです」と評価[334]。
- 湯川れい子
  - こちらも同様に複数のメディアでファンと公言[335][336]。
  - 『ぴあ Special』での小泉純一郎との対談で「BABYMETALは歌と踊りも違和感なくカワイイ、そこにある神髄のようなものって卑弥呼のようなカリスマ性、誰にも代われないようなキラメキがある」と評価した[336]。
- 小杉茂（ハウリング・ブル・エンターテイメント代表）
  - 「BABYMETALはもはや新しいメタルジャンルを創出といってよい。早晩、彼女らに追従するアーティストが生まれ、一つの潮流となるだろう」と予想した[337]。
- YOSHIKI（X JAPAN）
  - 2014年7月7日、仕事で滞在中のロンドンで開催されたBABYMETALの公演を視察。「東洋と西洋の音楽との間にある境界線が消えていくのを目撃できたことは素晴らしかった」と評価[338]。バックステージにて、X JAPANの「Xポーズ[339]」と、BABYMETALの「フォックスサイン[340]」で撮影した写真を双方の公式Twitterにて公開している。
  - 元々KOBAMETAL自身がメタル畑で育った影響（特にX JAPANフリークでもあった）から、BABYMETALは一部楽曲・パフォーマンスで既存アーティストをオマージュしているが、その中でも、X JAPANを元にしたオマージュが特に多く[注 20]、YOSHIKIは視察以前より自身のファンを通じてこの情報を入手していた。
  - 後の「Metal Hammer」のインタビューで「可愛い女の子とメタルの融合というアイディアは凄く気に入った」とし、「いつか（X JAPANがBABYMETALと）共演してもいい」と機会さえあれば共演もあり得る事を示唆した[311]。その後、2020年12月31日のNHK総合『第71回NHK紅白歌合戦』で、BABYMETALはYOSHIKIとコラボ企画曲「ENDLESS RAIN」にて共演した[203]。

#### 音楽メディアの見解
- ヘヴィメタル雑誌『BURRN!』
  - BABYMETALをごく初期を除き2017年初めまで取り上げてこなかった。編集長の広瀬和生はアミューズが「プロモーションをすれば取材をする。ただし、インタビューをするなら女の子3人よりも制作側」とした[341][342]。同編集部の藤木昌生は売り込みに来ないことを批判し[342]、他のアイドルグループと比較して「BABYMETALにこんなに良い曲があるかい?」とコメントした[343]。
  - BURRN編集長の広瀬は2016年4月発売の雑誌『週刊新潮』の取材に対し、ヘヴィメタルかどうかとは別にイギリスでは「日本発の全く新しいエンターテインメントとして歓迎された」と述べた[333][344]。
  - しかし、2016年に入り2ndアルバムの各国での上位ランキング入り、日本人初となるウェンブリー・アリーナ公演を始めとするワールドツアーの成功、さらにロブ・ハルフォードに始まるビッグネームとの相次ぐ共演の決定と続き、2017年1月にはメタリカのソウル公演で彼らへの日本人初となるサポートアクトを実現させるに至り、同年3月号でのメタリカ公演の記事中に見開き2pにわたってBABYMETALのパフォーマンス紹介が行われた。記事では、バンドとして捉えるかはさておき、と矮小化しながらも、聴衆を引き込んで行く様子など概ね肯定的にレポートされている[345]。
  - 2025年8月にBABYMETALはアルバム『METAL FORTH』を発売するが、同年9月号（8月発売）のポスター・カレンダーにBABYMETALを採用した[346]。
- シンコーミュージック・エンタテイメント（『BURRN!』の出版元）
  - 2013年、BABYMETALのプッシュ役を自認するヘヴィメタル中心の雑誌『ヘドバン』を創刊した。創刊したきっかけは、同誌編集長の梅沢直幸が2012年にBABYMETALのライブを見たこと[347]。梅沢はBABYMETALが「メタルと真っ向から向き合っている」「極めて緻密な音作りがファンを感嘆させ魅了している」と感じた[348][337]。
- 『YOUNG GUITAR』（ヘヴィメタル中心の老舗ギター雑誌）
  - 2014年4月号で「イジメ、ダメ、ゼッタイ」のギタースコアを掲載した[349]。2016年5月号では表紙やギター奏法解説でBABYMETALを取り上げた[350][351]。メンバー3人が結成当時メタルを知らなかったことに対しては「誰にだって初めて知る瞬間はある」「頭でっかちにメタルというものを捉えるのではなく、本能のままに感じて楽しんでいる現在の3人の姿は、清々しさを覚える」とした[352]。

#### 海外で人気を得たことに対する指摘
- マーティ・フリードマン
  - BABYMETALが海外で受け入れられた理由として「“メタル＋アイドル”が世界に類を見ないものだったこと」、「ミュージシャンを集めて“神バンド”を結成、アルバム制作や世界ツアーに対応できるようにしたこと」、「ほとんど日本語で歌っていること」、「一番重要なのは結成から彼女たち自身が大きく成長したこと」を挙げた[312][353]。
- 中野信子（脳科学者）
  - BABYMETALを「西洋のキリスト教文化圏に、突如舞い降りた謎の巫女たち。その異質性が魅力」と述べた。「海外でkawaii文化というのは、キッチュでストレンジなもの」なので、BABYMETALは「魔法使いのような不思議な怖さも評価されている。"ジャパニーズホラー"に近い部分もある」と論じた[354]。
- 『週刊東洋経済』
  - 2016年5月28日号にてエンターテイメントビジネスの輸出という観点からBABYMETALは見逃せないと論じ[337]、そこに寄稿した明治大学経営学部教授・大石芳裕は「メタルはロックから派生したジャンルで、個々の国においてはロックより小さい市場だが、それらを足し上げてみると、無視できないニーズがある」こと、ライブの感動をYouTubeなどでシェアできる「SNS時代に合致した」ことを指摘した[355]。
- 伊藤政則（音楽評論家）
  - 海外人気のきっかけとしてメタリカに同行したカメラマン（ロス・ハルフィン）が「サマーソニック 2012」でBABYMETALに驚愕してメタリカのラーズ・ウルリッヒへ伝えたことを挙げた[341]。ただしこれは「サマーソニック 2013」の出来事と考えられる。ラーズはサマーソニック 2013でステージ脇からBABYMETALのライブを観て好印象を抱き、楽屋でフォト・セッション[41][56]、それがメタリカのオフィシャルSNSで発信された。これはkawaii文化に親しんでいなかった海外のメタル・ファンに、BABYMETALが知れ渡るきっかけとなった[292]。
- ほかのライター／編集者
  - 音楽誌を手掛ける宮内健は「英雄神話構造、もしくは『ヒーローズ・ジャーニー（英雄の旅路）』構造の物語が形成されている」「ソロではなく三人組で、強固な信頼関係を構築した」「三人のプロ意識の高さ・芸能という職業への理解と洞察」という点を挙げた[356]。
  - BABYMETALに関する著書を出版したカネコシュウヘイは「どの国でも、誰でもベビメタファンであるアイコンが共有されている。ライブでファンの一体感が生まれやすいのは、ベビメタのコンセプトが変わっておらず、誰でもファンのスタイルを貫けるから」とした[357]。
  - BABYMETALの初公演記事を執筆した斉藤貴志は海外人気の理由として、(1)本格メタルを可愛らしい少女たちが歌い踊るというギャップと、(2)既存のアイドル市場で争わなかったことを挙げた[358][359]。

#### その他
- TBSの報道番組『NEWS23』は、BABYMETALの特集を2回組んだ。
  - 1回目ではクールジャパン戦略担当大臣（当時）稲田朋美がそのヒントを探った[360][361]。
  - 2回目では、BABYMETALによって日本でメタルが復権しつつあるという内容であった[362]。
- 2016年2月から自民党クールジャパン戦略推進特命委員会委員長を務める山本一太は、2016年9月にBABYMETALのライブを観戦し「東京ドームで行われた数多くのライブに足を運んだが、これほど完成度の高いライブ・イベントは初めて」とした[363][364]。

### 海外

#### 1stアルバム発売からSonisphere Festival出演決定までの評価
1stアルバムの発売と「ギミチョコ!!」のミュージックビデオがYouTubeに公開された直後の2014年3月、アメリカのネットメディア『The Daily Dot』は、BABYMETALの存在を「日本から飛び込んできた狂気的なコンセプト」「音楽の趣味がメタルとティーンポップの中間にあるリスナーにとって、BABYMETALはまさにミラクルな存在」と評価した。イギリスの日刊紙『ガーディアン』は、「BABYMETALは悪魔のように手段を選ばぬ天才の策謀家が生み出した新しい音楽」と論じた。アメリカの雑誌『タイム』は「新しいシーンを切り開く存在か、ただの一発屋か、Sonisphere Festivalで本物のメタルファンを唸らせられるかどうかが大きなヒント」とした。

#### Sonisphere Festival出演後の評価
『earMUSIC』でメタリカを8年担当した後、BABYMETALのEU盤を担当するジョナサン・グリーンは「Sonisphere FestivalでのBABYMETALは驚異的だった。バックステージにいたんだけど関係者がみんな立ち止まっていたよ。何なんだこの3人組は!?って感じで、小さくて、ヘンテコな衣装を着て、でも本当に存在感があって、政権交代っていうかね、新しい子達が登場して、古いやつらが敬意を表してるんだ。ロックという音楽においてすごく重要な瞬間だった。BABYMETALの成功はロックの歴史を書き換えたと思うよ」と述べた。Sonisphere後に音楽ニュースサイト『Gigwise』は「BABYMETALを出演させたことは天才的なお手柄」と評価、『Virtual Festivals』も「当初は冷やかし半分面白半分が支配的だった聴衆が、Sonisphereを去るころには畏怖の念に満ちた敬意に変わっていた」と評価した。

#### メタルか否か
アメリカのユーザー参加型HR/HM情報サイト『Blabbermouth.net』では賛否両論になることもあり、日刊紙『ロサンゼルス・タイムズ』は、「BABYMETALはヘヴィメタル界でいま最も意見を二分するグループだ」と述べた。イギリスの音楽ライターであるドム・ローソンは、BABYMETALの音楽は「ヘヴィメタルとJ-POPのハイブリッド」「既存のヘヴィメタルを求めているのならアイアン・メイデンやカーカスなどを聴けば良い」とした。
『MetalSucks』はロサンゼルス公演後「BABYMETALはメタルではなく、キャラクター・音楽など様々な要素が複合した“演劇”に近いもの」と論じた。アメリカの音楽ライター、キム・ケリーは「サブカルチャーと多くの人が真面目に愛する音楽（メタル）に対する侮辱」と批判したが、ニューヨーク公演の観賞後には「（BABYMETALの）若いファンたちが最終的に真のメタルファンになってくれるのなら悪くない」と述べ、後に直接インタビューを行い、その記事の中で「傍観者の立場から彼女たちを応援する」と述べた。
“メタル・ゴッド”ことロブ・ハルフォードは2016年7月にBABYMETALとの歌唱を披露 した上で「BABYMETALはメタルの未来」と評しており、具体的には「ジューダス・プリーストの他の連中も、（彼女達が）ジューダス・プリーストをヘヴィメタルのルーツと認識している事にとても心踊らせているよ。そして（BABYMETALの三人を手で示しながら）未来はここにある。」と語っている。

## ディスコグラフィー
※日本での最高順位はオリコンチャートの総合ランキング（週間）、日本国外での最高順位は各国の主要チャートにおける総合ランキング（週間）を使用。

### シングル

#### CDシングル
| 枚           | リリース日     | タイトル               | 最高順位     | 販売形態                     | 規格品番                                      | 備考                                                           |              |
| インディーズ | インディーズ   | インディーズ           | インディーズ | インディーズ                 | インディーズ                                  | インディーズ                                                   | インディーズ |
| ------------ | -------------- | ---------------------- | ------------ | ---------------------------- | --------------------------------------------- | -------------------------------------------------------------- | ------------ |
| 1            | 2012年7月4日   | ヘドバンギャー!!       | 20位         | CD CD+ヘドバン養成コルセット | JOBR-1003 JOBR-1002                           | 通常盤 初回限定“ヘド”盤                                        |              |
| メジャー     |                |                        |              |                              |                                               |                                                                |              |
| 1            | 2013年1月9日   | イジメ、ダメ、ゼッタイ | 6位          | CD CD+DVD CD                 | TFCC-89407 TFCC-89404 TFCC-89405 TFCC-89406 - | 通常盤 初回限定“I”盤 初回限定“D”盤 初回限定“Z”盤 世直し盤      |              |
| 2            | 2013年6月19日  | メギツネ               | 7位          | CD CD+DVD CD                 | TFCC-89448 TFCC-89445 TFCC-89446 TFCC-89447 - | 通常盤 初回限定“キ”盤 初回限定“ツ”盤 初回限定“ネ”盤 五月革命盤 |              |
| 3            | 2020年12月23日 | ヘドバンギャー!!       | 56位         | CD                           | TFCC-89687                                    | 通常盤(インディーズ盤を再発売）                                |              |

#### DVDシングル
| 枚 | リリース日     | タイトル                  | 最高順位 | 販売形態   | 規格品番              | 備考                       |
| -- | -------------- | ------------------------- | -------- | ---------- | --------------------- | -------------------------- |
| 1  | 2011年10月24日 | ド・キ・ド・キ☆モーニング | -位      | DVD+タオル | JOBR-0001J JOBR-0001B | 重音部 ver. BABYMETAL ver. |

#### アナログシングル
| 枚 | リリース日     | タイトル   | 最高順位 | 販売形態 | 規格品番   | 備考                                  |
| -- | -------------- | ---------- | -------- | -------- | ---------- | ------------------------------------- |
| 1  | 2018年11月23日 | Distortion | 42位     | LP       | TFJC-38033 | JAPAN LIMITED EDITION(完全生産限定盤) |
| 2  | 2020年12月9日  | BxMxC      | 25位     | LP       | TFJC-38046 | JAPAN LIMITED EDITION(完全生産限定盤) |

#### スプリットシングル
| 枚 | リリース日   | タイトル                 | 最高順位 | 販売形態 | 規格品番  | 備考                             |
| -- | ------------ | ------------------------ | -------- | -------- | --------- | -------------------------------- |
| 1  | 2012年3月7日 | BABYMETAL×キバオブアキバ | 46位     | CD       | JOBR-1001 | 「BABYMETAL×キバオブアキバ」名義 |

#### 配信シングル
| 枚 | リリース日     | タイトル                                            | 最高順位      | 規格品番   | 備考         |
| -- | -------------- | --------------------------------------------------- | ------------- | ---------- | ------------ |
| 1  | 2011年10月24日 | ド・キ・ド・キ☆モーニング                           | -             |            |              |
| 2  | 2015年2月1日   | Road of Resistance                                  | -             |            |              |
| -  | 2015年5月31日  | ギミチョコ!!                                        | -             |            | イギリス限定 |
| 3  | 2016年2月26日  | KARATE                                              | -             |            |              |
| 4  | 2018年5月8日   | Distortion                                          | 2位           | TFDS-00469 |              |
| 5  | 2018年10月19日 | Starlight                                           | 9位           | TFDS-00494 |              |
| 6  | 2019年5月10日  | Elevator Girl                                       | 13位          | TFDS-00533 |              |
| 7  | 2019年6月28日  | PA PA YA!! (feat. F.HERO)                           | 17位          | TFDS-00543 |              |
| 8  | 2019年9月27日  | Shanti Shanti Shanti                                | -             |            |              |
| 9  | 2020年10月9日  | BxMxC                                               | -             |            | 世界配信開始 |
| -  | 2020年10月13日 | From Dusk Till Dawn                                 | -             |            | 日本解禁     |
| 10 | 2022年10月21日 | Divine Attack - 神撃 -                              | 20位          | TFDS-00852 |              |
| 11 | 2022年11月18日 | Monochrome                                          | 25位          |            |              |
| 12 | 2023年1月20日  | METAL KINGDOM                                       | 28位          |            |              |
| 13 | 2023年2月24日  | Light and Darkness                                  | 22位          |            |              |
| 14 | 2023年5月12日  | Monochrome - Piano ver. - From THE FIRST TAKE       | -             | TFDS-00905 |              |
| 15 | 2023年5月12日  | THE ONE - Unfinished ver. - From THE FIRST TAKE     | -             |            |              |
| 16 | 2023年8月18日  | メタり!! (feat. Tom Morello)                        | ：17位 ：81位 | TFDS-00937 |              |
| 17 | 2024年3月14日  | LEAVE IT ALL BEHIND (F.HERO x BODYSLAM x BABYMETAL) | ：37位        |            |              |
| 18 | 2024年5月23日  | RATATATA (BABYMETAL x Electric Callboy)             | ：22位        |            |              |
| 19 | 2025年4月4日   | from me to u (feat. Poppy)                          | ：24位 ：63位 |            |              |
| 20 | 2025年5月29日  | Song 3 (BABYMETAL × Slaughter to Prevail)           | -             |            |              |
| 21 | 2025年7月11日  | Kon! Kon! feat. Bloodywood                          | -             |            |              |

### アルバム

#### スタジオアルバム
| 枚 | 盤    | リリース日                                | タイトル         | 最高順位                                                                                    | 販売形態                                             | 規格品番                                              | 備考                                                                           |
| -- | ----- | ----------------------------------------- | ---------------- | ------------------------------------------------------------------------------------------- | ---------------------------------------------------- | ----------------------------------------------------- | ------------------------------------------------------------------------------ |
| 1  | JP    | 2014年2月26日                             | BABYMETAL        | ：4位                                                                                       | CD CD+DVD CD+ブックレット                            | TFCC-86461 TFCC-86460 PPTF-8058                       | 通常盤 初回限定盤 WEB会員限定盤                                                |
| 1  | JP    | 2014年3月1日                              | BABYMETAL        | ：4位                                                                                       | CD+DVD                                               | PPTF-1013                                             | 日本武道館限定スペシャルセット!!                                               |
| 1  | JP    | 2014年7月26日                             | BABYMETAL        | ：4位                                                                                       | CD+DVD                                               | TFCC-86460X                                           | 初回限定盤                                                                     |
| 1  | JP    | 2016年9月14日                             | BABYMETAL        | 6位                                                                                         | CD+DVD                                               | TFCC-86571                                            | 来日記念限定盤                                                                 |
| 1  | JP    | 2015年6月17日                             | BABYMETAL        | 20位                                                                                        | LP                                                   | TFJC-38024                                            | 完全限定生産盤                                                                 |
| 1  | JP    | 2021年7月17日                             | BABYMETAL        | -位                                                                                         | 2LP                                                  | TFJC-38052                                            | 2021 Record Store Day限定盤                                                    |
| 1  | EU    | 2015年5月29日 2015年6月1日 2015年6月2日   | BABYMETAL        | :103位 ：91位 ：95位 ：69位 ：90位 ：181位                                                  | CD CD+DVD                                            | EMU-0210395 EMU-0210400                               | 通常盤 初回限定盤                                                              |
| 1  | US    | 2015年5月18日 2015年6月16日 2015年6月18日 | BABYMETAL        | ：187位                                                                                     | CD                                                   | RAL96922                                              | 通常盤                                                                         |
| 1  | US    | 2016年1月15日                             | BABYMETAL        | -位                                                                                         | LP                                                   | RAL509692                                             | 限定生産盤                                                                     |
| 1  | US    | 2024年7月5日                              | BABYMETAL        | -位                                                                                         | 2LP(Silver LP)                                       | COOKLP799                                             |                                                                                |
| 2  | JP    | 2016年4月1日                              | METAL RESISTANCE | ：2位                                                                                       | CD CD+DVD CD+Blu-ray                                 | TFCC-86546 TFCC-86545 ONEC-0002                       | 通常盤 初回限定盤 WEB会員限定盤                                                |
| 2  | JP    | 2016年4月1日                              | METAL RESISTANCE | -位                                                                                         | LP                                                   | PPTF-3870                                             | 限定生産盤                                                                     |
| 2  | EU    | 2016年4月1日                              | METAL RESISTANCE | ：15位 ：12位 ：55位 ：36位 ：22位 ：71位 ：63位 ：45位 :108位                              | CD                                                   | EMU-0210923                                           | 通常盤                                                                         |
| 2  | EU    | 2016年4月1日                              | METAL RESISTANCE | ：15位 ：12位 ：55位 ：36位 ：22位 ：71位 ：63位 ：45位 :108位                              | LP                                                   | EMU-0210979                                           | 限定生産盤                                                                     |
| 2  | US    | 2016年4月1日                              | METAL RESISTANCE | ：39位 ：74位 ：7位 ：31位                                                                  | CD                                                   | RAL1932011                                            | 通常盤                                                                         |
| 2  | JP    | 2021年7月17日                             | METAL RESISTANCE | -位                                                                                         | 2LP                                                  | TFJC-38054                                            | 2021 Record Store Day限定盤                                                    |
| 2  | US    | 2024年7月5日                              | METAL RESISTANCE | -位                                                                                         | 2LP(Gold LP)                                         | COOKLP801                                             |                                                                                |
| 3  | JP    | 2019年10月11日                            | METAL GALAXY     | ：3位                                                                                       | 2CD 2CD+DVD                                          | TFCC-86687 TFCC-86686 TFCC-86684 TFCC-86685 ONEC-0012 | 通常盤 初回限定盤 初回限定盤 - SUN 初回限定盤 - MOON WEB会員限定盤             |
| 3  | JP    | 2019年10月11日                            | METAL GALAXY     | -位                                                                                         | 2LP                                                  | TFJC-38037                                            | 通常盤                                                                         |
| 3  | EU    | 2019年10月11日                            | METAL GALAXY     | ：19位 ：5位 ：46位 ：18位 ：30位 ：95位 ：44位 ：40位 ：115位 ：69位                       | CD                                                   | EMU-213252                                            | 通常盤                                                                         |
| 3  | EU    | 2019年10月11日                            | METAL GALAXY     | ：19位 ：5位 ：46位 ：18位 ：30位 ：95位 ：44位 ：40位 ：115位 ：69位                       | 2LP                                                  | EMU-0214346                                           | 通常盤                                                                         |
| 3  | US    | 2019年10月11日                            | METAL GALAXY     | ：13位 ：18位                                                                               | CD                                                   | COOKCD737                                             | 通常盤                                                                         |
| 3  | US    | 2019年10月11日                            | METAL GALAXY     | ：13位 ：18位                                                                               | LP                                                   | COOKLP737                                             | 通常盤                                                                         |
| 3  | JP    | 2021年7月17日                             | METAL GALAXY     | -位                                                                                         | 2LP                                                  | TFJC-38056                                            | 2021 Record Store Day限定盤                                                    |
| 3  | US    | 2024年7月5日                              | METAL GALAXY     | -位                                                                                         | 2LP(Black Ice LP)                                    | COOKLP737X                                            |                                                                                |
| 4  | JP    | 2023年3月24日                             | THE OTHER ONE    | ：3位                                                                                       | CD CD+パズル CD CD+DVD+フォトカードセット            | TFCC-86890 TFCC-86889 PPTF-8149 ONEC-0043             | 通常盤 完全生産限定盤 アスマート限定盤 - BLACK ALBUM WEB会員限定盤 - CLEAR BOX |
| 4  | JP    | 2023年3月24日                             | THE OTHER ONE    | ：3位                                                                                       | LP(クリアバイナル)                                   | TFJC-38115                                            | 通常盤                                                                         |
| 4  | UK US | 2023年3月24日                             | THE OTHER ONE    | ：32位 ：7位 ：76位 ：24位 ：120位                                                          | CD                                                   | COOKCD875                                             | 通常盤                                                                         |
| 4  | UK US | 2023年3月24日                             | THE OTHER ONE    | ：32位 ：7位 ：76位 ：24位 ：120位                                                          | LP                                                   | COOKLP875                                             | 通常盤                                                                         |
| 5  | JP    | 2025年8月8日                              | METAL FORTH      | ：3位                                                                                       |                                                      |                                                       |                                                                                |
| 5  | JP    | 2025年8月8日                              | METAL FORTH      | ：3位                                                                                       | CD CD+ステッカー+フォトカード CD+写真集+ポスター     | UICC-10058 UICC-90016 ONEA-0001                       | 通常盤 デラックス・エディション WEB会員限定盤                                  |
| 5  | US    | 2025年8月8日                              | METAL FORTH      | ：9位 ：17位 ：6位 ：10位 ：7位 ：29位 ：35位(V) ：6位(W) ：9位 ：47位 ：79位 ：85位 ：31位 | CD CD+長袖Tシャツ+ギターピック                       | 781-5356 BMMFBOX                                      | 通常盤 ウェブストア限定ボックスセット                                          |
| 5  | US    | 2025年8月8日                              | METAL FORTH      | ：9位 ：17位 ：6位 ：10位 ：7位 ：29位 ：35位(V) ：6位(W) ：9位 ：47位 ：79位 ：85位 ：31位 | LP LP(レッドバイナル) LP(プラチナバイナル)           | 781-5354 781-5355 -                                   | 生産限定盤 ウェブストア限定盤 Spotifyファン先行限定盤                          |
| 5  | US    | 2025年8月8日                              | METAL FORTH      | ：9位 ：17位 ：6位 ：10位 ：7位 ：29位 ：35位(V) ：6位(W) ：9位 ：47位 ：79位 ：85位 ：31位 | カセット(スモーキーブラック) カセット(Force Edition) | 783-9840 783-9839                                     | ウェブストア限定                                                               |

#### ライブアルバム
| 枚 | 盤    | リリース日     | タイトル                                                                                         | 最高順位 | 販売形態                 | 規格品番              | 備考                   |
| -- | ----- | -------------- | ------------------------------------------------------------------------------------------------ | -------- | ------------------------ | --------------------- | ---------------------- |
| 1  | JP    | 2015年1月7日   | LIVE AT BUDOKAN 〜RED NIGHT〜                                                                    | 3位      | CD CD+ミュージックカード | TFCC-86503 TFCC-86502 | 通常盤 初回限定盤      |
| 1  | EU    | 2015年10月30日 | LIVE AT BUDOKAN 〜RED NIGHT〜                                                                    | -位      | CD+DVD                   | EMU-0210723           | 限定生産盤             |
| -  | JP    | 2015年1月7日   | LIVE AT BUDOKAN 〜BLACK NIGHT〜                                                                  | -        | CD                       | PPTF-8074             | WEB会員限定盤          |
| -  | JP    | 2015年10月21日 | BABYMETAL LEGEND "2015" 〜新春キツネ祭り〜                                                       | -        | CD                       | ONEC-0001             | WEB会員限定盤          |
| 2  | JP    | 2016年12月28日 | LIVE AT WEMBLEY                                                                                  | 5位      | CD                       | TFCC-86581            | 通常盤                 |
| 2  | EU    | 2016年12月9日  | LIVE AT WEMBLEY                                                                                  | -位      | CD                       | EMU-0211680           | 通常盤                 |
| 3  | JP    | 2020年9月9日   | LEGEND - METAL GALAXY [DAY-1] (METAL GALAXY WORLD TOUR IN JAPAN EXTRA SHOW)＜LIVE ALBUM＞        | 9位      | CD                       | TFCC-86717            | 通常盤                 |
| 4  | JP    | 2020年9月9日   | LEGEND - METAL GALAXY [DAY-2] (METAL GALAXY WORLD TOUR IN JAPAN EXTRA SHOW)＜LIVE ALBUM＞        | 10位     | CD                       | TFCC-86718            | 通常盤                 |
| 5  | JP    | 2021年8月25日  | LIVE〜LEGEND I、D、Z APOCALYPSE〜                                                                | 150位    | 6LP                      | TFJC-38061            | アナログ盤             |
| 6  | JP    | 2021年8月25日  | LIVE〜LEGEND 1999＆1997 APOCALYPSE                                                               | 167位    | 4LP                      | TFJC-38067            | アナログ盤             |
| 7  | JP    | 2021年8月25日  | LIVE AT BUDOKAN 〜RED NIGHT〜                                                                    | 276位    | 2LP                      | TFJC-38071            | アナログ盤             |
| 8  | JP    | 2021年8月25日  | LIVE IN LONDON - BABYMETAL WORLD TOUR 2014                                                       | 256位    | 5LP                      | TFJC-38073            | アナログ盤             |
| 9  | JP    | 2021年9月8日   | LIVE AT WEMBLEY BABYMETAL WORLD TOUR 2016 kicks off at THE SSE ARENA, WEMBLEY                    | 253位    | 3LP                      | TFJC-38078            | アナログ盤             |
| 10 | JP    | 2021年9月8日   | LIVE AT TOKYO DOME BABYMETAL WORLD TOUR 2016 LEGEND - METAL RESISTANCE - RED NIGHT & BLACK NIGHT | 205位    | 5LP                      | TFJC-38081            | アナログ盤             |
| 11 | JP    | 2021年9月8日   | LEGEND - S - BAPTISM XX - (LIVE AT HIROSHIMA GREEN ARENA)                                        | 221位    | 3LP                      | TFJC-38086            | アナログ盤             |
| 12 | JP    | 2021年9月22日  | LIVE AT THE FORUM                                                                                | 268位    | 3LP                      | TFJC-38089            | アナログ盤             |
| 13 | JP    | 2021年9月22日  | LEGEND - METAL GALAXY (METAL GALAXY WORLD TOUR IN JAPAN EXTRA SHOW)                              | 211位    | 4LP                      | TFJC-38092            | アナログ盤             |
| 14 | JP    | 2021年9月29日  | 10 BABYMETAL BUDOKAN                                                                             | 19位     | 2CD                      | TFCC-86782            | 通常盤                 |
| 14 | JP    | 2021年9月29日  | 10 BABYMETAL BUDOKAN                                                                             | 19位     | 2LP                      | TFJC-38096            | 完全生産限定アナログ盤 |
| 14 | EU US | 2021年10月15日 | 10 BABYMETAL BUDOKAN                                                                             | -位      | 2CD                      | COOKCD804             | 通常盤                 |
| 14 | EU US | 2022年5月13日  | 10 BABYMETAL BUDOKAN                                                                             | -位      | 2LP(Crystal Clear)       | COOKLP804             | アナログ盤             |
| -  | JP    | 2021年10月10日 | 10 BABYMETAL LEGENDS LIVE VINYL SERIES - THE ONE SPECIAL TOUR BOXSET -                           | -        | 26LP                     | ONEV-0001             | WEB会員限定アナログ盤  |
| -  | JP    | 2021年10月10日 | LIVE AT BUDOKAN 〜BLACK NIGHT〜                                                                  | -        | 2LP                      | ONEV-0002             | WEB会員限定アナログ盤  |
| -  | JP    | 2021年10月10日 | BABYMETAL WORLD TOUR 2014 APOCALYPSE                                                             | -        | 2LP                      | ONEV-0003             | WEB会員限定アナログ盤  |
| -  | JP    | 2021年10月10日 | TRILOGY - METAL RESISTANCE EPISODE III - APOCALYPSE                                              | -        | 8LP                      | ONEV-0004             | WEB会員限定アナログ盤  |
| -  | JP    | 2021年10月10日 | THE FOX FESTIVALS IN JAPAN 2017 - THE FIVE FOX FESTIVAL - SELECTION                              | -        | 2LP                      | ONEV-0005             | WEB会員限定アナログ盤  |
| -  | JP    | 2021年10月10日 | THE FOX FESTIVALS IN JAPAN 2017 - BIG FOX FESTIVAL -                                             | -        | 2LP                      | ONEV-0006             | WEB会員限定アナログ盤  |
| -  | JP    | 2021年10月10日 | METAL RESISTANCE EPISODE VII - APOCRYPHA - THE CHOSEN SEVEN                                      | -        | 3LP                      | ONEV-0007             | WEB会員限定アナログ盤  |
| -  | JP    | 2021年10月10日 | BABYMETAL AWAKENS - THE SUN ALSO RISES -                                                         | -        | 2LP                      | ONEV-0008             | WEB会員限定アナログ盤  |
| -  | JP    | 2021年10月10日 | BABYMETAL ARISES - BEYOND THE MOON - LEGEND - M -                                                | -        | 2LP                      | ONEV-0009             | WEB会員限定アナログ盤  |
| -  | JP    | 2021年10月10日 | METAL GALAXY WORLD TOUR IN JAPAN                                                                 | -        | 2LP                      | ONEV-0010             | WEB会員限定アナログ盤  |
| 15 | JP    | 2023年06月14日 | BABYMETAL RETURNS - THE OTHER ONE -                                                              | -位      | 2LP                      | TFJC-38119            | 完全生産限定アナログ盤 |
| 16 | JP    | 2023年10月11日 | BABYMETAL BEGINS - THE OTHER ONE - “BLACK NIGHT”                                                 | -位      | 2LP                      | TFJC-38121            | 完全生産限定アナログ盤 |
| 17 | JP    | 2023年10月11日 | BABYMETAL BEGINS - THE OTHER ONE - “CLEAR NIGHT”                                                 | -位      | 2LP                      | TFJC-38123            | 完全生産限定アナログ盤 |
| 18 | JP    | 2024年7月10日  | BABYMETAL WORLD TOUR 2023 - 2024 LEGEND - MM “20 NIGHT”                                          | -位      | 2LP                      | TFJC-38133            | 完全生産限定アナログ盤 |
| 19 | JP    | 2024年7月10日  | BABYMETAL WORLD TOUR 2023 - 2024 LEGEND - MM “21 NIGHT”                                          | -位      | 2LP                      | TFJC-38135            | 完全生産限定アナログ盤 |

#### ベストアルバム
| 枚 | 盤 | リリース日     | タイトル              | 最高順位 | 販売形態 | 規格品番                                                        | 備考                                                                              |
| -- | -- | -------------- | --------------------- | -------- | --- | --------------------------------------------------------------- | --------------------------------------------------------------------------------- |
| -  | JP | 2015年9月16日  | INTRODUCING BABYMETAL | -        | CD+DVD | PPTF-8088                                                       | TSUTAYAレンタル限定盤                                                             |
| 1  | JP | 2020年12月23日 | 10 BABYMETAL YEARS    | ：2位    | CD CD+歴代MUSIC CLIPS集Blu-ray CD+10種特大ジャケット CD+ファン投票ベストBlu-ray+ポスター CD+バトルカード+バトルCD+バトルフィールド CD+2Blu-ray+写真集+フラッグ | TFCC-86736 TFCC-86737 TFCC-86738 TFCC-86739 ONEC-0024 ONEC-0026 | 通常盤 初回限定盤A 初回限定盤B 初回限定盤C WEB会員限定盤A WEB会員限定盤B          |
| 1  | JP | 2020年12月23日 | 10 BABYMETAL YEARS    | -位      | LP | TFJC-38045                                                      | 通常盤(アナログ)                                                                  |
| 1  | JP | 2020年12月23日 | 10 BABYMETAL YEARS    | -        | CD | 非売品                                                          | プロフェット盤(SU-METAL盤) プロフェット盤(MOAMETAL盤) プロフェット盤(KOBAMETAL盤) |
| 1  | EU | 2021年4月23日  | 10 BABYMETAL YEARS    | :51位    | CD | EMU-0215818                                                     | 通常盤                                                                            |
| 1  | EU | 2021年4月23日  | 10 BABYMETAL YEARS    | :51位    | LP カラーLP(クリスタル・クリア) | EMU-0215819 EMU-0216092                                         | 通常盤(アナログ) 限定盤(アナログ)                                                 |
| 1  | US | 2021年7月16日  | 10 BABYMETAL YEARS    | -位      | CD | COOKCD797                                                       | 通常盤                                                                            |
| 1  | US | 2021年8月13日  | 10 BABYMETAL YEARS    | -位      | カラーLP(クリスタル・クリア) | 711297529715                                                    | 限定盤(アナログ)                                                                  |

### 映像作品
| 枚 | 盤 | リリース日     | タイトル                                                                     | 最高順位 | 販売形態                                                              | 規格品番                | 備考                  |
| -- | -- | -------------- | ---------------------------------------------------------------------------- | -------- | --------------------------------------------------------------------- | ----------------------- | --------------------- |
| 1  | JP | 2013年10月19日 | LIVE 〜LEGEND I、D、Z APOCALYPSE〜                                           | -        | DVD+マントストール                                                    | PPTF-1012               | 限定生産盤            |
| 1  | JP | 2013年11月20日 | LIVE 〜LEGEND I、D、Z APOCALYPSE〜                                           | 7位      | Blu-ray                                                               | TFXQ-78112              | 通常盤                |
| 2  | JP | 2014年10月29日 | LIVE〜LEGEND 1999&1997 APOCALYPSE                                            | 8位      | DVD DVD+Tシャツ                                                       | TFBQ-18153 -            | 通常盤 WEB会員限定盤  |
| 2  | JP | 2014年10月29日 | LIVE〜LEGEND 1999&1997 APOCALYPSE                                            | 4位      | Blu-ray Blu-ray+Tシャツ                                               | TFXQ-78116 -            | 通常盤 WEB会員限定盤  |
| 3  | JP | 2015年1月7日   | LIVE AT BUDOKAN 〜RED NIGHT & BLACK NIGHT APOCALYPSE〜                       | 3位      | DVD DVD+CD+コルセット+キーホルダー                                    | TFBQ-18161 ONED-0001    | 通常盤 WEB会員限定盤  |
| 3  | JP | 2015年1月7日   | LIVE AT BUDOKAN 〜RED NIGHT & BLACK NIGHT APOCALYPSE〜                       | 1位      | Blu-ray Blu-ray+CD+コルセット+キーホルダー                            | TFXQ-78119 ONEB-0001    | 通常盤 WEB会員限定盤  |
| 3  | EU | 2015年10月30日 | LIVE AT BUDOKAN 〜RED NIGHT & BLACK NIGHT APOCALYPSE〜                       | -        | DVD Blu-ray                                                           | EMU-0210721 EMU-0210722 | 通常盤                |
| 4  | JP | 2015年5月20日  | LIVE IN LONDON -BABYMETAL WORLD TOUR 2014-                                   | 3位      | DVD                                                                   | TFBQ-18167              | 通常盤                |
| 4  | JP | 2015年5月20日  | LIVE IN LONDON -BABYMETAL WORLD TOUR 2014-                                   | 1位      | Blu-ray 2Blu-ray+2CD+フォトブック                                     | TFXQ-78120 ONEB-0002    | 通常盤 WEB会員限定盤  |
| 4  | EU | 2015年10月30日 | LIVE IN LONDON -BABYMETAL WORLD TOUR 2014-                                   | -        | DVD Blu-ray                                                           | EMU-0210724 EMU-0210725 | 通常盤                |
| -  | JP | 2015年8月14日  | BABYMETAL LEGEND "2015" 〜新春キツネ祭り〜                                   | -        | Blu-ray                                                               | ONEB-0003               | WEB会員限定盤         |
| -  | JP | 2016年9月1日   | TRILOGY - METAL RESISTANCE EPISODE III - APOCALYPSE                          | -        | Blu-ray+フォトブック                                                  | ONEB-0004〜6            | WEB会員限定盤         |
| 5  | JP | 2016年11月23日 | LIVE AT WEMBLEY                                                              | 1位      | DVD                                                                   | TFBQ-18184              | 通常盤                |
| 5  | JP | 2016年11月23日 | LIVE AT WEMBLEY                                                              | 2位      | Blu-ray Blu-ray+CD+写真集+バンダナ                                    | TFXQ-78140 ONEB-0007    | 通常盤 WEB会員限定盤  |
| 6  | JP | 2017年4月12日  | LIVE AT TOKYO DOME                                                           | 3位      | DVD                                                                   | TFBQ-18187              | 通常盤                |
| 6  | JP | 2017年4月12日  | LIVE AT TOKYO DOME                                                           | 1位      | Blu-ray                                                               | TFXQ-78150 TFXQ-78149   | 通常盤 初回限定盤     |
| 6  | JP | 2017年4月1日   | LIVE AT TOKYO DOME                                                           | -        | Blu-ray+CD+写真集+バンダナ                                            | ONEB-0008〜9            | WEB会員限定盤         |
| -  | JP | 2017年12月24日 | THE FOX FESTIVALS IN JAPAN 2017 - THE FIVE FOX FESTIVAL & BIG FOX FESTIVAL - | -        | Blu-ray                                                               | ONEB-0010〜15           | WEB会員限定盤         |
| 7  | JP | 2018年8月1日   | LEGEND - S - BAPTISM XX -                                                    | 4位      | DVD                                                                   | TFBQ-18204              | 通常版                |
| 7  | JP | 2018年8月1日   | LEGEND - S - BAPTISM XX -                                                    | 1位      | Blu-ray Blu-ray+CD+写真集                                             | TFXQ-78162 ONEB-0016    | 通常版 WEB会員限定盤  |
| -  | JP | 2019年6月25日  | METAL RESISTANCE EPISODE VII - APOCRYPHA - THE CHOSEN SEVEN                  | -        | Blu-ray+CD                                                            | ONEB-0017               | WEB会員限定盤         |
| -  | JP | 2019年8月30日  | METAL RESISTANCE EPISODE VII - APOCRYPHA - THE CHOSEN SEVEN                  | -        | Blu-ray                                                               | ONEB-0019               | WEB会員限定盤         |
| -  | JP | 2020年4月1日   | BABYMETAL AWAKENS - THE SUN ALSO RISES -                                     | -        | Blu-ray+CD                                                            | ONEB-0020               | WEB会員限定盤         |
| -  | JP | 2020年4月1日   | BABYMETAL ARISES - BEYOND THE MOON - LEGEND - M -                            | -        | Blu-ray+CD+写真集                                                     | ONEB-0022               | WEB会員限定盤         |
| 8  | JP | 2020年5月13日  | LIVE AT THE FORUM                                                            | 3位      | DVD                                                                   | TFBQ-18224              | 通常盤                |
| 8  | JP | 2020年5月13日  | LIVE AT THE FORUM                                                            | 3位      | Blu-ray                                                               | TFXQ-78181              | 通常盤                |
| 8  | JP | 2020年5月13日  | LIVE AT THE FORUM                                                            | -        | Blu-ray+CD+写真集                                                     | ONEB-0023               | WEB会員限定盤         |
| -  | JP | 2020年7月16日  | METAL GALAXY WORLD TOUR IN JAPAN                                             | -        | Blu-ray+CD+写真集                                                     | ONEB-0025               | WEB会員限定盤         |
| 9  | JP | 2020年9月9日   | LEGEND - METAL GALAXY (METAL GALAXY WORLD TOUR IN JAPAN EXTRA SHOW)          | 2位      | DVD                                                                   | TFBQ-18228              | 通常盤                |
| 9  | JP | 2020年9月9日   | LEGEND - METAL GALAXY (METAL GALAXY WORLD TOUR IN JAPAN EXTRA SHOW)          | 3位      | Blu-ray                                                               | TFXQ-78185 TFXQ-78184   | 通常盤 初回盤         |
| 9  | JP | 2020年9月9日   | LEGEND - METAL GALAXY (METAL GALAXY WORLD TOUR IN JAPAN EXTRA SHOW)          | -        | Blu-ray+CD+写真集+フラッグ                                            | ONEB-0026               | WEB会員限定盤         |
| 10 | JP | 2021年9月29日  | 10 BABYMETAL BUDOKAN                                                         | 2位      | DVD                                                                   | TFBQ-18237              | 通常盤                |
| 10 | JP | 2021年9月29日  | 10 BABYMETAL BUDOKAN                                                         | 2位      | Blu-ray 2Blu-ray                                                      | TFXQ-78195 TFXQ-78193   | 通常盤 初回生産限定盤 |
| 10 | JP | 2021年9月29日  | 10 BABYMETAL BUDOKAN                                                         | -        | 2Blu-ray+4CD+写真集 5Blu-ray+10CD+写真集                              | ONEB-0030 ONEB-0032     | WEB会員限定盤         |
| 11 | JP | 2023年6月14日  | BABYMETAL RETURNS - THE OTHER ONE -                                          | 7位      | DVD                                                                   | TFBQ-18267              | 通常盤                |
| 11 | JP | 2023年6月14日  | BABYMETAL RETURNS - THE OTHER ONE -                                          | 3位      | Blu-ray                                                               | TFXQ-78236 TFXQ-78235   | 通常盤 完全生産限定盤 |
| 11 | JP | 2023年6月14日  | BABYMETAL RETURNS - THE OTHER ONE -                                          | -        | Blu-ray+2CD+写真集                                                    | ONEB-0039               | WEB会員限定盤         |
| 12 | JP | 2023年10月11日 | BABYMETAL BEGINS - THE OTHER ONE -                                           | 4位      | 2DVD                                                                  | TFBQ-18277              | 通常盤                |
| 12 | JP | 2023年10月11日 | BABYMETAL BEGINS - THE OTHER ONE -                                           | 2位      | 2Blu-ray                                                              | TFXQ-78242 TFXQ-78240   | 通常盤 完全生産限定盤 |
| 12 | JP | 2023年10月11日 | BABYMETAL BEGINS - THE OTHER ONE -                                           | -        | 2Blu-ray+4CD+写真集                                                   | ONEB-0040               | WEB会員限定盤         |
| 13 | JP | 2024年7月10日  | BABYMETAL WORLD TOUR 2023 - 2024 LEGEND - MM                                 | 2位      | 2DVD                                                                  | TFBQ-18289              | 通常盤                |
| 13 | JP | 2024年7月10日  | BABYMETAL WORLD TOUR 2023 - 2024 LEGEND - MM                                 | 1位      | 2Blu-ray                                                              | TFXQ-78258 TFXQ-78256   | 通常盤 完全生産限定盤 |
| 13 | JP | 2024年7月10日  | BABYMETAL WORLD TOUR 2023 - 2024 LEGEND - MM                                 | -        | 2Blu-ray+4CD+写真集                                                   | ONEB-0042               | WEB会員限定盤         |
| 14 | JP | 2024年7月10日  | LEGEND - S - BAPTISM XX -(LIVE AT HIROSHIMA GREEN ARENA)（復刻版）           | -        | DVD+ポストカード+ステッカー                                           | TFBQ-18292              | 完全生産限定盤        |
| 14 | JP | 2024年7月10日  | LEGEND - S - BAPTISM XX -(LIVE AT HIROSHIMA GREEN ARENA)（復刻版）           | 11位     | Blu-ray+ポストカード+ステッカー                                       | TFXQ-78261              | 完全生産限定盤        |
| 15 | JP | 2024年7月10日  | BABYMETAL ARISES - BEYOND THE MOON - LEGEND - M -                            | 11位     | DVD                                                                   | TFBQ-18291              | 通常盤                |
| 15 | JP | 2024年7月10日  | BABYMETAL ARISES - BEYOND THE MOON - LEGEND - M -                            | 6位      | Blu-ray                                                               | TFXQ-78260              | 通常盤                |
| 16 | JP | 2024年12月11日 | BABYMETAL LEGEND - 43 THE MOVIE                                              | 8位      | DVD（5.1ch、Stereo）                                                  | TFBQ-18293              | 通常盤                |
| 16 | JP | 2024年12月11日 | BABYMETAL LEGEND - 43 THE MOVIE                                              | 4位      | Blu-ray（Dolby Atmos、Stereo）                                        | TFXQ-78262              | 通常盤                |
| 16 | JP | 2024年12月11日 | BABYMETAL LEGEND - 43 THE MOVIE                                              | -        | Blu-ray+2CD+ポストカードセット +アクリルフォトフレーム+カセットテープ | ONEB-0044               | WEB会員限定盤         |

### ミュージックビデオ
| 年   | タイトル                                               | 監督                  | 備考                                   |
| ---- | ------------------------------------------------------ | --------------------- | -------------------------------------- |
| 2011 | 「ド・キ・ド・キ☆モーニング」                          | 田中紫紋              |                                        |
| 2012 | 「いいね!」                                            | スズキダイシン        |                                        |
| 2012 | 「いいね!」                                            | maxilla               | ライブ映像、ライブ音源                 |
| 2012 | 「ヘドバンギャー!!」                                   | 田辺秀伸              |                                        |
| 2013 | 「イジメ、ダメ、ゼッタイ」                             | KAMIMETAL             |                                        |
| 2013 | 「メギツネ」                                           | 多田卓也              |                                        |
| 2014 | 「ギミチョコ!!」                                       | INNI VISION           | ライブ映像                             |
| 2015 | 「Road of Resistance」                                 | INNI VISION           | ライブ映像、ライブ音源                 |
| 2015 | 「イジメ、ダメ、ゼッタイ」                             | INNI VISION           | ライブ映像、ライブ音源                 |
| 2016 | 「KARATE」                                             | 二宮“NINO”大輔        |                                        |
| 2016 | 「THE ONE」                                            | INNI VISION           | ライブ映像                             |
| 2018 | 「Distortion」                                         | 安田大地              | メンバー出演なし                       |
| 2018 | 「Distortion」                                         |                       | ライブ映像、ライブ音源                 |
| 2018 | 「NO RAIN, NO RAINBOW」                                |                       | ライブ映像、ライブ音源                 |
| 2018 | 「Starlight」                                          |                       |                                        |
| 2019 | 「PA PA YA!! (feat. F.HERO) 」                         |                       | ライブ映像                             |
| 2019 | 「Elevator Girl [English ver.]」                       |                       | ライブ映像                             |
| 2019 | 「Shanti Shanti Shanti」                               |                       | ライブ映像                             |
| 2019 | 「DA DA DANCE (feat. Tak Matsumoto)」                  |                       | ライブ映像                             |
| 2020 | 「BxMxC」                                              | 田中紫紋              |                                        |
| 2021 | 「イジメ、ダメ、ゼッタイ」                             |                       | ライブ映像、ライブ音源                 |
| 2021 | 「THE ONE - STAIRWAY TO LIVING LEGEND」                |                       | ライブ映像、ライブ音源                 |
| 2022 | 「Divine Attack - 神撃 -」                             |                       | OFFICIAL VISUALIZER                    |
| 2022 | 「Monochrome」                                         | 田中紫紋              | OFFICIAL LYRIC VIDEO                   |
| 2023 | 「METAL KINGDOM」                                      |                       | ライブ映像                             |
| 2023 | 「Light and Darkness」                                 |                       | ライブ映像                             |
| 2023 | 「Mirror Mirror」                                      | 田中紫紋              | OFFICIAL LYRIC VIDEO                   |
| 2023 | 「Monochrome - Piano ver. -」                          |                       | THE FIRST TAKE                         |
| 2023 | 「Mirror Mirror」                                      |                       | ライブ映像                             |
| 2023 | 「THE ONE - Unfinished ver. -」                        |                       | THE FIRST TAKE                         |
| 2023 | 「METALIZM」                                           |                       | ライブ映像                             |
| 2023 | 「メタり！！(feat. Tom Morello)」                      | 多田卓也              |                                        |
| 2023 | 「MAYA」                                               |                       | ライブ映像、ライブ音源                 |
| 2023 | 「Divine Attack - 神撃 -」                             |                       | ライブ映像、ライブ音源                 |
| 2024 | 「メタり！！(feat. Tom Morello)」                      |                       | OFFICIAL Live Music Video              |
| 2024 | 「BABYMETAL DEATH」                                    |                       | ライブ映像、ライブ音源                 |
| 2024 | 「LEAVE IT ALL BEHIND」(F.HERO x BODYSLAM x BABYMETAL) | DIRECTORNET           | 「HIGH CLOUD ENTERTAINMENT」チャンネル |
| 2024 | 「RATATATA」(BABYMETAL × Electric Callboy)             | Schillobros.          |                                        |
| 2024 | 「RATATATA」                                           |                       | OFFICIAL Live Music Video at FOX_FEST  |
| 2024 | 「Brand New Day (feat. Tim Henson and Scott LePage)」  |                       | OFFICIAL Live MV                       |
| 2024 | 「BxMxC」                                              |                       | ライブ映像、ライブ音源                 |
| 2024 | 「ヤバッ！」                                           |                       | ライブ映像、ライブ音源                 |
| 2024 | 「シンコペーション」                                   |                       | ライブ映像、ライブ音源                 |
| 2024 | 「ド・キ・ド・キ☆モーニング」                          |                       | ライブ映像、ライブ音源                 |
| 2024 | 「KARATE」                                             |                       | ライブ映像、ライブ音源                 |
| 2024 | 「メギツネ」                                           |                       | ライブ映像、ライブ音源                 |
| 2024 | 「ギミチョコ!!」                                       |                       | ライブ映像、ライブ音源                 |
| 2025 | 「from me to u (feat. Poppy)」                         | Takuya Oyama(VANLI)   |                                        |
| 2025 | 「Song 3」(BABYMETAL x Slaughter To Prevail)           | Takasuke Kato(MONOS.) |                                        |
| 2025 | 「Kon! Kon! (feat. Bloodywood)」                       | MixOne Cinema         | ライブ映像                             |
| 2025 | 「My Queen (feat. Spiritbox)」                         | Deathcats             |                                        |

### 映画
| 年   | タイトル                            | 監督                | 備考                                 |
| ---- | ----------------------------------- | ------------------- | ------------------------------------ |
| 2024 | 「BABYMETAL LEGEND - 43 THE MOVIE」 | Hiroya Brian Nakano | 配給：ライブ・ビューイング・ジャパン |

### さくら学院の作品での収録曲
アルバム収録曲
| # | リリース日    | 曲名                      | 収録作品                              | 備考                      |
| - | ------------- | ------------------------- | ------------------------------------- | ------------------------- |
| 1 | 2011年4月27日 | ド・キ・ド・キ☆モーニング | さくら学院 2010年度 〜message〜       |                           |
| 2 | 2012年3月21日 | いいね! (Vega mix ver.)   | さくら学院 2011年度 〜FRIENDS〜       |                           |
| 3 | 2013年3月13日 | ヘドバンギャー!!          | さくら学院 2012年度 〜My Generation〜 |                           |
| 4 | 2014年5月5日  | ド・キ・ド・キ☆モーニング | 放課後アンソロジー from さくら学院    | 「さくら学院 部活動」名義 |

映像作品収録曲
| # | リリース日    | 曲名                    | 収録作品                                                   |
| - | ------------- | ----------------------- | ---------------------------------------------------------- |
| 1 | 2012年6月27日 | いいね! (Vega mix ver.) | さくら学院 FIRST LIVE & DOCUMENTARY 2010 to 2011 〜SMILE〜 |
| 2 | 2013年7月3日  | ヘドバンギャー!!        | The Road to Graduation Final 〜さくら学院 2012年度 卒業〜  |

### その他の作品での収録曲
コンピレーションアルバム収録曲
| # | リリース日    | 曲名    | 収録作品         | 備考                           |
| - | ------------- | ------- | ---------------- | ------------------------------ |
| 1 | 2012年7月18日 | いいね! | LOCAL IDOL BEST! | 東京ローカルアイドルとして参加 |

サウンドトラックアルバム収録曲
| # | リリース日     | 曲名                                       | 収録作品                                      | 販売形態 | 規格品番  | 備考                  |
| - | -------------- | ------------------------------------------ | --------------------------------------------- | -------- | --------- | --------------------- |
| 1 | 2024年12月11日 | GIMME CHOCOLATE!! （HEAVIER TRIP version） | ヘヴィ・トリップII/俺たち北欧メタル危機一発！ | CD、配信 | KICP-4087 | 映画原題:HEAVIER TRIP |

映像作品収録曲
| # | リリース日    | 曲名                                           | 収録作品                                                       | 販売形態                    | 規格品番                       | 備考                  |
| - | ------------- | ---------------------------------------------- | -------------------------------------------------------------- | --------------------------- | ------------------------------ | --------------------- |
| 1 | 2025年5月28日 | ･DA DA DANCE ･ETERNAL FLAMES (feat. BABYMETAL) | TMG LIVE 2024 -Still Dodging The Bullet-                       | DVD Blu-ray                 | BMBS-5003 BMXS-5003            | TMGの公演にゲスト参加 |
| 2 | 2025年6月18日 | GIMME CHOCOLATE!! （HEAVIER TRIP version）     | ヘヴィ・トリップII/俺たち北欧メタル危機一発！ （本人役で出演） | DVD Blu-ray 初回限定Blu-ray | KIBF-2973 KIXF-1951 KIXF-91951 | 映画原題:HEAVIER TRIP |

### ゲスト参加曲
| # | リリース日     | 曲名                                                          | 収録アルバム名              | 備考 |
| - | -------------- | ------------------------------------------------------------- | --------------------------- | --- |
| 1 | 2022年11月30日 | Kingslayer (feat. BABYMETAL) (ブリング・ミー・ザ・ホライズン) | Post Human: Survival Horror | ･ BPI(イギリス): Silver ･ ARIA(オーストラリア): Gold ･ PMB(ブラジル): Gold ･ RIAA(アメリカ合衆国): Gold |
| 2 | 2023年6月30日  | The End (feat. BABYMETAL) (リル・ウージー・ヴァート)          | Pink Tape                   | |
| 3 | 2024年9月18日  | ETERNAL FLAMES (feat. BABYMETAL) (TMG)                        | TMG II                      | |
| 4 | 2024年12月6日  | Bekhauf (feat. BABYMETAL) (ブラッディウッド)                  | Nu Delhi                    | Bekhauf（恐れ知らず）                                                                                   |
| 5 | 2025年7月18日  | Song 3 (feat. Babymetal) (スローター・トゥ・プリヴェイル)     | Grizzly                     | |

### 他者が採用している曲
女子プロレスラー安納サオリが入場曲にメギツネを使用

## 受賞とノミネート
| 年   | 賞                                                                     | ノミネート対象                         | 結果       |
| ---- | ---------------------------------------------------------------------- | -------------------------------------- | ---------- |
| 2014 | 2014 MTV Europe Music Awards - Wild Card for Best Japan Act            | BABYMETAL                              | ノミネート |
| 2015 | NEO Awards 2014 - Best Musical Act                                     | BABYMETAL                              | 受賞       |
| 2015 | 4th Annual Loudwire Music Awards - 2014 New Artist of the Year         | BABYMETAL                              | 受賞       |
| 2015 | 第7回 CDショップ大賞 2015 - 大賞                                       | BABYMETAL (アルバム)                   | 受賞       |
| 2015 | KERRANG! AWARDS 2015 - THE SPIRIT OF INDEPENDENCE AWARD                | BABYMETAL                              | 受賞       |
| 2015 | METAL HAMMER GOLDEN GODS AWARDS 2015 - BREAKTHROUGH AWARD              | BABYMETAL                              | 受賞       |
| 2015 | 2015 MTV Europe Music Awards - BEST JAPAN ACT                          | BABYMETAL                              | ノミネート |
| 2015 | MTV Video Music Awards Japan 2015 - BEST METAL ARTIST                  | BABYMETAL                              | 受賞       |
| 2015 | GQ Men of the Year 2015 - Discovery of the Year                        | BABYMETAL                              | 受賞       |
| 2015 | VOGUE JAPAN Women of the Year 2015                                     | BABYMETAL                              | 受賞       |
| 2015 | 5th Annual Loudwire Music Awards - Best Metal Song of 2015             | Road of Resistance                     | 受賞       |
| 2015 | 5th Annual Loudwire Music Awards - Best Live Act of 2015               | BABYMETAL                              | 受賞       |
| 2015 | 5th Annual Loudwire Music Awards - Most Devoted Fans of 2015           | BABYMETAL                              | 受賞       |
| 2016 | KERRANG! AWARDS 2016 - BEST LIVE BAND                                  | BABYMETAL                              | 受賞       |
| 2016 | METAL HAMMER GOLDEN GODS AWARDS 2016 - BEST INTERNATIONAL BAND         | BABYMETAL                              | ノミネート |
| 2016 | Alternative Press Music Awards 2016 - Best International Band          | BABYMETAL                              | ノミネート |
| 2016 | AIM Independent Music Awards 2016 - BEST LIVE ACT                      | BABYMETAL                              | 受賞       |
| 2016 | MTV Video Music Awards Japan 2016 - BEST GROUP VIDEO - JAPAN           | KARATE                                 | ノミネート |
| 2016 | MTV Video Music Awards Japan 2016 - BEST ALBUM OF THE YEAR - JAPAN     | METAL RESISTANCE                       | 受賞       |
| 2016 | MTV Video Music Awards Japan 2016 - BEST METAL VIDEO                   | KARATE                                 | 受賞       |
| 2016 | Revolver Music Awards 2016 - Best New Talent                           | BABYMETAL                              | ノミネート |
| 2017 | 6th Annual Loudwire Music Awards - Best Metal Album                    | METAL RESISTANCE                       | 受賞       |
| 2017 | 6th Annual Loudwire Music Awards - Best Metal Song                     | KARATE                                 | 受賞       |
| 2017 | 6th Annual Loudwire Music Awards - Rock Goddess of the Year            | SU-METAL                               | 受賞       |
| 2017 | 6th Annual Loudwire Music Awards - Best Live Act                       | BABYMETAL                              | 受賞       |
| 2017 | 6th Annual Loudwire Music Awards - Most Devoted Fans                   | BABYMETAL                              | 受賞       |
| 2017 | 第9回 CDショップ大賞 2017                                              | METAL RESISTANCE                       | ノミネート |
| 2017 | 第22回 AMD Award '16 - 優秀賞                                          | BABYMETAL                              | 受賞       |
| 2017 | 2017 Loudwire Music Awards - Most Dedicated Fans                       | BABYMETAL                              | 受賞       |
| 2017 | 2017 MTV Europe Music Awards - BEST JAPAN ACT                          | BABYMETAL                              | 受賞       |
| 2017 | 2017 MTV Europe Music Awards - Best Worldwide Act                      | BABYMETAL                              | 受賞       |
| 2020 | Heavy Music Awards 2020 - BEST ALBUM                                   | METAL GALAXY                           | ノミネート |
| 2020 | MTV Video Music Awards Japan 2020 - BEST ALBUM OF THE YEAR             | METAL GALAXY                           | 受賞       |
| 2022 | 2022 A2IM Libera Awards - BEST HEAVY RECORD                            | 10 BABYMETAL BUDOKAN                   | ノミネート |
| 2024 | Dolby Cinema Japan Awards 2024 - 特別賞                                | BABYMETAL LEGEND - 43 THE MOVIE (映画) | 受賞       |
| 2025 | The Guitar Mag Awards 2025 - Best Collaboration Song Of The Year       | LEAVE IT ALL BEHIND                    | 受賞       |
| 2025 | MUSIC AWARDS JAPAN 2025 - 最優秀クロスボーダー・コラボレーション楽曲賞 | RATATATA                               | ノミネート |

## ライブ一覧
※フリーライブとインストアライブは除く
| 年   | 開催日   | 公演タイトル                                                                                     | 会場                                                                            | 備考 |
| ---- | -------- | ------------------------------------------------------------------------------------------------ | ------------------------------------------------------------------------------- | --- |
| 2010 | 11月28日 | さくら学院祭☆2010                                                                                | 横浜赤レンガ倉庫 1号館3Fホール （ 神奈川県横浜市）                              | フェス |
| 2011 | 07月24日 | さくら学院 2011年度 NEW 〜Departure〜                                                            | DUO MUSIC EXCHANGE （ 東京都渋谷区）                                            | フェス |
| 2011 | 08月28日 | TOKYO IDOL FESTIVAL 2011 Eco&Smile                                                               | お台場・青海特設会場 （ 東京都江東区）                                          | フェス |
| 2011 | 10月12日 | タワーレコード新宿店 13th Birthday 〜NO MUSIC, NO IDOL?〜                                        | 新宿LOFT （ 東京都新宿区）                                                      | フェス |
| 2011 | 10月23日 | さくら学院祭☆2011                                                                                | Mt.RAINIER HALL SHIBUYA PLEASURE PLEASURE （ 東京都渋谷区）                     | フェス |
| 2012 | 01月09日 | WOMEN'S POWER 20th Anniversary                                                                   | Shibuya O-WEST （ 東京都渋谷区）                                                | フェス |
| 2012 | 03月25日 | さくら学院 2011年度 卒業 〜旅立ち〜                                                              | 日本橋三井ホール （ 東京都中央区）                                              | フェス |
| 2012 | 04月08日 | 第2回アイドル横丁祭!!生バンドスペシャル supported by TopYell                                     | SHIBUYA-AX （ 東京都渋谷区）                                                    | フェス |
| 2012 | 06月23日 | TOWER RECORDS Presents Pop'n アイドル 02                                                         | Zepp TOKYO （ 東京都江東区）                                                    | フェス |
| 2012 | 07月21日 | LEGEND〜コルセット祭り                                                                           | 目黒鹿鳴館 （ 東京都目黒区）                                                    | プレミアムライブ |
| 2012 | 08月04日 | TOKYO IDOL FESTIVAL 2012                                                                         | お台場・青海特設会場 （ 東京都江東区）                                          | フェス |
| 2012 | 08月19日 | SUMMER SONIC 2012                                                                                | 千葉マリンスタジアム&幕張メッセ （ 千葉県千葉市）                               | SIDE-SHOW MESSEに出演 |
| 2012 | 08月20日 | SuG LIVE BATTLE 2012 “LIVE! TOWER RECORDS DAY” 「-SuG VS たむらぱん VS BABYMETAL-」              | 渋谷WWW （ 東京都渋谷区）                                                       | スリーマンライブ |
| 2012 | 10月06日 | I、D、Z〜LEGEND“I”                                                                               | Shibuya O-EAST （ 東京都渋谷区）                                                | ワンマンライブ ※同一内容による昼夜2公演 |
| 2012 | 10月27日 | さくら学院祭☆2012                                                                                | 恵比寿ガーデンホール （ 東京都目黒区）                                          | フェス |
| 2012 | 11月10日 | Anime Festival Asia Singapore 2012                                                               | Singapore Expo Halls 7&8 （ シンガポール）                                      | フェス |
| 2012 | 12月20日 | I、D、Z〜LEGEND“D” SU-METAL聖誕祭                                                                | 赤坂BLITZ （ 東京都港区）                                                       | ワンマンライブ |
| 2012 | 12月27日 | DECEMBER'S CHILDREN                                                                              | 日本武道館 （ 東京都千代田区）                                                  | ピエール中野(凛として時雨)主催の ライブイベントにゲスト出演 |
| 2013 | 02月01日 | I、D、Z〜LEGEND“Z”                                                                               | Zepp TOKYO （ 東京都江東区）                                                    | ワンマンライブ |
| 2013 | 03月31日 | The Road to Graduation Final 〜さくら学院 2012年度 卒業〜                                        | 東京国際フォーラム ホールC （ 東京都千代田区）                                  | フェス |
| 2013 | 05月10日 | BABYMETAL DEATH MATCH TOUR 2013 -五月革命-                                                       | BIG CAT （ 大阪府大阪市）                                                       | ワンマンライブ ※最終日のみ昼夜2公演 |
| 2013 | 05月17日 | BABYMETAL DEATH MATCH TOUR 2013 -五月革命-                                                       | Zepp DiverCity (TOKYO) （ 東京都江東区）                                        | ワンマンライブ ※最終日のみ昼夜2公演 |
| 2013 | 05月18日 | BABYMETAL DEATH MATCH TOUR 2013 -五月革命-                                                       | Zepp DiverCity (TOKYO) （ 東京都江東区）                                        | ワンマンライブ ※最終日のみ昼夜2公演 |
| 2013 | 05月26日 | TOKYO METROPOLITAN ROCK FESTIVAL 2013                                                            | 若洲公園 （ 東京都江東区）                                                      | フェス |
| 2013 | 06月30日 | LEGEND“1999” YUIMETAL & MOAMETAL聖誕祭                                                           | NHKホール （ 東京都渋谷区）                                                     | ワンマンライブ |
| 2013 | 07月07日 | Rock Beats Cancer FES Vol.2 supported by チューリッヒ生命                                        | 日比谷野外音楽堂 （ 東京都千代田区）                                            | フェス |
| 2013 | 07月14日 | キツネ祭り                                                                                       | 目黒鹿鳴館 （ 東京都目黒区）                                                    | プレミアムライブ |
| 2013 | 07月15日 | SUMMER CAMP 2013                                                                                 | CLUB CITTA' （ 神奈川県川崎市）                                                 | フェス |
| 2013 | 07月21日 | JOIN ALIVE 2013                                                                                  | いわみざわ公園 （ 北海道岩見沢市）                                              | フェス |
| 2013 | 08月04日 | ROCK IN JAPAN FESTIVAL 2013                                                                      | 国営ひたち海浜公園 （ 茨城県ひたちなか市）                                      | フェス |
| 2013 | 08月10日 | SUMMER SONIC 2013                                                                                | 千葉マリンスタジアム&幕張メッセ （ 千葉県千葉市）                               | フェス |
| 2013 | 08月11日 | SUMMER SONIC 2013                                                                                | 舞洲サマーソニック大阪特設会場 （ 大阪府大阪市）                                | フェス |
| 2013 | 09月07日 | Anime Festival Asia Indonesia 2013                                                               | Jakarta Convention Center （ インドネシア・ジャカルタ）                         | フェス |
| 2013 | 09月22日 | イナズマロックフェス 2013                                                                        | 烏丸半島芝生広場 （ 滋賀県草津市）                                              | フェス |
| 2013 | 10月18日 | タワーレコード新宿店 15周年大感謝祭スペシャル「15の夜。」                                        | 赤坂BLITZ （ 東京都港区）                                                       | フェス |
| 2013 | 10月20日 | LOUD PARK 13                                                                                     | さいたまスーパーアリーナ （ 埼玉県さいたま市）                                  | フェス |
| 2013 | 11月04日 | JAPAN POP CULTURE CARNIVAL 2013 IN MATSUDO                                                       | 森のホール21 （ 千葉県松戸市）                                                  | SU-METALのみ出演 |
| 2013 | 11月09日 | Anime Festival Asia Singapore 2013                                                               | サンテック・シンガポール国際会議展示場 （ シンガポール）                        | フェス |
| 2013 | 11月30日 | SKULLSHIT presents SkullMania Vol.8                                                              | STUDIO COAST （ 東京都江東区）                                                  | フェス |
| 2013 | 12月01日 | Act Against AIDS 2013 「THE VARIETY 21」                                                         | 日本武道館 （ 東京都千代田区）                                                  | フェス |
| 2013 | 12月21日 | LEGEND“1997” SU-METAL聖誕祭                                                                      | 幕張メッセ イベントホール （ 千葉県千葉市）                                     | ワンマンライブ |
| 2013 | 12月28日 | LIVE IN SINGAPORE                                                                                | SCAPE Ground Theatre （ シンガポール）                                          | ワンマンライブ |
| 2013 | 12月30日 | COUNTDOWN JAPAN 13/14 SUPPORTED BY Windows                                                       | 幕張メッセ 国際展示場 1 - 8ホール&イベントホール （ 千葉県千葉市）              | フェス |
| 2014 | 01月18日 | LIVE EXPO TOKYO 2014 ALL LIVE NIPPON Vol.2                                                       | 国立代々木競技場 第一体育館 （ 東京都渋谷区）                                   | フェス |
| 2014 | 01月24日 | 筋肉少女帯/BABYMETAL                                                                             | TSUTAYA O-EAST （ 東京都渋谷区）                                                | ツーマンライブ |
| 2014 | 02月02日 | 完全櫻樂團 第壹團 重音偶像大對決 BABYMETAL×ChthoniC 閃靈 協助:完全娛樂                           | ATT Show Box （ 台湾・台北市）                                                  | ツーマンライブ |
| 2014 | 03月01日 | 赤い夜 LEGEND“巨大コルセット祭り” 〜天下一メタル武道会ファイナル〜                               | 日本武道館 （ 東京都千代田区）                                                  | ワンマンライブ |
| 2014 | 03月02日 | 黒い夜 LEGEND“DOOMSDAY” 〜召喚の儀〜。                                                           | 日本武道館 （ 東京都千代田区）                                                  | ワンマンライブ |
| 2014 | 06月23日 | APOCRYPHA - I                                                                                    | TSUTAYA O-EAST （ 東京都渋谷区）                                                | WEB会員限定ライブ |
| 2014 | 06月24日 | APOCRYPHA - II                                                                                   | TSUTAYA O-EAST （ 東京都渋谷区）                                                | WEB会員限定ライブ |
| 2014 | 07月01日 | BABYMETAL WORLD TOUR 2014                                                                        | ラ・シガール （ フランス・パリ）                                                | ワンマンライブ |
| 2014 | 07月03日 | BABYMETAL WORLD TOUR 2014                                                                        | ライブ・ミュージック・ホール （ ドイツ・ケルン）                                | ワンマンライブ |
| 2014 | 07月05日 | Sonisphere Festival UK （BABYMETAL WORLD TOUR 2014）                                             | Knebworth Park （ イギリス・ネブワース）                                        | フェス |
| 2014 | 07月07日 | BABYMETAL WORLD TOUR 2014                                                                        | The Forum （ イギリス・ロンドン）                                               | ワンマンライブ ※ライブビューイングを開催 |
| 2014 | 07月21日 | APOCRYPHA - Y                                                                                    | TSUTAYA O-EAST （ 東京都渋谷区）                                                | WEB会員限定ライブ |
| 2014 | 07月21日 | APOCRYPHA - M                                                                                    | TSUTAYA O-EAST （ 東京都渋谷区）                                                | WEB会員限定ライブ |
| 2014 | 07月27日 | BABYMETAL WORLD TOUR 2014                                                                        | The Fonda Theater （ カリフォルニア州ロサンゼルス）                             | ワンマンライブ |
| 2014 | 07月30日 | LADY GAGA'S artRAVE: The ARTPOP Ball                                                             | USエアウェイズ・センター （ アリゾナ州フェニックス）                            | サポートアクト |
| 2014 | 08月01日 | LADY GAGA'S artRAVE: The ARTPOP Ball                                                             | MGMグランド・ガーデン・アリーナ （ ネバダ州ラスベガス）                         | サポートアクト |
| 2014 | 08月02日 | LADY GAGA'S artRAVE: The ARTPOP Ball                                                             | Harveys Lake Tahoe （ ネバダ州ステートライン）                                  | サポートアクト |
| 2014 | 08月04日 | LADY GAGA'S artRAVE: The ARTPOP Ball                                                             | エナジーソリューションズ・アリーナ （ ユタ州ソルトレイクシティ）                | サポートアクト |
| 2014 | 08月06日 | LADY GAGA'S artRAVE: The ARTPOP Ball                                                             | ペプシ・センター （ コロラド州デンバー）                                        | サポートアクト |
| 2014 | 08月09日 | HEAVY MONTRÉAL （BABYMETAL WORLD TOUR 2014）                                                     | Parc Jean-Drapeau （ カナダ・ケベック州モントリオール）                         | フェス |
| 2014 | 08月16日 | SUMMER SONIC 2014 （BABYMETAL WORLD TOUR 2014）                                                  | 千葉マリンスタジアム&幕張メッセ （ 千葉県千葉市）                               | フェス |
| 2014 | 08月17日 | SUMMER SONIC 2014 （BABYMETAL WORLD TOUR 2014）                                                  | 舞洲サマーソニック大阪特設会場 （ 大阪府大阪市）                                | フェス |
| 2014 | 09月13日 | BABYMETAL WORLD TOUR 2014                                                                        | 幕張メッセ イベントホール （ 千葉県千葉市）                                     | ワンマンライブ |
| 2014 | 09月14日 | BABYMETAL WORLD TOUR 2014                                                                        | 幕張メッセ イベントホール （ 千葉県千葉市）                                     | ワンマンライブ |
| 2014 | 11月04日 | BABYMETAL BACK TO THE USA/UK TOUR 2014                                                           | ハマースタイン・ボールルーム （ ニューヨーク州ニューヨーク）                    | ワンマンライブ |
| 2014 | 11月08日 | BABYMETAL BACK TO THE USA/UK TOUR 2014                                                           | O2アカデミー・ブリクストン （ イギリス・ロンドン）                              | ワンマンライブ |
| 2014 | 12月20日 | APOCRYPHA - S                                                                                    | チームスマイル/豊洲PIT （ 東京都江東区）                                        | WEB会員限定ライブ |
| 2015 | 01月10日 | LEGEND“2015” 〜新春キツネ祭り〜                                                                  | さいたまスーパーアリーナ （ 埼玉県さいたま市）                                  | ワンマンライブ |
| 2015 | 04月23日 | APOCRYPHA - THE BLACK MASS -                                                                     | TSUTAYA O-EAST （ 東京都渋谷区）                                                | WEB会員限定ライブ |
| 2015 | 04月24日 | APOCRYPHA - THE RED MASS -                                                                       | TSUTAYA O-EAST （ 東京都渋谷区）                                                | WEB会員限定ライブ |
| 2015 | 05月09日 | BABYMETAL WORLD TOUR 2015                                                                        | Circo Volador （ メキシコ・メキシコシティ）                                     | ワンマンライブ |
| 2015 | 05月12日 | BABYMETAL WORLD TOUR 2015                                                                        | Danforth Music Hall （ カナダ・オンタリオ州トロント）                           | ワンマンライブ |
| 2015 | 05月14日 | BABYMETAL WORLD TOUR 2015                                                                        | House of Blues Chicago （ イリノイ州シカゴ）                                    | ワンマンライブ |
| 2015 | 05月16日 | Rock On The Range 2015 （BABYMETAL WORLD TOUR 2015）                                             | コロンバス・クルー・スタジアム（マフレ・スタジアム） （ オハイオ州コロンバス）  | フェス |
| 2015 | 05月24日 | TOKYO METROPOLITAN ROCK FESTIVAL 2015                                                            | 若洲公園 （ 東京都江東区）                                                      | フェス |
| 2015 | 05月29日 | ROCKAVARIA （BABYMETAL WORLD TOUR 2015）                                                         | Olympiapark München （ ドイツ・ミュンヘン）                                     | フェス |
| 2015 | 05月30日 | Rock im Revier （BABYMETAL WORLD TOUR 2015）                                                     | フェルティンス・アレーナ （ ドイツ・ゲルゼンキルヒェン）                        | フェス |
| 2015 | 06月01日 | BABYMETAL WORLD TOUR 2015                                                                        | La Laiterie （ フランス・ストラスブール）                                       | ワンマンライブ |
| 2015 | 06月03日 | BABYMETAL WORLD TOUR 2015                                                                        | X-TRA （ スイス・チューリッヒ）                                                 | ワンマンライブ |
| 2015 | 06月05日 | BABYMETAL WORLD TOUR 2015                                                                        | Estragon Club （ イタリア・ボローニャ）                                         | ワンマンライブ |
| 2015 | 06月06日 | Rock In Vienna （BABYMETAL WORLD TOUR 2015）                                                     | Donauinsel Wien （ オーストリア・ウィーン）                                     | フェス |
| 2015 | 06月12日 | Download Festival 2015                                                                           | ドニントン・パーク （ イギリス・レスターシャー）                                | ドラゴンフォースのステージに シークレットゲストとして出演 |
| 2015 | 06月15日 | METAL HAMMER GOLDEN GODS 2015 AWARD CEREMONY                                                     | indigO2 （ イギリス・ロンドン）                                                 | 授賞式でドラゴンフォースと共演 |
| 2015 | 06月21日 | BABYMETAL WORLD TOUR 2015 〜巨大天下一メタル武道会〜                                             | 幕張メッセ 国際展示場1 - 3ホール （ 千葉県千葉市）                              | ワンマンライブ ※ライブビューイング （全国24カ所の映画館）を開催 |
| 2015 | 07月28日 | APOCRYPHA - Only The FOX GOD Knows -                                                             | TSUTAYA O-EAST （ 東京都渋谷区）                                                | WEB会員限定ライブ |
| 2015 | 07月29日 | APOCRYPHA - Only The FOX GOD Knows -                                                             | TSUTAYA O-EAST （ 東京都渋谷区）                                                | WEB会員限定ライブ |
| 2015 | 08月15日 | SUMMER SONIC 2015                                                                                | 千葉マリンスタジアム&幕張メッセ （ 千葉県千葉市）                               | フェス |
| 2015 | 08月16日 | SUMMER SONIC 2015                                                                                | 舞洲サマーソニック大阪特設会場 （ 大阪府大阪市）                                | フェス |
| 2015 | 08月20日 | APOCRYPHA - THE RED MASS - II                                                                    | TSUTAYA O-EAST （ 東京都渋谷区）                                                | WEB会員限定ライブ |
| 2015 | 08月21日 | APOCRYPHA - THE BLACK MASS - II                                                                  | STUDIO COAST （ 東京都江東区）                                                  | WEB会員限定ライブ |
| 2015 | 08月26日 | BABYMETAL WORLD TOUR 2015                                                                        | Batschkapp （ ドイツ・フランクフルト）                                          | ワンマンライブ |
| 2015 | 08月27日 | BABYMETAL WORLD TOUR 2015                                                                        | Huxleys （ ドイツ・ベルリン）                                                   | ワンマンライブ |
| 2015 | 08月29日 | Reading & Leeds Festivals 2015 （BABYMETAL WORLD TOUR 2015）                                     | Richfield Avenue（Little John's Farm） （ イギリス・レディング）                | フェス |
| 2015 | 08月30日 | Reading & Leeds Festivals 2015 （BABYMETAL WORLD TOUR 2015）                                     | Bramham Park （ イギリス・リーズ）                                              | フェス |
| 2015 | 09月16日 | BABYMETAL WORLD TOUR 2015 in JAPAN                                                               | Zepp Namba (OSAKA) （ 大阪府大阪市）                                            | ワンマンライブ |
| 2015 | 09月17日 | BABYMETAL WORLD TOUR 2015 in JAPAN                                                               | Zepp Namba (OSAKA) （ 大阪府大阪市）                                            | ワンマンライブ |
| 2015 | 09月20日 | ULTRA JAPAN 2015                                                                                 | お台場ULTRA JAPAN特設会場 （ 東京都江東区）                                     | スクリレックスのステージに サプライズゲストとして出演 |
| 2015 | 09月21日 | BABYMETAL WORLD TOUR 2015 in JAPAN                                                               | Zepp Sapporo （ 北海道札幌市）                                                  | ワンマンライブ |
| 2015 | 10月02日 | BABYMETAL WORLD TOUR 2015 in JAPAN                                                               | Zepp Fukuoka （ 福岡県福岡市）                                                  | ワンマンライブ |
| 2015 | 10月07日 | BABYMETAL WORLD TOUR 2015 in JAPAN                                                               | Zepp Nagoya （ 愛知県名古屋市）                                                 | ワンマンライブ |
| 2015 | 10月08日 | BABYMETAL WORLD TOUR 2015 in JAPAN                                                               | Zepp Nagoya （ 愛知県名古屋市）                                                 | ワンマンライブ |
| 2015 | 10月15日 | BABYMETAL WORLD TOUR 2015 in JAPAN                                                               | Zepp DiverCity (TOKYO) （ 東京都江東区）                                        | ワンマンライブ |
| 2015 | 10月16日 | BABYMETAL WORLD TOUR 2015 in JAPAN                                                               | Zepp DiverCity (TOKYO) （ 東京都江東区）                                        | ワンマンライブ |
| 2015 | 11月22日 | Ozzfest Japan 2015                                                                               | 幕張メッセ 国際展示場9 - 11ホール （ 千葉県千葉市）                             | フェス |
| 2015 | 12月12日 | BABYMETAL WORLD TOUR 2015 in JAPAN - THE FINAL CHAPTER OF TRILOGY -                              | 横浜アリーナ （ 神奈川県横浜市）                                                | ワンマンライブ |
| 2015 | 12月13日 | BABYMETAL WORLD TOUR 2015 in JAPAN - THE FINAL CHAPTER OF TRILOGY -                              | 横浜アリーナ （ 神奈川県横浜市）                                                | ワンマンライブ |
| 2015 | 12月28日 | COUNTDOWN JAPAN 15/16 SUPPORTED BY Windows 10                                                    | 幕張メッセ 国際展示場 1 - 11ホール&イベントホール （ 千葉県千葉市）             | フェス |
| 2016 | 04月02日 | BABYMETAL WORLD TOUR 2016 kicks off at THE SSE ARENA WEMBLEY!!                                   | ウェンブリー・アリーナ（SSEアリーナ・ウェンブリー） （ イギリス・ウェンブリー） | ワンマンライブ ※ライブビューイング（全国のZepp6会場）を開催 |
| 2016 | 04月20日 | APOCRYPHA - Only The FOX GOD Knows -                                                             | STUDIO COAST （ 東京都江東区）                                                  | WEB会員限定ライブ |
| 2016 | 04月21日 | APOCRYPHA - Only The FOX GOD Knows -                                                             | STUDIO COAST （ 東京都江東区）                                                  | WEB会員限定ライブ |
| 2016 | 05月04日 | BABYMETAL WORLD TOUR 2016 / US TOUR                                                              | PlayStation Theater （ ニューヨーク州ニューヨーク）                             | ワンマンライブ |
| 2016 | 05月05日 | BABYMETAL WORLD TOUR 2016 / US TOUR                                                              | House of Blues Boston （ マサチューセッツ州ボストン）                           | ワンマンライブ |
| 2016 | 05月07日 | BABYMETAL WORLD TOUR 2016 / US TOUR                                                              | Electric Factory （ ペンシルベニア州フィラデルフィア）                          | ワンマンライブ |
| 2016 | 05月08日 | Carolina Rebellion 2016 （BABYMETAL WORLD TOUR 2016 / US TOUR）                                  | シャーロット・モーター・スピードウェイ （ ノースカロライナ州コンコード）        | フェス |
| 2016 | 05月10日 | BABYMETAL WORLD TOUR 2016 / US TOUR                                                              | The Fillmore Silver Spring （ メリーランド州シルバースプリング）                | ワンマンライブ |
| 2016 | 05月11日 | BABYMETAL WORLD TOUR 2016 / US TOUR                                                              | The Fillmore Detroit （ ミシガン州デトロイト）                                  | ワンマンライブ |
| 2016 | 05月13日 | BABYMETAL WORLD TOUR 2016 / US TOUR                                                              | House of Blues Chicago （ イリノイ州シカゴ）                                    | ワンマンライブ |
| 2016 | 05月14日 | NORTHERN INVASION （BABYMETAL WORLD TOUR 2016 / US TOUR）                                        | Somerset Amphitheater （ ウィスコンシン州サマセット）                           | フェス |
| 2016 | 06月02日 | BABYMETAL WORLD TOUR 2016 / EUROPE TOUR                                                          | Z7 （ スイス・プラッテルン）                                                    | ワンマンライブ |
| 2016 | 06月03日 | Rock In Vienna （BABYMETAL WORLD TOUR 2016 / EUROPE TOUR）                                       | Donauinsel Wien （ オーストリア・ウィーン）                                     | フェス |
| 2016 | 06月05日 | FortaRock Festival 2016 （BABYMETAL WORLD TOUR 2016 / EUROPE TOUR）                              | Doornroosje, Park Brakkenstein, Goffertpark （ オランダ・ナイメーヘン）         | フェス |
| 2016 | 06月07日 | BABYMETAL WORLD TOUR 2016 / EUROPE TOUR                                                          | ライブ・ミュージック・ホール （ ドイツ・ケルン）                                | ワンマンライブ |
| 2016 | 06月08日 | BABYMETAL WORLD TOUR 2016 / EUROPE TOUR                                                          | Longhorn （ ドイツ・シュトゥットガルト）                                        | ワンマンライブ |
| 2016 | 06月10日 | Download Festival 2016 （BABYMETAL WORLD TOUR 2016 / EUROPE TOUR）                               | ドニントン・パーク （ イギリス・レスターシャー）                                | フェス |
| 2016 | 06月11日 | Download Festival Paris 2016 （BABYMETAL WORLD TOUR 2016 / EUROPE TOUR）                         | ロンシャン競馬場 （ フランス・パリ）                                            | フェス |
| 2016 | 07月12日 | BABYMETAL WORLD TOUR 2016 / US TOUR                                                              | Showbox SoDo （ ワシントン州シアトル）                                          | ワンマンライブ |
| 2016 | 07月14日 | BABYMETAL WORLD TOUR 2016 / US TOUR                                                              | The Regency Ballroom （ カリフォルニア州サンフランシスコ）                      | ワンマンライブ |
| 2016 | 07月15日 | BABYMETAL WORLD TOUR 2016 / US TOUR                                                              | The Wiltern （ カリフォルニア州ロサンゼルス）                                   | ワンマンライブ |
| 2016 | 07月17日 | Chicago Open Air （BABYMETAL WORLD TOUR 2016 / US TOUR）                                         | トヨタパーク （ イリノイ州ブリッジヴュー）                                      | フェス |
| 2016 | 07月18日 | 2016 Journeys Alternative Press Awards fueled by Monster Energy                                  | Schottenstein Center （ オハイオ州コロンバス）                                  | ロブ・ハルフォード(ジューダス・プリースト)が ゲストボーカルとして出演 |
| 2016 | 07月24日 | FUJI ROCK FESTIVAL '16                                                                           | 苗場スキー場 （新潟県湯沢町）                                                   | フェス |
| 2016 | 08月06日 | ROCK IN JAPAN FESTIVAL 2016                                                                      | 国営ひたち海浜公園 （ 茨城県ひたちなか市）                                      | フェス |
| 2016 | 08月08日 | APOCRYPHA - THE WHITE MASS -                                                                     | なんばHatch （ 大阪府大阪市）                                                   | WEB会員限定ライブ |
| 2016 | 08月09日 | APOCRYPHA - THE WHITE MASS -                                                                     | なんばHatch （ 大阪府大阪市）                                                   | WEB会員限定ライブ |
| 2016 | 08月12日 | RISING SUN ROCK FESTIVAL 2016 in EZO                                                             | 石狩湾新港樽川埠頭横 野外特設ステージ （ 北海道石狩市）                         | フェス |
| 2016 | 08月17日 | APOCRYPHA - THE WHITE MASS -                                                                     | Zepp Tokyo （ 東京都江東区）                                                    | WEB会員限定ライブ |
| 2016 | 08月18日 | APOCRYPHA - THE WHITE MASS -                                                                     | Zepp Tokyo （ 東京都江東区）                                                    | WEB会員限定ライブ |
| 2016 | 08月21日 | SUMMER SONIC 2016                                                                                | 舞洲サマーソニック大阪特設会場 （ 大阪府大阪市）                                | フェス |
| 2016 | 08月24日 | APOCRYPHA - THE WHITE MASS -                                                                     | Zepp Nagoya （ 愛知県名古屋市）                                                 | WEB会員限定ライブ |
| 2016 | 08月25日 | APOCRYPHA - THE WHITE MASS -                                                                     | Zepp Nagoya （ 愛知県名古屋市）                                                 | WEB会員限定ライブ |
| 2016 | 09月19日 | BABYMETAL WORLD TOUR 2016 LEGEND - METAL RESISTANCE - RED NIGHT & BLACK NIGHT                    | 東京ドーム （ 東京都文京区）                                                    | ワンマンライブ |
| 2016 | 09月20日 | BABYMETAL WORLD TOUR 2016 LEGEND - METAL RESISTANCE - RED NIGHT & BLACK NIGHT                    | 東京ドーム （ 東京都文京区）                                                    | ワンマンライブ |
| 2016 | 12月05日 | Red Hot Chili Peppers The Getaway World Tour - Headlining tour - European leg I - United Kingdom | O2アリーナ （ イギリス・ロンドン）                                              | サポートアクト |
| 2016 | 12月06日 | Red Hot Chili Peppers The Getaway World Tour - Headlining tour - European leg I - United Kingdom | O2アリーナ （ イギリス・ロンドン）                                              | サポートアクト |
| 2016 | 12月08日 | Red Hot Chili Peppers The Getaway World Tour - Headlining tour - European leg I - United Kingdom | The SSE Hydro （ イギリス・グラスゴー）                                         | サポートアクト |
| 2016 | 12月10日 | Red Hot Chili Peppers The Getaway World Tour - Headlining tour - European leg I - United Kingdom | Genting Arena （ イギリス・バーミンガム）                                       | サポートアクト |
| 2016 | 12月11日 | Red Hot Chili Peppers The Getaway World Tour - Headlining tour - European leg I - United Kingdom | Genting Arena （ イギリス・バーミンガム）                                       | サポートアクト |
| 2016 | 12月14日 | Red Hot Chili Peppers The Getaway World Tour - Headlining tour - European leg I - United Kingdom | マンチェスター・アリーナ （ イギリス・マンチェスター）                          | サポートアクト |
| 2016 | 12月15日 | Red Hot Chili Peppers The Getaway World Tour - Headlining tour - European leg I - United Kingdom | マンチェスター・アリーナ （ イギリス・マンチェスター）                          | サポートアクト |
| 2016 | 12月18日 | Red Hot Chili Peppers The Getaway World Tour - Headlining tour - European leg I - United Kingdom | O2アリーナ （ イギリス・ロンドン）                                              | サポートアクト |
| 2017 | 01月11日 | METALLICA WorldWired Tour 2017 Seoul                                                             | 高尺スカイドーム （ 韓国・ソウル）                                              | サポートアクト |
| 2017 | 01月21日 | Guns N' Roses NOT IN THIS LIFETIME                                                               | 大阪ドーム（京セラドーム大阪） （ 大阪府大阪市）                                | サポートアクト |
| 2017 | 01月22日 | Guns N' Roses NOT IN THIS LIFETIME                                                               | ワールド記念ホール （ 兵庫県神戸市）                                            | サポートアクト |
| 2017 | 01月25日 | Guns N' Roses NOT IN THIS LIFETIME                                                               | 横浜アリーナ （ 神奈川県横浜市）                                                | サポートアクト |
| 2017 | 01月29日 | Guns N' Roses NOT IN THIS LIFETIME                                                               | さいたまスーパーアリーナ （ 埼玉県さいたま市）                                  | サポートアクト |
| 2017 | 04月12日 | Red Hot Chili Peppers The Getaway World Tour - Headlining tour North American leg                | ベライゾン・センター （ ワシントンD.C.）                                        | サポートアクト |
| 2017 | 04月14日 | Red Hot Chili Peppers The Getaway World Tour - Headlining tour North American leg                | フィリップス・アリーナ （ ジョージア州アトランタ）                              | サポートアクト |
| 2017 | 04月15日 | Red Hot Chili Peppers The Getaway World Tour - Headlining tour North American leg                | PNCアリーナ （ ノースカロライナ州ローリー）                                     | サポートアクト |
| 2017 | 04月17日 | Red Hot Chili Peppers The Getaway World Tour - Headlining tour North American leg                | スペクトラム・センター （ ノースカロライナ州シャーロット）                      | サポートアクト |
| 2017 | 04月19日 | Red Hot Chili Peppers The Getaway World Tour - Headlining tour North American leg                | Colonial Life Arena （ サウスカロライナ州コロンビア）                           | サポートアクト |
| 2017 | 04月22日 | Red Hot Chili Peppers The Getaway World Tour - Headlining tour North American leg                | Verizon Arena （ アーカンソー州リトルロック）                                   | サポートアクト |
| 2017 | 04月24日 | Red Hot Chili Peppers The Getaway World Tour - Headlining tour North American leg                | Jacksonville Veterans Memorial Arena （ フロリダ州ジャクソンビル）              | サポートアクト |
| 2017 | 04月26日 | Red Hot Chili Peppers The Getaway World Tour - Headlining tour North American leg                | アムウェイ・センター （ フロリダ州オーランド）                                  | サポートアクト |
| 2017 | 04月27日 | Red Hot Chili Peppers The Getaway World Tour - Headlining tour North American leg                | アマリー・アリーナ （ フロリダ州タンパ）                                        | サポートアクト |
| 2017 | 04月29日 | Red Hot Chili Peppers The Getaway World Tour - Headlining tour North American leg                | アメリカン・エアラインズ・アリーナ （ フロリダ州マイアミ）                      | サポートアクト |
| 2017 | 06月16日 | BABYMETAL US TOUR 2017 SPECIAL HEADLINE SHOW IN LA                                               | Hollywood Palladium （ カリフォルニア州ロサンゼルス）                           | ワンマンライブ スペシャルゲスト：HELLYEAH |
| 2017 | 06月18日 | Korn The Serenity Of Summer Tour                                                                 | Isleta Amphitheater （ ニューメキシコ州アルバカーキ）                           | サポートアクト |
| 2017 | 06月20日 | Korn The Serenity Of Summer Tour                                                                 | Sleep Train Amphitheatre （ カリフォルニア州チュラビスタ）                      | サポートアクト |
| 2017 | 06月21日 | Korn The Serenity Of Summer Tour                                                                 | ザ・フォーラム （ カリフォルニア州ロサンゼルス）                                | サポートアクト |
| 2017 | 06月22日 | Korn The Serenity Of Summer Tour                                                                 | Shoreline Amphitheatre （ カリフォルニア州マウンテンビュー）                    | サポートアクト |
| 2017 | 06月25日 | Korn The Serenity Of Summer Tour                                                                 | CenturyLink Arena （ アイダホ州ボイシ）                                         | サポートアクト |
| 2017 | 07月18日 | 5大キツネ祭り in JAPAN - 黒キツネ祭り -                                                          | 赤坂BLITZ （ 東京都港区）                                                       | ワンマンライブ |
| 2017 | 07月19日 | 5大キツネ祭り in JAPAN - 赤キツネ祭り -                                                          | 赤坂BLITZ （ 東京都港区）                                                       | ワンマンライブ |
| 2017 | 07月20日 | 5大キツネ祭り in JAPAN - 金キツネ祭り -                                                          | 赤坂BLITZ （ 東京都港区）                                                       | ワンマンライブ |
| 2017 | 07月25日 | 5大キツネ祭り in JAPAN - 銀キツネ祭り -                                                          | Zepp DiverCity TOKYO （ 東京都江東区）                                          | ワンマンライブ |
| 2017 | 07月26日 | 5大キツネ祭り in JAPAN - 白キツネ祭り -                                                          | Zepp DiverCity TOKYO （ 東京都江東区）                                          | ワンマンライブ |
| 2017 | 08月08日 | 5大キツネ祭り in JAPAN - 銀キツネ祭り -                                                          | Zepp Nagoya （ 愛知県名古屋市）                                                 | ワンマンライブ |
| 2017 | 08月09日 | 5大キツネ祭り in JAPAN - 白キツネ祭り -                                                          | Zepp Nagoya （ 愛知県名古屋市）                                                 | ワンマンライブ |
| 2017 | 08月19日 | SUMMER SONIC 2017                                                                                | 舞洲サマーソニック大阪特設会場 （ 大阪府大阪市）                                | フェス |
| 2017 | 08月20日 | SUMMER SONIC 2017                                                                                | ZOZOマリンスタジアム&幕張メッセ （ 千葉県千葉市）                               | フェス |
| 2017 | 08月29日 | 5大キツネ祭り in JAPAN - 銀キツネ祭り -                                                          | Zepp Osaka Bayside （ 大阪市此花区）                                            | ワンマンライブ |
| 2017 | 08月30日 | 5大キツネ祭り in JAPAN - 白キツネ祭り -                                                          | Zepp Osaka Bayside （ 大阪市此花区）                                            | ワンマンライブ |
| 2017 | 09月26日 | 巨大キツネ祭り in JAPAN                                                                          | さいたまスーパーアリーナ （ 埼玉県さいたま市）                                  | ワンマンライブ |
| 2017 | 09月27日 | 巨大キツネ祭り in JAPAN                                                                          | さいたまスーパーアリーナ （ 埼玉県さいたま市）                                  | ワンマンライブ |
| 2017 | 10月14日 | 巨大キツネ祭り in JAPAN                                                                          | 大阪城ホール （ 大阪府大阪市）                                                  | ワンマンライブ |
| 2017 | 10月15日 | 巨大キツネ祭り in JAPAN                                                                          | 大阪城ホール （ 大阪府大阪市）                                                  | ワンマンライブ |
| 2017 | 12月02日 | LEGEND - S - 洗礼の儀 -                                                                          | 広島グリーンアリーナ （広島県広島市）                                           | ワンマンライブ ※2018年4月1日に映画館で上映 |
| 2017 | 12月03日 | LEGEND - S - 洗礼の儀 -                                                                          | 広島グリーンアリーナ （広島県広島市）                                           | ワンマンライブ ※2018年4月1日に映画館で上映 |
| 2018 | 05月08日 | BABYMETAL WORLD TOUR 2018 / US TOUR                                                              | Uptown Theater （ ミズーリ州カンザスシティ）                                    | ワンマンライブ スペシャルゲスト：Skyharbor |
| 2018 | 05月10日 | BABYMETAL WORLD TOUR 2018 / US TOUR                                                              | ACL Live at the Moody Theater （ テキサス州オースティン）                       | ワンマンライブ スペシャルゲスト：Skyharbor |
| 2018 | 05月11日 | BABYMETAL WORLD TOUR 2018 / US TOUR                                                              | House of Blues Dallas （ テキサス州ダラス）                                     | ワンマンライブ スペシャルゲスト：Skyharbor |
| 2018 | 05月13日 | BABYMETAL WORLD TOUR 2018 / US TOUR                                                              | Revention Music Center （ テキサス州ヒューストン）                              | ワンマンライブ スペシャルゲスト：Skyharbor |
| 2018 | 05月15日 | BABYMETAL WORLD TOUR 2018 / US TOUR                                                              | Tabernacle Atlanta （ ジョージア州アトランタ）                                  | ワンマンライブ スペシャルゲスト：Skyharbor |
| 2018 | 05月17日 | BABYMETAL WORLD TOUR 2018 / US TOUR                                                              | The Fillmore （ ノースカロライナ州シャーロット）                                | ワンマンライブ スペシャルゲスト：Skyharbor |
| 2018 | 05月18日 | BABYMETAL WORLD TOUR 2018 / US TOUR                                                              | Marathon Music Works （ テネシー州ナッシュビル）                                | ワンマンライブ スペシャルゲスト：Skyharbor |
| 2018 | 05月20日 | Rock On The Range 2018 （BABYMETAL WORLD TOUR 2018 / US TOUR）                                   | マフレ・スタジアム （ オハイオ州コロンバス）                                    | フェス |
| 2018 | 06月01日 | Rock am Ring 2018 （BABYMETAL WORLD TOUR 2018 / EUROPE TOUR）                                    | ニュルブルクリンク （ ドイツ・ニュルブルク）                                    | フェス ※ライブ配信 |
| 2018 | 06月02日 | Rock im Park 2018 （BABYMETAL WORLD TOUR 2018 / EUROPE TOUR）                                    | ツェッペリン・フィールド （ ドイツ・ニュルンベルク）                            | フェス |
| 2018 | 06月04日 | BABYMETAL WORLD TOUR 2018 / EUROPE TOUR                                                          | Music Hall Innsbruck （ オーストリア・インスブルック）                          | ワンマンライブ スペシャルゲスト：Dream State |
| 2018 | 06月05日 | BABYMETAL WORLD TOUR 2018 / EUROPE TOUR                                                          | TivoliVredenburg （ オランダ・ユトレヒト）                                      | ワンマンライブ スペシャルゲスト：Dream State |
| 2018 | 06月06日 | BABYMETAL WORLD TOUR 2018 / EUROPE TOUR                                                          | TivoliVredenburg （ オランダ・ユトレヒト）                                      | ワンマンライブ スペシャルゲスト：Dream State |
| 2018 | 06月09日 | Download Festival UK 2018 （BABYMETAL WORLD TOUR 2018 / EUROPE TOUR）                            | ドニントン・パーク （ イギリス・レスターシャー）                                | フェス ※ライブ配信 |
| 2018 | 10月23日 | BABYMETAL WORLD TOUR 2018 in JAPAN                                                               | 幕張メッセ イベントホール （ 千葉県千葉市）                                     | ワンマンライブ スペシャルゲスト：GALACTIC EMPIRE |
| 2018 | 10月24日 | BABYMETAL WORLD TOUR 2018 in JAPAN                                                               | 幕張メッセ イベントホール （ 千葉県千葉市）                                     | ワンマンライブ スペシャルゲスト：GALACTIC EMPIRE |
| 2018 | 10月28日 | BABYMETAL WORLD TOUR 2018 in JAPAN EXTRA SHOW "DARK NIGHT CARNIVAL"                              | さいたまスーパーアリーナ （ 埼玉県さいたま市）                                  | ワンマンライブ（フェス形式） スペシャルゲスト：SABATON､ GALACTIC EMPIRE |
| 2018 | 10月30日 | BABYMETAL WORLD TOUR 2018 in JAPAN                                                               | ワールド記念ホール （ 兵庫県神戸市）                                            | ワンマンライブ スペシャルゲスト：SABATON |
| 2018 | 10月31日 | BABYMETAL WORLD TOUR 2018 in JAPAN                                                               | ワールド記念ホール （ 兵庫県神戸市）                                            | ワンマンライブ スペシャルゲスト：SABATON |
| 2018 | 12月04日 | JUDAS PRIEST Fire Power World Tour 2018 （BABYMETAL WORLD TOUR 2018 / SINGAPORE）                | ZEEP@BIGBOX Singapore （ シンガポール）                                         | サポートアクト |
| 2018 | 12月07日 | Good Things Festival 2018 （BABYMETAL WORLD TOUR 2018 / AUSTRALIA）                              | フレミントン競馬場 （ オーストラリア・メルボルン）                              | フェス |
| 2018 | 12月08日 | Good Things Festival 2018 （BABYMETAL WORLD TOUR 2018 / AUSTRALIA）                              | PARRAMATTA PARK （ オーストラリア・シドニー）                                   | フェス |
| 2018 | 12月09日 | Good Things Festival 2018 （BABYMETAL WORLD TOUR 2018 / AUSTRALIA）                              | SHOWGROUNDS （ オーストラリア・ブリスベン）                                     | フェス |
| 2019 | 06月28日 | BABYMETAL AWAKENS - THE SUN ALSO RISES -                                                         | 横浜アリーナ （ 神奈川県横浜市）                                                | ワンマンライブ サプライズゲスト：F.HERO |
| 2019 | 06月29日 | BABYMETAL AWAKENS - THE SUN ALSO RISES -                                                         | 横浜アリーナ （ 神奈川県横浜市）                                                | ワンマンライブ サプライズゲスト：F.HERO |
| 2019 | 06月30日 | Glastonbury Festival 2019                                                                        | Worthy Farm （ イギリス・シェプトン・マレット）                                 | フェス ※ライブ配信 |
| 2019 | 07月02日 | BABYMETAL at O2 Academy Brixton                                                                  | O2アカデミー・ブリクストン （ イギリス・ロンドン）                              | ワンマンライブ スペシャルゲスト：Amaranthe、Sleep Token |
| 2019 | 07月06日 | BABYMETAL ARISES - BEYOND THE MOON - LEGEND - M -                                                | ポートメッセなごや（名古屋市国際展示場） （ 愛知県名古屋市）                    | ワンマンライブ ※7月7日にライブビューイングを開催 |
| 2019 | 07月07日 | BABYMETAL ARISES - BEYOND THE MOON - LEGEND - M -                                                | ポートメッセなごや（名古屋市国際展示場） （ 愛知県名古屋市）                    | ワンマンライブ ※7月7日にライブビューイングを開催 |
| 2019 | 08月04日 | SUPER SLIPPA 10                                                                                  | 南港展覧館 （ 台湾・台北市）                                                    | フェス ※ライブ配信 |
| 2019 | 08月16日 | SUMMER SONIC 2019                                                                                | 舞洲SONIC PARK（舞洲スポーツアイランド） （ 大阪府大阪市）                      | フェス ※ライブ配信 |
| 2019 | 08月17日 | SUMMER SONIC 2019                                                                                | ZOZOマリンスタジアム&幕張メッセ （ 千葉県千葉市）                               | フェス ※ライブ配信 |
| 2019 | 09月04日 | METAL GALAXY WORLD TOUR                                                                          | Hard Rock Live （ フロリダ州オーランド）                                        | ワンマンライブ スペシャルゲスト：Avator |
| 2019 | 09月06日 | METAL GALAXY WORLD TOUR                                                                          | Coca-Cola Roxy （ ジョージア州アトランタ）                                      | ワンマンライブ スペシャルゲスト：Avator |
| 2019 | 09月08日 | METAL GALAXY WORLD TOUR                                                                          | The Anthem （ ワシントンD.C.）                                                  | ワンマンライブ スペシャルゲスト：Avator |
| 2019 | 09月11日 | METAL GALAXY WORLD TOUR                                                                          | House of Blues Boston （ マサチューセッツ州ボストン）                           | ワンマンライブ スペシャルゲスト：Avator |
| 2019 | 09月13日 | METAL GALAXY WORLD TOUR                                                                          | The Fillmore （ ペンシルベニア州フィラデルフィア）                              | ワンマンライブ スペシャルゲスト：Avator |
| 2019 | 09月15日 | METAL GALAXY WORLD TOUR                                                                          | Terminal 5 （ ニューヨーク州ニューヨーク）                                      | ワンマンライブ スペシャルゲスト：Avator |
| 2019 | 09月18日 | METAL GALAXY WORLD TOUR                                                                          | The Fillmore Detroit （ ミシガン州デトロイト）                                  | ワンマンライブ スペシャルゲスト：Avator |
| 2019 | 09月20日 | METAL GALAXY WORLD TOUR                                                                          | Aragon Ballroom （ イリノイ州シカゴ）                                           | ワンマンライブ スペシャルゲスト：Avator |
| 2019 | 09月21日 | METAL GALAXY WORLD TOUR                                                                          | Myth Live Event Center （ ミネソタ州セントポール）                              | ワンマンライブ スペシャルゲスト：Avator |
| 2019 | 09月23日 | METAL GALAXY WORLD TOUR                                                                          | Uptown Theater （ ミズーリ州カンザスシティ）                                    | ワンマンライブ スペシャルゲスト：Avator |
| 2019 | 09月24日 | METAL GALAXY WORLD TOUR                                                                          | South Side Ballroom （ テキサス州ダラス）                                       | ワンマンライブ スペシャルゲスト：Avator |
| 2019 | 09月27日 | METAL GALAXY WORLD TOUR                                                                          | Ogden Theatre （ コロラド州デンバー）                                           | ワンマンライブ スペシャルゲスト：Avator |
| 2019 | 09月28日 | METAL GALAXY WORLD TOUR                                                                          | The Union Event Center （ ユタ州ソルトレークシティ）                            | ワンマンライブ スペシャルゲスト：Avator |
| 2019 | 09月30日 | METAL GALAXY WORLD TOUR                                                                          | House of Blues Las Vegas （ ネバダ州ラスベガス）                                | ワンマンライブ スペシャルゲスト：Avator |
| 2019 | 10月01日 | METAL GALAXY WORLD TOUR                                                                          | Marquee Theatre （ アリゾナ州テンピ）                                           | ワンマンライブ スペシャルゲスト：Avator |
| 2019 | 10月04日 | METAL GALAXY WORLD TOUR                                                                          | The Warfield （ カリフォルニア州サンフランシスコ）                              | ワンマンライブ スペシャルゲスト：Avator |
| 2019 | 10月11日 | METAL GALAXY WORLD TOUR - LIVE AT THE FORUM -                                                    | ザ・フォーラム （ カリフォルニア州ロサンゼルス）                                | ワンマンライブ ※ライブビューイングを開催、 11月12日にディレイビューイングを開催 |
| 2019 | 10月13日 | METAL GALAXY WORLD TOUR 「Aftershock Festival 2019」                                             | Discovery Park （ カリフォルニア州サクラメント）                                | フェス |
| 2019 | 10月15日 | METAL GALAXY WORLD TOUR                                                                          | Roseland Theater （ オレゴン州ポートランド）                                    | ワンマンライブ スペシャルゲスト：The Hu |
| 2019 | 10月16日 | METAL GALAXY WORLD TOUR                                                                          | The Paramount Theatre （ ワシントン州シアトル）                                 | ワンマンライブ スペシャルゲスト：The Hu |
| 2019 | 11月16日 | METAL GALAXY WORLD TOUR IN JAPAN                                                                 | さいたまスーパーアリーナ （ 埼玉県さいたま市）                                  | ワンマンライブ スペシャルゲスト：Bring Me The Horizon |
| 2019 | 11月17日 | METAL GALAXY WORLD TOUR IN JAPAN                                                                 | さいたまスーパーアリーナ （ 埼玉県さいたま市）                                  | ワンマンライブ スペシャルゲスト：Bring Me The Horizon |
| 2019 | 11月20日 | METAL GALAXY WORLD TOUR IN JAPAN                                                                 | 大阪城ホール （ 大阪府大阪市）                                                  | ワンマンライブ スペシャルゲスト：Bring Me The Horizon |
| 2019 | 11月21日 | METAL GALAXY WORLD TOUR IN JAPAN                                                                 | 大阪城ホール （ 大阪府大阪市）                                                  | ワンマンライブ スペシャルゲスト：Bring Me The Horizon |
| 2019 | 12月16日 | APOCRYPHA - ANOTHER GALAXY -                                                                     | Zepp DiverCity TOKYO （ 東京都江東区）                                          | WEB会員限定ライブ |
| 2019 | 12月17日 | APOCRYPHA - ANOTHER GALAXY -                                                                     | Zepp DiverCity TOKYO （ 東京都江東区）                                          | WEB会員限定ライブ |
| 2019 | 12月28日 | COUNTDOWN JAPAN 19/20                                                                            | 幕張メッセ 国際展示場 1〜11ホール、イベントホール （ 千葉県千葉市）             | フェス |
| 2020 | 01月25日 | METAL GALAXY WORLD TOUR IN JAPAN EXTRA SHOW LEGEND - METAL GALAXY                                | 幕張メッセ 国際展示場 （ 千葉県千葉市）                                         | ワンマンライブ ※9月10日全国各地の映画館でプレミア上映を開催 |
| 2020 | 01月26日 | METAL GALAXY WORLD TOUR IN JAPAN EXTRA SHOW LEGEND - METAL GALAXY                                | 幕張メッセ 国際展示場 （ 千葉県千葉市）                                         | ワンマンライブ ※9月10日全国各地の映画館でプレミア上映を開催 |
| 2020 | 02月03日 | METAL GALAXY WORLD TOUR                                                                          | Fryhuset （ スウェーデン・ストックホルム）                                      | ワンマンライブ スペシャルゲスト：SKYND |
| 2020 | 02月04日 | METAL GALAXY WORLD TOUR                                                                          | Sentrum Scene （ ノルウェー・オスロ）                                           | ワンマンライブ スペシャルゲスト：SKYND |
| 2020 | 02月05日 | METAL GALAXY WORLD TOUR                                                                          | Vega Main Hall （ デンマーク・コペンハーゲン）                                  | ワンマンライブ スペシャルゲスト：SKYND |
| 2020 | 02月08日 | METAL GALAXY WORLD TOUR                                                                          | Große Freiheit 36 （ ドイツ・ハンブルク）                                       | ワンマンライブ スペシャルゲスト：SKYND |
| 2020 | 02月09日 | METAL GALAXY WORLD TOUR                                                                          | Élysée Montmartre （ フランス・パリ）                                           | ワンマンライブ スペシャルゲスト：SKYND |
| 2020 | 02月11日 | METAL GALAXY WORLD TOUR                                                                          | Gasometer （ オーストリア・ウィーン）                                           | ワンマンライブ スペシャルゲスト：SKYND |
| 2020 | 02月13日 | METAL GALAXY WORLD TOUR                                                                          | Carlswerk Victoria （ ドイツ・ケルン）                                          | ワンマンライブ スペシャルゲスト：SKYND |
| 2020 | 02月14日 | METAL GALAXY WORLD TOUR                                                                          | Huxleys （ ドイツ・ベルリン）                                                   | ワンマンライブ スペシャルゲスト：SKYND |
| 2020 | 02月16日 | METAL GALAXY WORLD TOUR                                                                          | AB （ ベルギー・ブリュッセル）                                                  | ワンマンライブ スペシャルゲスト：SKYND |
| 2020 | 02月17日 | METAL GALAXY WORLD TOUR                                                                          | 013 （ オランダ・ティルブルフ）                                                 | ワンマンライブ スペシャルゲスト：SKYND |
| 2020 | 02月19日 | METAL GALAXY WORLD TOUR                                                                          | Barrowland （ イギリス・グラスゴー）                                            | ワンマンライブ スペシャルゲスト：CREEPER |
| 2020 | 02月20日 | METAL GALAXY WORLD TOUR                                                                          | The Great Hall （ イギリス・カーディフ）                                        | ワンマンライブ スペシャルゲスト：CREEPER |
| 2020 | 02月22日 | METAL GALAXY WORLD TOUR                                                                          | O2 Apollo （ イギリス・マンチェスター）                                         | ワンマンライブ スペシャルゲスト：CREEPER |
| 2020 | 02月23日 | METAL GALAXY WORLD TOUR                                                                          | ハマースミス・アポロ （ イギリス・ロンドン）                                    | ワンマンライブ スペシャルゲスト：CREEPER |
| 2020 | 02月26日 | METAL GALAXY WORLD TOUR                                                                          | House of Culture （ フィンランド・ヘルシンキ）                                  | ワンマンライブ |
| 2020 | 02月28日 | METAL GALAXY WORLD TOUR                                                                          | M1 （ ロシア・サンクトペテルブルク）                                            | ワンマンライブ |
| 2020 | 03月01日 | METAL GALAXY WORLD TOUR                                                                          | Adrenaline Stadium （ ロシア・モスクワ）                                        | ワンマンライブ |
| 2021 | 01月19日 | 10 BABYMETAL BUDOKAN                                                                             | 日本武道館 （ 東京都千代田区）                                                  | ワンマンライブ ※2月14日全国各地の映画館で 1月公演のディレイビューイング開催 |
| 2021 | 01月20日 | 10 BABYMETAL BUDOKAN                                                                             | 日本武道館 （ 東京都千代田区）                                                  | ワンマンライブ ※2月14日全国各地の映画館で 1月公演のディレイビューイング開催 |
| 2021 | 02月16日 | 10 BABYMETAL BUDOKAN                                                                             | 日本武道館 （ 東京都千代田区）                                                  | ワンマンライブ ※2月14日全国各地の映画館で 1月公演のディレイビューイング開催 |
| 2021 | 02月17日 | 10 BABYMETAL BUDOKAN                                                                             | 日本武道館 （ 東京都千代田区）                                                  | ワンマンライブ ※2月14日全国各地の映画館で 1月公演のディレイビューイング開催 |
| 2021 | 02月19日 | 10 BABYMETAL BUDOKAN                                                                             | 日本武道館 （ 東京都千代田区）                                                  | ワンマンライブ ※2月14日全国各地の映画館で 1月公演のディレイビューイング開催 |
| 2021 | 02月20日 | 10 BABYMETAL BUDOKAN                                                                             | 日本武道館 （ 東京都千代田区）                                                  | ワンマンライブ ※2月14日全国各地の映画館で 1月公演のディレイビューイング開催 |
| 2021 | 03月15日 | 10 BABYMETAL BUDOKAN                                                                             | 日本武道館 （ 東京都千代田区）                                                  | ワンマンライブ ※2月14日全国各地の映画館で 1月公演のディレイビューイング開催 |
| 2021 | 03月16日 | 10 BABYMETAL BUDOKAN                                                                             | 日本武道館 （ 東京都千代田区）                                                  | ワンマンライブ ※2月14日全国各地の映画館で 1月公演のディレイビューイング開催 |
| 2021 | 04月14日 | 10 BABYMETAL BUDOKAN                                                                             | 日本武道館 （ 東京都千代田区）                                                  | ワンマンライブ ※2月14日全国各地の映画館で 1月公演のディレイビューイング開催 |
| 2021 | 04月15日 | 10 BABYMETAL BUDOKAN                                                                             | 日本武道館 （ 東京都千代田区）                                                  | ワンマンライブ ※2月14日全国各地の映画館で 1月公演のディレイビューイング開催 |
| 2023 | 01月28日 | BABYMETAL RETURNS - THE OTHER ONE -                                                              | 幕張メッセ 国際展示場 （ 千葉県千葉市）                                         | ワンマンライブ ※2月23日全国各地の映画館で ディレイビューイング開催 |
| 2023 | 01月29日 | BABYMETAL RETURNS - THE OTHER ONE -                                                              | 幕張メッセ 国際展示場 （ 千葉県千葉市）                                         | ワンマンライブ ※2月23日全国各地の映画館で ディレイビューイング開催 |
| 2023 | 04月01日 | BABYMETAL BEGINS - THE OTHER ONE - BLACK NIGHT / CLEAR NIGHT                                     | ぴあアリーナMM （ 神奈川県横浜市）                                              | ワンマンライブ ※5月20日・27日全国各地の映画館で ディレイビューイング開催 |
| 2023 | 04月02日 | BABYMETAL BEGINS - THE OTHER ONE - BLACK NIGHT / CLEAR NIGHT                                     | ぴあアリーナMM （ 神奈川県横浜市）                                              | ワンマンライブ ※5月20日・27日全国各地の映画館で ディレイビューイング開催 |
| 2023 | 04月14日 | Sabaton THE TOUR TO END ALL TOURS                                                                | First Direct Arena （ イギリス・リーズ）                                        | スペシャルゲスト |
| 2023 | 04月15日 | Sabaton THE TOUR TO END ALL TOURS                                                                | ウェンブリー・アリーナ（OVO Arena Wembley） （ イギリス・ロンドン）             | スペシャルゲスト |
| 2023 | 04月16日 | Sabaton THE TOUR TO END ALL TOURS                                                                | Cardiff International Arena（Motorpoint Arena） （ イギリス・カーディフ）       | スペシャルゲスト |
| 2023 | 04月18日 | Sabaton THE TOUR TO END ALL TOURS                                                                | OVO Hydro （ イギリス・グラスゴー）                                             | スペシャルゲスト |
| 2023 | 04月21日 | Sabaton THE TOUR TO END ALL TOURS                                                                | Zénith Paris La Villette （ フランス・パリ）                                    | スペシャルゲスト |
| 2023 | 04月22日 | Sabaton THE TOUR TO END ALL TOURS                                                                | Festhalle Frankfurt （ ドイツ・フランクフルト）                                 | スペシャルゲスト |
| 2023 | 04月24日 | Sabaton THE TOUR TO END ALL TOURS                                                                | Barclays Arena （ ドイツ・ハンブルク）                                          | スペシャルゲスト |
| 2023 | 04月25日 | Sabaton THE TOUR TO END ALL TOURS                                                                | Rockhal Main Hall （ ルクセンブルク・エシュ＝シュル＝アルゼット）               | スペシャルゲスト |
| 2023 | 04月28日 | Sabaton THE TOUR TO END ALL TOURS                                                                | Avicii Arena （ スウェーデン・ストックホルム）                                  | スペシャルゲスト |
| 2023 | 04月29日 | Sabaton THE TOUR TO END ALL TOURS                                                                | Oslo Spektrum （ ノルウェー・オスロ）                                           | スペシャルゲスト |
| 2023 | 04月30日 | Sabaton THE TOUR TO END ALL TOURS                                                                | Royal Arena （ デンマーク・コペンハーゲン）                                     | スペシャルゲスト |
| 2023 | 05月02日 | Sabaton THE TOUR TO END ALL TOURS                                                                | Zag Arena （ ドイツ・ハノーファー）                                             | スペシャルゲスト |
| 2023 | 05月03日 | Sabaton THE TOUR TO END ALL TOURS                                                                | Ziggo Dome （ オランダ・アムステルダム）                                        | スペシャルゲスト |
| 2023 | 05月05日 | Sabaton THE TOUR TO END ALL TOURS                                                                | Mercedes Benz Arena （ ドイツ・ベルリン）                                       | スペシャルゲスト |
| 2023 | 05月06日 | Sabaton THE TOUR TO END ALL TOURS                                                                | Quarterback Immobilien Arena （ ドイツ・ライプツィヒ）                          | スペシャルゲスト |
| 2023 | 05月07日 | Sabaton THE TOUR TO END ALL TOURS                                                                | Wiener Stadthalle （ オーストリア・ウィーン）                                   | スペシャルゲスト |
| 2023 | 05月09日 | Sabaton THE TOUR TO END ALL TOURS                                                                | Atlas Arena （ポーランド・ウッチ）                                              | スペシャルゲスト |
| 2023 | 05月10日 | Sabaton THE TOUR TO END ALL TOURS                                                                | Arena Ostrava （チェコ・オストラヴァ）                                          | スペシャルゲスト |
| 2023 | 05月12日 | Sabaton THE TOUR TO END ALL TOURS                                                                | Lanxess Arena （ ドイツ・ケルン）                                               | スペシャルゲスト |
| 2023 | 05月13日 | Sabaton THE TOUR TO END ALL TOURS                                                                | Sportpaleis （ ベルギー・アントワープ）                                         | スペシャルゲスト |
| 2023 | 05月15日 | Sabaton THE TOUR TO END ALL TOURS                                                                | Olympiahalle （ ドイツ・ミュンヘン）                                            | スペシャルゲスト |
| 2023 | 05月18日 | Sabaton THE TOUR TO END ALL TOURS                                                                | Unibet Arena（Saku Suurhall） （ エストニア・タリン）                           | スペシャルゲスト |
| 2023 | 05月19日 | Sabaton THE TOUR TO END ALL TOURS                                                                | Helsinki Ice Hall（Helsingin jäähalli） （ フィンランド・ヘルシンキ）           | スペシャルゲスト |
| 2023 | 05月20日 | Sabaton THE TOUR TO END ALL TOURS                                                                | Kuopio-Halli （ フィンランド・クオピオ）                                        | スペシャルゲスト |
| 2023 | 05月25日 | BABYMETAL WORLD TOUR 2023 ASIA                                                                   | ICE, BSD City, HALL 10 （ インドネシア・ジャカルタ）                            | ワンマンライブ ※バンコク公演のみF.HEROが特別出演 ※台北公演のライブビューイングを開催 |
| 2023 | 05月28日 | BABYMETAL WORLD TOUR 2023 ASIA                                                                   | TRUE ICON HALL （ タイ・バンコク）                                              | ワンマンライブ ※バンコク公演のみF.HEROが特別出演 ※台北公演のライブビューイングを開催 |
| 2023 | 05月31日 | BABYMETAL WORLD TOUR 2023 ASIA                                                                   | ASIA WORLD EXPO （ 香港）                                                       | ワンマンライブ ※バンコク公演のみF.HEROが特別出演 ※台北公演のライブビューイングを開催 |
| 2023 | 06月02日 | BABYMETAL WORLD TOUR 2023 ASIA                                                                   | Zepp New Taipei （ 台湾・台北）                                                 | ワンマンライブ ※バンコク公演のみF.HEROが特別出演 ※台北公演のライブビューイングを開催 |
| 2023 | 06月04日 | BABYMETAL WORLD TOUR 2023 ASIA                                                                   | Zepp Kuala Lumpur （ マレーシア・クアラルンプール）                             | ワンマンライブ ※バンコク公演のみF.HEROが特別出演 ※台北公演のライブビューイングを開催 |
| 2023 | 06月08日 | BABYMETAL WORLD TOUR 2023 AUSTRALIA                                                              | Fortitude Music Hall （ オーストラリア・ブリスベン）                            | ワンマンライブ スペシャルゲスト：RELIQA |
| 2023 | 06月09日 | BABYMETAL WORLD TOUR 2023 AUSTRALIA                                                              | Hordern Pavilion （ オーストラリア・シドニー）                                  | ワンマンライブ スペシャルゲスト：RELIQA |
| 2023 | 06月11日 | BABYMETAL WORLD TOUR 2023 AUSTRALIA                                                              | Margaret Court Arena （ オーストラリア・メルボルン）                            | ワンマンライブ スペシャルゲスト：RELIQA |
| 2023 | 08月12日 | RISING SUN ROCK FESTIVAL 2023 in EZO                                                             | 石狩湾新港樽川埠頭横 野外特設ステージ （ 北海道石狩市）                         | フェス |
| 2023 | 08月15日 | BABYMETAL APOCRYPHA - ANOTHER ONE -                                                              | Zepp Haneda （ 東京都大田区）                                                   | WEB会員限定ライブ |
| 2023 | 08月16日 | BABYMETAL APOCRYPHA - ANOTHER ONE -                                                              | Zepp Haneda （ 東京都大田区）                                                   | WEB会員限定ライブ |
| 2023 | 08月19日 | SUMMER SONIC 2023                                                                                | 舞洲SONIC PARK（舞洲スポーツアイランド） （ 大阪府大阪市）                      | フェス |
| 2023 | 08月20日 | SUMMER SONIC 2023                                                                                | ZOZOマリンスタジアム&幕張メッセ （ 千葉県千葉市）                               | フェス |
| 2023 | 08月30日 | THE BABYKLOK TOUR 2023                                                                           | 713 Music Hall （ テキサス州ヒューストン）                                      | コーヘッドライン：BABYMETAL/DETHKLOK サポート：Jason Richardson |
| 2023 | 08月31日 | THE BABYKLOK TOUR 2023                                                                           | South Side Ballroom Hard （ テキサス州ダラス）                                  | コーヘッドライン：BABYMETAL/DETHKLOK サポート：Jason Richardson |
| 2023 | 09月02日 | THE BABYKLOK TOUR 2023                                                                           | Orlando Amphitheater （ フロリダ州オーランド）                                  | コーヘッドライン：BABYMETAL/DETHKLOK サポート：Jason Richardson |
| 2023 | 09月03日 | THE BABYKLOK TOUR 2023                                                                           | Coca-Cola Roxy （ ジョージア州アトランタ）                                      | コーヘッドライン：BABYMETAL/DETHKLOK サポート：Jason Richardson |
| 2023 | 09月05日 | THE BABYKLOK TOUR 2023                                                                           | Nashville Municipal Auditorium （ テネシー州ナッシュビル）                      | コーヘッドライン：BABYMETAL/DETHKLOK サポート：Jason Richardson |
| 2023 | 09月06日 | THE BABYKLOK TOUR 2023                                                                           | Agora Theatre （ オハイオ州クリーブランド）                                     | コーヘッドライン：BABYMETAL/DETHKLOK サポート：Jason Richardson |
| 2023 | 09月08日 | THE BABYKLOK TOUR 2023                                                                           | UPMC Events Center （ ペンシルベニア州ピッツバーグ）                            | コーヘッドライン：BABYMETAL/DETHKLOK サポート：Jason Richardson |
| 2023 | 09月09日 | THE BABYKLOK TOUR 2023                                                                           | Toyota Oakdale Theatre （ コネチカット州ウォリングフォード）                    | コーヘッドライン：BABYMETAL/DETHKLOK サポート：Jason Richardson |
| 2023 | 09月12日 | THE BABYKLOK TOUR 2023                                                                           | The Mann Center （ ペンシルベニア州フィラデルフィア）                           | コーヘッドライン：BABYMETAL/DETHKLOK サポート：Jason Richardson |
| 2023 | 09月14日 | THE BABYKLOK TOUR 2023                                                                           | MGM Music Hall at Fenway （ マサチューセッツ州ボストン）                        | コーヘッドライン：BABYMETAL/DETHKLOK サポート：Jason Richardson |
| 2023 | 09月15日 | THE BABYKLOK TOUR 2023                                                                           | Hammerstein Ballroom （ ニューヨーク州ニューヨーク）                            | コーヘッドライン：BABYMETAL/DETHKLOK サポート：Jason Richardson |
| 2023 | 09月17日 | THE BABYKLOK TOUR 2023                                                                           | Michigan Lottery Amphitheatre at Freedom Hill （ ミシガン州スターリングハイツ） | コーヘッドライン：BABYMETAL/DETHKLOK サポート：Jason Richardson |
| 2023 | 09月18日 | THE BABYKLOK TOUR 2023                                                                           | RBC Echo Beach （ カナダ・オンタリオ州トロント）                                | コーヘッドライン：BABYMETAL/DETHKLOK サポート：Jason Richardson |
| 2023 | 09月20日 | THE BABYKLOK TOUR 2023                                                                           | GLC Live at 20 Monroe （ ミシガン州グランドラピッズ）                           | コーヘッドライン：BABYMETAL/DETHKLOK サポート：Jason Richardson |
| 2023 | 09月21日 | THE BABYKLOK TOUR 2023                                                                           | Byline Bank Aragon Ballroom （ イリノイ州シカゴ）                               | コーヘッドライン：BABYMETAL/DETHKLOK サポート：Jason Richardson |
| 2023 | 09月23日 | Louder Than Life 2023 （THE BABYKLOK TOUR 2023）                                                 | Kentucky Exposition Center （ ケンタッキー州ルイビル）                          | フェス |
| 2023 | 09月24日 | THE BABYKLOK TOUR 2023                                                                           | The Rave/Eagles Club （ ウィスコンシン州ミルウォーキー）                        | コーヘッドライン：BABYMETAL/DETHKLOK サポート：Jason Richardson |
| 2023 | 09月25日 | THE BABYKLOK TOUR 2023                                                                           | The Fillmore （ ミネソタ州ミネアポリス）                                        | コーヘッドライン：BABYMETAL/DETHKLOK サポート：Jason Richardson |
| 2023 | 09月27日 | THE BABYKLOK TOUR 2023                                                                           | Saint Louis Music Park （ ミズーリ州セントルイス）                              | コーヘッドライン：BABYMETAL/DETHKLOK サポート：Jason Richardson |
| 2023 | 09月28日 | THE BABYKLOK TOUR 2023                                                                           | Steelhouse （ ネブラスカ州オマハ）                                              | コーヘッドライン：BABYMETAL/DETHKLOK サポート：Jason Richardson |
| 2023 | 09月30日 | THE BABYKLOK TOUR 2023                                                                           | Fillmore Auditorium （ コロラド州デンバー）                                     | コーヘッドライン：BABYMETAL/DETHKLOK サポート：Jason Richardson |
| 2023 | 10月01日 | THE BABYKLOK TOUR 2023                                                                           | The Complex （ ユタ州ソルトレークシティ）                                       | コーヘッドライン：BABYMETAL/DETHKLOK サポート：Jason Richardson |
| 2023 | 10月03日 | THE BABYKLOK TOUR 2023                                                                           | PNE Forum （カナダ・ ＢＣ州バンクーバー）                                       | コーヘッドライン：BABYMETAL/DETHKLOK サポート：Jason Richardson |
| 2023 | 10月04日 | THE BABYKLOK TOUR 2023                                                                           | WAMU Theater （ ワシントン州シアトル）                                          | コーヘッドライン：BABYMETAL/DETHKLOK サポート：Jason Richardson |
| 2023 | 10月07日 | Aftershock Festival 2023 （THE BABYKLOK TOUR 2023）                                              | Discovery Park （ カリフォルニア州サクラメント）                                | フェス |
| 2023 | 10月08日 | THE BABYKLOK TOUR 2023                                                                           | Pearl Theater at Palms Casino Resort （ ネバダ州ラスベガス）                    | コーヘッドライン：BABYMETAL/DETHKLOK サポート：Jason Richardson |
| 2023 | 10月10日 | THE BABYKLOK TOUR 2023                                                                           | Arizona Financial Theatre （ アリゾナ州フェニックス）                           | コーヘッドライン：BABYMETAL/DETHKLOK サポート：Jason Richardson |
| 2023 | 10月11日 | THE BABYKLOK TOUR 2023                                                                           | YouTube Theater （ カリフォルニア州ロサンゼルス）                               | コーヘッドライン：BABYMETAL/DETHKLOK サポート：Jason Richardson |
| 2023 | 10月12日 | THE BABYKLOK TOUR 2023                                                                           | YouTube Theater （ カリフォルニア州ロサンゼルス）                               | コーヘッドライン：BABYMETAL/DETHKLOK サポート：Jason Richardson |
| 2023 | 10月31日 | NEX_FEST -Extra-                                                                                 | 神戸ワールド記念ホール （ 兵庫県神戸市）                                        | フェス |
| 2023 | 11月01日 | NEX_FEST -Extra-                                                                                 | 日本ガイシホール （ 愛知県名古屋市）                                            | フェス |
| 2023 | 11月03日 | NEX_FEST                                                                                         | 幕張メッセ 国際展示場9-11ホール （ 千葉県千葉市）                               | フェス |
| 2023 | 11月04日 | NEX_FEST -Extra-                                                                                 | 幕張メッセ 国際展示場9-11ホール （ 千葉県千葉市）                               | フェス |
| 2023 | 11月14日 | BABYMETAL WORLD TOUR 2023 EU & UK                                                                | Sentrum Scene （ ノルウェー・オスロ）                                           | ワンマンライブ スペシャルゲスト：WARGASM |
| 2023 | 11月15日 | BABYMETAL WORLD TOUR 2023 EU & UK                                                                | Annexet （ スウェーデン・ストックホルム）                                       | ワンマンライブ スペシャルゲスト：WARGASM |
| 2023 | 11月16日 | BABYMETAL WORLD TOUR 2023 EU & UK                                                                | Amager Bio （ デンマーク・コペンハーゲン）                                      | ワンマンライブ スペシャルゲスト：WARGASM |
| 2023 | 11月18日 | BABYMETAL WORLD TOUR 2023 EU & UK                                                                | Sporthalle （ ドイツ・ハンブルク）                                              | ワンマンライブ スペシャルゲスト：WARGASM |
| 2023 | 11月19日 | BABYMETAL WORLD TOUR 2023 EU & UK                                                                | Verti Music Hall （ ドイツ・ベルリン）                                          | ワンマンライブ スペシャルゲスト：WARGASM |
| 2023 | 11月21日 | BABYMETAL WORLD TOUR 2023 EU & UK                                                                | Palladium （ ドイツ・ケルン）                                                   | ワンマンライブ スペシャルゲスト：WARGASM |
| 2023 | 11月23日 | BABYMETAL WORLD TOUR 2023 EU & UK                                                                | Gasometer （ オーストリア・ウィーン）                                           | ワンマンライブ スペシャルゲスト：WARGASM |
| 2023 | 11月24日 | BABYMETAL WORLD TOUR 2023 EU & UK                                                                | Zenith （ ドイツ・ミュンヘン）                                                  | ワンマンライブ スペシャルゲスト：WARGASM |
| 2023 | 11月25日 | BABYMETAL WORLD TOUR 2023 EU & UK                                                                | La Laiterie （ フランス・ストラスブール）                                       | ワンマンライブ スペシャルゲスト：WARGASM |
| 2023 | 11月27日 | BABYMETAL WORLD TOUR 2023 EU & UK                                                                | Roundhouse （ イギリス・ロンドン）                                              | ワンマンライブ スペシャルゲスト：VUKOVI |
| 2023 | 11月28日 | BABYMETAL WORLD TOUR 2023 EU & UK                                                                | Roundhouse （ イギリス・ロンドン）                                              | ワンマンライブ スペシャルゲスト：VUKOVI |
| 2023 | 11月29日 | BABYMETAL WORLD TOUR 2023 EU & UK                                                                | Civic （ イギリス・ウルヴァーハンプトン）                                       | ワンマンライブ スペシャルゲスト：VUKOVI |
| 2023 | 12月01日 | BABYMETAL WORLD TOUR 2023 EU & UK                                                                | Stadthalle （ ドイツ・オッフェンバッハ）                                        | ワンマンライブ スペシャルゲスト：WARGASM |
| 2023 | 12月03日 | BABYMETAL WORLD TOUR 2023 EU & UK                                                                | 013 （ オランダ・ティルブルフ）                                                 | ワンマンライブ スペシャルゲスト：WARGASM |
| 2023 | 12月04日 | BABYMETAL WORLD TOUR 2023 EU & UK                                                                | Ancienne Belgique （ ベルギー・ブリュッセル）                                   | ワンマンライブ スペシャルゲスト：WARGASM |
| 2023 | 12月06日 | BABYMETAL WORLD TOUR 2023 EU & UK                                                                | Olympia （ フランス・パリ）                                                     | ワンマンライブ スペシャルゲスト：WARGASM |
| 2023 | 12日07日 | BABYMETAL WORLD TOUR 2023 EU & UK                                                                | Rockhal （ ルクセンブルク・ルクセンブルク）                                     | ワンマンライブ スペシャルゲスト：WARGASM |
| 2023 | 12日08日 | BABYMETAL WORLD TOUR 2023 EU & UK                                                                | Fabrique （ イタリア・ミラノ）                                                  | ワンマンライブ スペシャルゲスト：WARGASM |
| 2023 | 12月10日 | BABYMETAL WORLD TOUR 2023 EU & UK                                                                | Razzmatazz （ スペイン・バルセロナ）                                            | ワンマンライブ スペシャルゲスト：MEGARA |
| 2023 | 12月11日 | BABYMETAL WORLD TOUR 2023 EU & UK                                                                | Palacio Vistalegre （ スペイン・マドリード）                                    | ワンマンライブ スペシャルゲスト：MEGARA |
| 2024 | 03月02日 | BABYMETAL WORLD TOUR 2023 - 2024 LEGEND - MM 20 NIGHT / 21 NIGHT                                 | 横浜アリーナ （ 神奈川県横浜市）                                                | ワンマンライブ ※3月31日・4月21日全国各地の映画館で ディレイビューイング開催 |
| 2024 | 03月03日 | BABYMETAL WORLD TOUR 2023 - 2024 LEGEND - MM 20 NIGHT / 21 NIGHT                                 | 横浜アリーナ （ 神奈川県横浜市）                                                | ワンマンライブ ※3月31日・4月21日全国各地の映画館で ディレイビューイング開催 |
| 2024 | 03月23日 | BABYMETAL WORLD TOUR 2023 - 2024 TOUR FINAL IN JAPAN LEGEND – 43                                 | 沖縄コンベンションセンター展示棟 （ 沖縄県宜野湾市）                            | ワンマンライブ ※映画化して2024年8月23日全国劇場公開 北米・香港・タイ・マレーシア・UK・EUで上映予定                                                                                             |
| 2024 | 03月24日 | BABYMETAL WORLD TOUR 2023 - 2024 TOUR FINAL IN JAPAN LEGEND – 43                                 | 沖縄コンベンションセンター展示棟 （ 沖縄県宜野湾市）                            | ワンマンライブ ※映画化して2024年8月23日全国劇場公開 北米・香港・タイ・マレーシア・UK・EUで上映予定                                                                                             |
| 2024 | 04月24日 | THE BABYKLOK TOUR 2024                                                                           | THE MASONIC （ カリフォルニア州サンフランシスコ）                               | コーヘッドライン：BABYMETAL/DETHKLOK スペシャルゲスト：DragonForce（24日） Nekrogoblikon（25日）                                                                                               |
| 2024 | 04月25日 | THE BABYKLOK TOUR 2024                                                                           | THE MASONIC （ カリフォルニア州サンフランシスコ）                               | コーヘッドライン：BABYMETAL/DETHKLOK スペシャルゲスト：DragonForce（24日） Nekrogoblikon（25日）                                                                                               |
| 2024 | 04月27日 | Sick New World 2024                                                                              | Las Vegas Festival Grounds （ ネバダ州ラスベガス）                              | フェス |
| 2024 | 05月25日 | FOX_FEST                                                                                         | さいたまスーパーアリーナ （ 埼玉県さいたま市）                                  | フェス（BABYMETAL主催） |
| 2024 | 05月26日 | FOX_FEST                                                                                         | さいたまスーパーアリーナ （ 埼玉県さいたま市）                                  | フェス（BABYMETAL主催） |
| 2024 | 06月07日 | Rock im Park 2024                                                                                | ツェッペリン・フィールド （ ドイツ・ニュルンベルク）                            | フェス |
| 2024 | 06月08日 | Rock am Ring 2024                                                                                | ニュルブルクリンク （ ドイツ・ニュルブルク）                                    | フェス |
| 2024 | 06月12日 | BABYMETAL WORLD TOUR 2024 EU/UK                                                                  | AFAS Live （ オランダ・アムステルダム）                                         | ヘッドラインショー サポートアクト：DeathbyRomy |
| 2024 | 06月13日 | Greenfield Festival 2024                                                                         | インターラーケン飛行場 （ スイス・インターラーケン）                            | フェス |
| 2024 | 06月15日 | Download Festival 2024                                                                           | ドニントン・パーク （ イギリス・レスターシャー）                                | フェス |
| 2024 | 06月16日 | Nova Rock Festival 2024                                                                          | ニッケルスドルフ （ オーストリア・ニッケルスドルフ）                            | フェス |
| 2024 | 06月18日 | BABYMETAL WORLD TOUR 2024 EU/UK                                                                  | Letnia Scena Progresji （ ポーランド・ワルシャワ）                              | ヘッドラインショー スペシャルゲスト：DeathbyRomy |
| 2024 | 06月20日 | Graspop Metal Meeting 2024                                                                       | デッセル （ ベルギー・デッセル）                                                | フェス |
| 2024 | 06月21日 | Pinkpop Festival 2024                                                                            | Megaland （ オランダ・ランドグラーフ）                                          | フェス |
| 2024 | 06月23日 | BABYMETAL WORLD TOUR 2024 EU/UK                                                                  | Zénith Toulouse Métropole （ フランス・トゥールーズ）                           | ヘッドラインショー スペシャルゲスト：Palaye Royale |
| 2024 | 06月25日 | Rock In Roma 2024                                                                                | Ippodromo delle Capannelle （ イタリア・ローマ）                                | 音楽イベント スペシャルゲスト：DeathbyRomy |
| 2024 | 06月27日 | Hellfest 2024                                                                                    | クリッソン （ フランス・クリッソン）                                            | フェス |
| 2024 | 06月29日 | Resurrection Fest 2024                                                                           | ビベイロ （ スペイン・ガリシア）                                                | フェス |
| 2024 | 08月18日 | SUMMER SONIC 2024                                                                                | ZOZOマリンスタジアム&幕張メッセ （ 千葉県千葉市）                               | フェス BODYSLAMのスペシャルゲスト Bring Me The Horizonのシークレットゲスト |
| 2024 | 08月20日 | BABYMETAL WORLD TOUR 2024 ASIA                                                                   | Capitol Theatre （ シンガポール）                                               | ヘッドラインショー スペシャルゲスト：Reserat |
| 2024 | 08月21日 | Bring Me The Horizon + BABYMETAL                                                                 | Surf Beach, Sunway Lagoon （ マレーシア・クアラルンプール）                     | コーヘッドラインショー |
| 2024 | 08月24日 | SUMMER SONIC BANGKOK 2024                                                                        | IMPACT MUANG THONG THANI （ タイ・バンコク）                                    | フェス BODYSLAMのスペシャルゲスト |
| 2024 | 08月25日 | NEXFEST 2024 - JAKARTA -                                                                         | Carnaval Circuit Ancol （ インドネシア・ジャカルタ）                            | フェス |
| 2024 | 09月15日 | テレビ朝日ドリームフェスティバル 2024                                                            | 幕張メッセ 国際展示場4-7ホール （ 千葉県千葉市）                                | フェス TMGのスペシャルゲスト |
| 2024 | 10月06日 | Futenma Flight Line Fair                                                                         | 米海兵隊普天間航空基地 （ 沖縄県宜野湾市）                                      | イベント |
| 2024 | 10月12日 | TMG LIVE 2024 -Still Dodging The Bullet-                                                         | 東京ガーデンシアター （ 東京都江東区）                                          | ゲスト |
| 2024 | 10月20日 | KNOTFEST BRASIL 2024                                                                             | Allianz Parque （ ブラジル・サンパウロ）                                        | フェス |
| 2024 | 10月21日 | BABYMETAL WORLD TOUR 2024 SOUTH AMERICA                                                          | Audio Club （ ブラジル・サンパウロ）                                            | ヘッドラインショー スペシャルゲスト：SEVEN HOURS AFTER VIOLET |
| 2024 | 10月26日 | KNOTFEST ARGENTINA 2024                                                                          | Parque de la Ciudad （ アルゼンチン・ブエノスアイレス）                         | フェス |
| 2024 | 10月28日 | BABYMETAL WORLD TOUR 2024 SOUTH AMERICA                                                          | Gran Salón Corferias （ コロンビア・ボゴタ）                                    | ヘッドラインショー サポートアクト：KEEP THE RAGE |
| 2024 | 10月30日 | BABYMETAL WORLD TOUR 2024 SOUTH AMERICA                                                          | Anfiteatro Parque de la Exposición （ ペルー・リマ）                            | ヘッドラインショー サポートアクト：Serial Asesino |
| 2024 | 11月01日 | SIDESHOW for “KNOTFEST CHILE 2024”                                                               | Basel Venue （ チリ・サンティアゴ）                                             | ヘッドラインショー サポートアクト：BAXTY |
| 2024 | 11月02日 | KNOTFEST CHILE 2024                                                                              | Parque Del Estadio Nacional （ チリ・サンティアゴ）                             | フェス |
| 2024 | 11月05日 | BABYMETAL WORLD TOUR 2024 - U.S. TOUR -                                                          | Hard Rock Orlando （ フロリダ州オーランド）                                     | ヘッドラインショー スペシャルゲスト：Scene Queen |
| 2024 | 11月06日 | BABYMETAL WORLD TOUR 2024 - U.S. TOUR -                                                          | Hard Rock Hollywood （ フロリダ州ハリウッド ）                                  | ヘッドラインショー スペシャルゲスト：Scene Queen |
| 2024 | 11月09日 | SlipKnoT 25th Anniversary Tour                                                                   | Parque Bicentenario （ メキシコ ・メキシコシティ）                              | スペシャルゲスト |
| 2024 | 11月12日 | BABYMETAL WORLD TOUR 2024 - U.S. TOUR -                                                          | The Fillmore （ ノースカロライナ州シャーロット）                                | ヘッドラインショー スペシャルゲスト：Scene Queen |
| 2024 | 11月13日 | BABYMETAL WORLD TOUR 2024 - U.S. TOUR -                                                          | The Ritz （ ノースカロライナ州ローリー）                                        | ヘッドラインショー スペシャルゲスト：Scene Queen |
| 2024 | 11月15日 | BABYMETAL WORLD TOUR 2024 - U.S. TOUR -                                                          | The Anthem （ ワシントンD.C.）                                                  | ヘッドラインショー スペシャルゲスト：Scene Queen |
| 2024 | 11月16日 | BABYMETAL WORLD TOUR 2024 - U.S. TOUR -                                                          | The National （ バージニア州リッチモンド）                                      | ヘッドラインショー スペシャルゲスト：Scene Queen |
| 2024 | 11月18日 | BABYMETAL WORLD TOUR 2024 - U.S. TOUR -                                                          | Terminal 5 （ ニューヨーク州ニューヨーク）                                      | ヘッドラインショー スペシャルゲスト：Scene Queen |
| 2024 | 11月19日 | BABYMETAL WORLD TOUR 2024 - U.S. TOUR -                                                          | Terminal 5 （ ニューヨーク州ニューヨーク）                                      | ヘッドラインショー スペシャルゲスト：Scene Queen |
| 2024 | 11月21日 | BABYMETAL WORLD TOUR 2024 - U.S. TOUR -                                                          | Wind Star Creek Event Center （ ペンシルベニア州ベツレヘム）                    | ヘッドラインショー スペシャルゲスト：Scene Queen |
| 2024 | 11月23日 | BABYMETAL WORLD TOUR 2024 - U.S. TOUR -                                                          | Andrew J. Brady Music Center （ オハイオ州シンシナティ）                        | ヘッドラインショー スペシャルゲスト：Scene Queen |
| 2024 | 11月24日 | BABYMETAL WORLD TOUR 2024 - U.S. TOUR -                                                          | The Sylvee （ ウィスコンシン州マディソン）                                      | ヘッドラインショー スペシャルゲスト：Scene Queen |
| 2024 | 11月26日 | BABYMETAL WORLD TOUR 2024 - U.S. TOUR -                                                          | Egyptian Room （ インディアナ州インディアナポリス）                             | ヘッドラインショー スペシャルゲスト：Scene Queen |
| 2024 | 11月27日 | BABYMETAL WORLD TOUR 2024 - U.S. TOUR -                                                          | Vibrant （ アイオワ州デモイン）                                                 | ヘッドラインショー スペシャルゲスト：Scene Queen |
| 2024 | 11月29日 | BABYMETAL WORLD TOUR 2024 - U.S. TOUR -                                                          | Criterion Ballroom （ オクラホマ州オクラホマ・シティ）                          | ヘッドラインショー スペシャルゲスト：Scene Queen |
| 2024 | 11月30日 | BABYMETAL WORLD TOUR 2024 - U.S. TOUR -                                                          | Revel （ ニューメキシコ州アルバカーキ）                                         | ヘッドラインショー スペシャルゲスト：Scene Queen |
| 2024 | 12月03日 | BABYMETAL WORLD TOUR 2024 - U.S. TOUR -                                                          | House of Blues （ カリフォルニア州アナハイム）                                  | ヘッドラインショー スペシャルゲスト：Scene Queen |
| 2024 | 12月04日 | BABYMETAL WORLD TOUR 2024 - U.S. TOUR -                                                          | House of Blues （ カリフォルニア州アナハイム）                                  | ヘッドラインショー スペシャルゲスト：Scene Queen |
| 2024 | 12月05日 | BABYMETAL WORLD TOUR 2024 - U.S. TOUR -                                                          | House of Blues （ カリフォルニア州アナハイム）                                  | ヘッドラインショー スペシャルゲスト：Scene Queen |
| 2025 | 02月28日 | KNOTFEST AUSTRALIA 2025                                                                          | フレミントン競馬場 （ オーストラリア・メルボルン）                              | フェス |
| 2025 | 03月02日 | KNOTFEST AUSTRALIA 2025                                                                          | Showgrounds （ オーストラリア・ブリスベン）                                     | フェス |
| 2025 | 03月04日 | SIDESHOW for “KNOTFEST AUSTRALIA”                                                                | Fortitude Music Hall （ オーストラリア・ブリスベン）                            | ヘッドラインショー スペシャルゲスト：DIAMOND CONSTRUCT |
| 2025 | 03月06日 | SIDESHOW for “KNOTFEST AUSTRALIA”                                                                | Enmore Theatre （ オーストラリア・シドニー）                                    | ヘッドラインショー スペシャルゲスト：FUTURE STATIC |
| 2025 | 03月08日 | KNOTFEST AUSTRALIA 2025                                                                          | Centennial Park （ オーストラリア・シドニー）                                   | フェス |
| 2025 | 05月10日 | BABYMETAL UK & EUROPE ARENA TOUR 2025                                                            | Forest National （ベルギー・ブリュッセル）                                      | ヘッドラインショー スペシャルゲスト：POPPY、BAMBIE THUG ※イギリス・O2アリーナ公演を映画館で 生中継及びディレイビューイング開催 また、香港・ソウル・台北・メルボルンで ディレイビューイング開催 |
| 2025 | 05月12日 | BABYMETAL UK & EUROPE ARENA TOUR 2025                                                            | Barclays Arena （ ドイツ・ハンブルク）                                          | ヘッドラインショー スペシャルゲスト：POPPY、BAMBIE THUG ※イギリス・O2アリーナ公演を映画館で 生中継及びディレイビューイング開催 また、香港・ソウル・台北・メルボルンで ディレイビューイング開催 |
| 2025 | 05月13日 | BABYMETAL UK & EUROPE ARENA TOUR 2025                                                            | AFAS Live （ オランダ・アムステルダム）                                         | ヘッドラインショー スペシャルゲスト：POPPY、BAMBIE THUG ※イギリス・O2アリーナ公演を映画館で 生中継及びディレイビューイング開催 また、香港・ソウル・台北・メルボルンで ディレイビューイング開催 |
| 2025 | 05月16日 | BABYMETAL UK & EUROPE ARENA TOUR 2025                                                            | Jahrhunderthalle （ ドイツ・フランクフルト）                                    | ヘッドラインショー スペシャルゲスト：POPPY、BAMBIE THUG ※イギリス・O2アリーナ公演を映画館で 生中継及びディレイビューイング開催 また、香港・ソウル・台北・メルボルンで ディレイビューイング開催 |
| 2025 | 05月17日 | BABYMETAL UK & EUROPE ARENA TOUR 2025                                                            | Velodrom （ドイツ・ベルリン）                                                   | ヘッドラインショー スペシャルゲスト：POPPY、BAMBIE THUG ※イギリス・O2アリーナ公演を映画館で 生中継及びディレイビューイング開催 また、香港・ソウル・台北・メルボルンで ディレイビューイング開催 |
| 2025 | 05月19日 | BABYMETAL UK & EUROPE ARENA TOUR 2025                                                            | Tauron Arenal （ ポーランド・クラクフ）                                         | ヘッドラインショー スペシャルゲスト：POPPY、BAMBIE THUG ※イギリス・O2アリーナ公演を映画館で 生中継及びディレイビューイング開催 また、香港・ソウル・台北・メルボルンで ディレイビューイング開催 |
| 2025 | 05月20日 | BABYMETAL UK & EUROPE ARENA TOUR 2025                                                            | Arena Nürnberger Versicherung （ ドイツ・ニュルンベルク）                       | ヘッドラインショー スペシャルゲスト：POPPY、BAMBIE THUG ※イギリス・O2アリーナ公演を映画館で 生中継及びディレイビューイング開催 また、香港・ソウル・台北・メルボルンで ディレイビューイング開催 |
| 2025 | 05月22日 | BABYMETAL UK & EUROPE ARENA TOUR 2025                                                            | The Hall （ スイス・チューリッヒ）                                              | ヘッドラインショー スペシャルゲスト：POPPY、BAMBIE THUG ※イギリス・O2アリーナ公演を映画館で 生中継及びディレイビューイング開催 また、香港・ソウル・台北・メルボルンで ディレイビューイング開催 |
| 2025 | 05月25日 | BABYMETAL UK & EUROPE ARENA TOUR 2025                                                            | Vistalegre （ スペイン・マドリード）                                            | ヘッドラインショー スペシャルゲスト：POPPY、BAMBIE THUG ※イギリス・O2アリーナ公演を映画館で 生中継及びディレイビューイング開催 また、香港・ソウル・台北・メルボルンで ディレイビューイング開催 |
| 2025 | 05月26日 | BABYMETAL UK & EUROPE ARENA TOUR 2025                                                            | Poble Espanyol （ スペイン・バルセロナ）                                        | ヘッドラインショー スペシャルゲスト：POPPY、BAMBIE THUG ※イギリス・O2アリーナ公演を映画館で 生中継及びディレイビューイング開催 また、香港・ソウル・台北・メルボルンで ディレイビューイング開催 |
| 2025 | 05月28日 | BABYMETAL UK & EUROPE ARENA TOUR 2025                                                            | Zénith Paris, La Villette （ フランス・パリ）                                   | ヘッドラインショー スペシャルゲスト：POPPY、BAMBIE THUG ※イギリス・O2アリーナ公演を映画館で 生中継及びディレイビューイング開催 また、香港・ソウル・台北・メルボルンで ディレイビューイング開催 |
| 2025 | 05月30日 | BABYMETAL UK & EUROPE ARENA TOUR 2025 SPECIAL ARENA SHOW IN UK "THE O2"                          | The O2 Arena （ イギリス・ロンドン）                                            | ヘッドラインショー スペシャルゲスト：POPPY、BAMBIE THUG ※イギリス・O2アリーナ公演を映画館で 生中継及びディレイビューイング開催 また、香港・ソウル・台北・メルボルンで ディレイビューイング開催 |
| 2025 | 06月13日 | BABYMETAL WORLD TOUR 2025-2026 NORTH AMERICA                                                     | 713 Music Hall （ テキサス州ヒューストン）                                      | ヘッドラインショー スペシャルゲスト：Black Veil Brides、Bloodywood |
| 2025 | 06月14日 | BABYMETAL WORLD TOUR 2025-2026 NORTH AMERICA                                                     | The Pavilion at Toyota Music Factory （ テキサス州アービング）                  | ヘッドラインショー スペシャルゲスト：Black Veil Brides、Bloodywood |
| 2025 | 06月17日 | BABYMETAL WORLD TOUR 2025-2026 NORTH AMERICA                                                     | Yuengling Center （ フロリダ州タンパ）                                          | ヘッドラインショー スペシャルゲスト：Black Veil Brides、Bloodywood |
| 2025 | 06月18日 | BABYMETAL WORLD TOUR 2025-2026 NORTH AMERICA                                                     | Coca-Cola Roxy （ ジョージア州アトランタ）                                      | ヘッドラインショー スペシャルゲスト：Black Veil Brides、Bloodywood |
| 2025 | 06月20日 | BABYMETAL WORLD TOUR 2025-2026 NORTH AMERICA                                                     | Skyla Credit Union Amphitheatre （ ノースカロライナ州シャーロット）             | ヘッドラインショー スペシャルゲスト：Black Veil Brides、Bloodywood |
| 2025 | 06月21日 | BABYMETAL WORLD TOUR 2025-2026 NORTH AMERICA                                                     | Pier Six Pavilion （ メリーランド州ボルチモア）                                 | ヘッドラインショー スペシャルゲスト：Black Veil Brides、Bloodywood |
| 2025 | 06月24日 | BABYMETAL WORLD TOUR 2025-2026 NORTH AMERICA                                                     | The Theater at Madison Square Garden （ ニューヨーク州ニューヨーク）            | ヘッドラインショー スペシャルゲスト：Black Veil Brides、Bloodywood |
| 2025 | 06月25日 | BABYMETAL WORLD TOUR 2025-2026 NORTH AMERICA                                                     | MGM Music Hall at Fenway （ マサチューセッツ州ボストン）                        | ヘッドラインショー スペシャルゲスト：Black Veil Brides、Bloodywood |
| 2025 | 06月27日 | BABYMETAL WORLD TOUR 2025-2026 NORTH AMERICA                                                     | Mohegan Sun Arena （ コネチカット州アンキャスヴィル）                           | ヘッドラインショー スペシャルゲスト：Black Veil Brides、Bloodywood |
| 2025 | 06月28日 | BABYMETAL WORLD TOUR 2025-2026 NORTH AMERICA                                                     | TD Pavilion at The Mann Center （ ペンシルベニア州フィラデルフィア）            | ヘッドラインショー スペシャルゲスト：Black Veil Brides、Bloodywood |
| 2025 | 06月30日 | BABYMETAL WORLD TOUR 2025-2026 NORTH AMERICA                                                     | Place Bell （ カナダ・ケベック州ラヴァル）                                      | ヘッドラインショー スペシャルゲスト：Black Veil Brides |
| 2025 | 07月02日 | BABYMETAL WORLD TOUR 2025-2026 NORTH AMERICA                                                     | Coca-Cola Coliseum （ カナダ・オンタリオ州トロント）                            | ヘッドラインショー スペシャルゲスト：Black Veil Brides |
| 2025 | 07月03日 | BABYMETAL WORLD TOUR 2025-2026 NORTH AMERICA                                                     | Michigan Lottery Amphitheatre （ ミシガン州スターリングハイツ）                 | ヘッドラインショー スペシャルゲスト：Black Veil Brides、Bloodywood |
| 2025 | 07月05日 | Summerfest                                                                                       | Henry Maier Festival Park Uline Warehouse （ ウィスコンシン州ミルウォーキー）   | フェス |
| 2025 | 07月06日 | BABYMETAL WORLD TOUR 2025-2026 NORTH AMERICA                                                     | Saint Louis Music Park （ ミズーリ州セントルイス）                              | ヘッドラインショー スペシャルゲスト：Jinjer、Bloodywood ※7月11日コロラド州デンバー公演は 悪天候のため中止                                                                                      |
| 2025 | 07月08日 | BABYMETAL WORLD TOUR 2025-2026 NORTH AMERICA                                                     | Byline Bank Aragon Ballroom （ イリノイ州シカゴ）                               | ヘッドラインショー スペシャルゲスト：Jinjer、Bloodywood ※7月11日コロラド州デンバー公演は 悪天候のため中止                                                                                      |
| 2025 | 07月09日 | BABYMETAL WORLD TOUR 2025-2026 NORTH AMERICA                                                     | The Armory （ ミネソタ州ミネアポリス）                                          | ヘッドラインショー スペシャルゲスト：Jinjer、Bloodywood ※7月11日コロラド州デンバー公演は 悪天候のため中止                                                                                      |
| 2025 | 07月11日 | BABYMETAL WORLD TOUR 2025-2026 NORTH AMERICA                                                     | The JunkYard （ コロラド州デンバー）                                            | ヘッドラインショー スペシャルゲスト：Jinjer、Bloodywood ※7月11日コロラド州デンバー公演は 悪天候のため中止                                                                                      |
| 2025 | 07月14日 | BABYMETAL WORLD TOUR 2025-2026 NORTH AMERICA                                                     | Doug Mitchell Thunderbird Sports Center （ カナダ・BC州バンクーバー）           | ヘッドラインショー スペシャルゲスト：Jinjer |
| 2025 | 07月15日 | BABYMETAL WORLD TOUR 2025-2026 NORTH AMERICA                                                     | accesso ShoWare Center （ワシントン州ケント）                                   | ヘッドラインショー スペシャルゲスト：Jinjer、Bloodywood |
| 2025 | 07月17日 | BABYMETAL WORLD TOUR 2025-2026 NORTH AMERICA                                                     | The Masonic （ カリフォルニア州サンフランシスコ）                               | ヘッドラインショー スペシャルゲスト：Jinjer、Bloodywood |
| 2025 | 07月18日 | BABYMETAL WORLD TOUR 2025-2026 NORTH AMERICA                                                     | The Masonic （ カリフォルニア州サンフランシスコ）                               | ヘッドラインショー スペシャルゲスト：Jinjer、Bloodywood |
| 2025 | 07月20日 | BABYMETAL WORLD TOUR 2025-2026 NORTH AMERICA                                                     | Pearl Theater at Palms Casino Resort （ ネバダ州ラスベガス）                    | ヘッドラインショー スペシャルゲスト：Jinjer、Bloodywood |
| 2025 | 07月21日 | BABYMETAL WORLD TOUR 2025-2026 NORTH AMERICA                                                     | Utah First Credit Union Amphitheatre （ ユタ州ソルトレークシティ）              | ヘッドラインショー スペシャルゲスト：Jinjer、Bloodywood |
| 2025 | 07月23日 | BABYMETAL WORLD TOUR 2025-2026 NORTH AMERICA                                                     | Arizona Financial Theatre （ アリゾナ州フェニックス）                           | ヘッドラインショー スペシャルゲスト：Jinjer、Bloodywood |
| 2025 | 07月24日 | Secret Gig “METAL FORTH Countdown”                                                               | The Regent Theater （ カリフォルニア州ロサンゼルス）                            | シークレットライブ |
| 2025 | 08月13日 | BABYMETAL WORLD TOUR 2025-2026 SUMMER TOUR IN JAPAN                                              | KT Zepp Yokohama （ 神奈川県横浜市）                                            | ヘッドラインショー オープニングアクト：METALVERSE |
| 2025 | 08月14日 | BABYMETAL WORLD TOUR 2025-2026 SUMMER TOUR IN JAPAN                                              | KT Zepp Yokohama （ 神奈川県横浜市）                                            | ヘッドラインショー オープニングアクト：METALVERSE |
| 2025 | 08月16日 | SUMMER SONIC 2025                                                                                | ZOZOマリンスタジアム&幕張メッセ （ 千葉県千葉市）                               | フェス |
| 2025 | 08月17日 | SUMMER SONIC 2025                                                                                | 万博記念公園 （ 大阪府吹田市）                                                  | フェス |
| 2025 | 08月20日 | BABYMETAL WORLD TOUR 2025-2026 SUMMER TOUR IN JAPAN                                              | COMTEC PORTBASE NAGOYA （ 愛知県名古屋市）                                      | ヘッドラインショー オープニングアクト：METALVERSE |
| 2025 | 08月21日 | BABYMETAL WORLD TOUR 2025-2026 SUMMER TOUR IN JAPAN                                              | Zepp Osaka Bayside （ 大阪府大阪市）                                            | ヘッドラインショー オープニングアクト：METALVERSE |
| 2025 | 08月24日 | SUMMER SONIC BANGKOK 2025                                                                        | IMPACT CHALLENGER HALL 1-3 （ タイ・バンコク）                                  | フェス |
| 2025 | 08月30日 | 聖飢魔Ⅱ vs BABYMETAL 〜悪魔が来たりてベビメタる〜                                                | Kアリーナ横浜 （ 神奈川県横浜市）                                               | ツーマンライブ |
| 2025 | 08月31日 | 聖飢魔Ⅱ vs BABYMETAL 〜悪魔が来たりてベビメタる〜                                                | Kアリーナ横浜 （ 神奈川県横浜市）                                               | ツーマンライブ |
| 2025 | 09月28日 | 2025 Busan International Rock Festival                                                           | SAMNAK PARK （ 韓国・釜山）                                                     | フェス |
| 2025 | 09月30日 | BABYMETAL WORLD TOUR 2025-2026 IN ASIA                                                           | Asia World-Arena （ 香港）                                                      | ヘッドラインショー |
| 2025 | 10月02日 | BABYMETAL WORLD TOUR 2025-2026 IN ASIA                                                           | Zepp New Taipei （ 台湾・台北）                                                 | ヘッドラインショー |
| 2025 | 10月04日 | F1 SINGAPORE GRAND PRIX General stage                                                            | MARINA BAY STREET CIRCUIT Zone 4 Downtown （ シンガポール）                     | イベント |
| 2025 | 10月06日 | BABYMETAL WORLD TOUR 2025-2026 IN ASIA                                                           | Zepp Kuala Lumpur （ マレーシア・クアラルンプール）                             | ヘッドラインショー |
| 2025 | 10月08日 | BABYMETAL WORLD TOUR 2025-2026 IN ASIA                                                           | Araneta Coliseum （ フィリピン・マニラ）                                        | ヘッドラインショー |
| 2025 | 11月01日 | BABYMETAL WORLD TOUR 2025-2026 SPECIAL ARENA SHOW IN US                                          | Intuit Dome （ カリフォルニア州ロサンゼルス）                                   | ヘッドラインショー |
| 2025 | 11月07日 | BABYMETAL WORLD TOUR 2025-2026 SPECIAL ARENA SHOW IN MEXICO                                      | ARENA CDMX （ メキシコ・メキシコシティ）                                        | ヘッドラインショー |
| 2026 | 01月10日 | BABYMETAL WORLD TOUR 2025-2026 SPECIAL ARENA SHOW IN JAPAN LEGEND - METAL FORTH                  | さいたまスーパーアリーナ （ 埼玉県さいたま市）                                  | ヘッドラインショー |
| 2026 | 01月11日 | BABYMETAL WORLD TOUR 2025-2026 SPECIAL ARENA SHOW IN JAPAN LEGEND - METAL FORTH                  | さいたまスーパーアリーナ （ 埼玉県さいたま市）                                  | ヘッドラインショー |

## タイアップ
| 楽曲                    | タイアップ先 |
| ----------------------- | --- |
| ギミチョコ!!            | サンテレビ情報バラエティ番組『ガーリーボート』オープニング&エンディングテーマ                                        |
| いいね!                 | フジテレビ系列クイズ番組『優しい人なら解ける クイズやさしいね』オープニング&エンディングテーマ                       |
| メギツネ                | 朝日放送・静岡朝日テレビトークバラエティ番組『ハッキリ5〜そんなに好かれていない5人が世界を救う〜』オープニングテーマ |
| KARATE                  | プロレス団体WWE・NXT PPV興行『テイクオーバー』公式テーマソング                                                       |
| PA PA YA!!(feat.F.HERO) | TBSテレビ系列ドラマ『MIU404』2020年8月7日放送 第７話 劇中歌                                                          |
| ギミチョコ!!            | RPGシューター「ボーダーランズ」のスピンオフ『ワンダーランズ 〜タイニー・ティナと魔法の世界』のトレーラー             |
| RATATATA                | WWEのPPV興行『Bash in Berlin』公式テーマソング                                                                       |
| Time Wave               | アニメ『Rick and Morty: The Anime』Adult Swim Europeのトレーラー                                                     |
| RATATATA                | WWE公式ビデオゲーム『WWE 2K25』のサウンドトラック                                                                    |

## メディア出演
テレビ
- BABYMETAL現象 〜世界が熱狂する理由〜（2014年12月22日、NHK総合） - 特別番組。
- BABYMETAL LEGEND“2015”〜新春キツネ祭り〜（2015年3月15日〈初回放送〉、WOWOW）
- BABYMETAL WORLD TOUR 2015 〜巨大天下一メタル武道会〜（2015年10月18日〈初回放送〉、WOWOW）
- BABYMETAL WORLD TOUR 2015 in JAPAN - THE FINAL CHAPTER OF TRILOGY -（2016年3月26日〈初回放送〉、WOWOW）
- MJ presents BABYMETAL革命 〜少女たちは世界と戦う〜（2016年4月4日、NHK総合） - 特別番組。
- MTV INSIDE：BABYMETAL -METAL RESISTANCE-（2016年4月30日〈初回放送〉、MTVジャパン） - 特別番組。
- BABYMETAL Road to WEMBLEY 〜 Live & Interview 〜（2016年5月4日〈初回放送〉、WOWOW）
- BABYMETAL革命・完全版 〜少女たちは世界と戦う〜（2016年5月6日、NHK総合） - 特別番組。
- What is BABYMETAL ? 〜歴史を変えた少女たち〜（2016年6月4日〈初回放送〉、WOWOW）
- BABYMETAL WORLD TOUR 2016 kicks off at THE SSE ARENA WEMBLEY（2016年7月31日〈初回放送〉、WOWOW）
- BABYMETAL WORLD TOUR 2016 LEGEND -METAL RESISTANCE-（RED NIGHT 2016年12月18日〈初回放送〉、BLACK NIGHT 2017年1月1日〈初回放送〉、WOWOW）
- BABYMETAL 巨大キツネ祭り in JAPAN（2017年12月23日〈初回放送〉、WOWOW）
- BABYMETAL LEGEND - S - 洗礼の儀 -（2018年3月31日〈初回放送〉、WOWOW）
- BABYMETAL AWAKENS - THE SUN ALSO RISES -（2019年10月11日〈初回放送〉、WOWOW）
- BABYMETAL LIVE AT THE FORUM（2020年1月18日〈初回放送〉、WOWOW）
- BABYMETAL LEGEND - METAL GALAXY DAY-1（2020年4月12日〈初回放送〉、WOWOW）
- BABYMETAL LEGEND - METAL GALAXY DAY-2（2020年5月17日〈初回放送〉、WOWOW）
- 10 BABYMETAL YEARS - WOWOW Special（2021年1月24日〈初回放送〉、WOWOW）
- 10 BABYMETAL BUDOKAN 〜Introduction〜（2021年5月30日〈初回放送〉、WOWOW）
- 10 BABYMETAL BUDOKAN 〜LEGEND〜（2021年6月26日〈初回放送〉、WOWOW）
- 10 BABYMETAL BUDOKAN 〜MYTH〜（2021年7月25日〈初回放送〉、WOWOW）
- BABYMETAL RETURNS - THE OTHER ONE -（2023年3月25日〈初回放送〉、WOWOW）
- BABYMETAL BEGINS - THE OTHER ONE - BLACK NIGHT（2023年6月26日〈初回放送〉、WOWOW）
- BABYMETAL BEGINS - THE OTHER ONE - CLEAR NIGHT（2023年7月29日〈初回放送〉、WOWOW）
- BABYMETAL WORLD TOUR 2023 - 2024 LEGEND - MM  20 NIGHT（2024年3月30日〈初回放送〉、WOWOW）
- BABYMETAL WORLD TOUR 2023 - 2024 LEGEND - MM  21 NIGHT（2024年4月27日〈初回放送〉、WOWOW）
- BABYMETAL VideoSelects（2025年6月8日〈初回放送〉、MTVジャパン）
- BABYMETAL スペシャル（2025年6月13日〈初回放送〉、ミュージック・ジャパンTV）
- BABYMETAL UK & EUROPE ARENA TOUR 2025（2025年7月21日〈初回放送〉、WOWOW）
- BABYMETAL WORLD TOUR 2023 - 2024 TOUR FINAL IN JAPAN LEGEND - 43 （2025年8月23日〈初回放送〉、WOWOW）
- BABYMETAL Music Video Selection（2025年9月21日〈初回放送〉、WOWOW）

ラジオ
- BABYMETALのオールナイトニッポン（2013年10月7日、ニッポン放送） - 特別番組。
- BABYMETALのメタラジ！（2025年1月4日 - 、TOKYO FM/JFN（AuDeeアプリ））

雑誌表紙
- MARQUEE Vol.101（2014年2月10日、マーキー・インコーポレイティド）
- AERA 2015年7月6日号（2015年6月29日、朝日新聞出版）
- METAL HAMMER 273号（2015年7月21日、TeamRock）
- METAL HAMMER 281号（2016年3月1日、TeamRock）
- ミュージック・マガジン 2016年4月号（2016年3月19日、株式会社ミュージックマガジン）
- ヘドバン Vol.10（2016年3月28日、シンコーミュージック・エンタテイメント）
- NYLON JAPAN 2016年5月号限定版（2016年3月28日〈インターネット限定販売〉、カエルム株式会社）
- ROCK SOUND 212号（2016年3月28日、Freeway Press）
- 別冊カドカワ DirecT04 BABYMETAL（2016年3月31日、角川マガジンズ）
- ぴあMUSIC COMPLEX Vol.4（2016年4月4日、ぴあ株式会社）
- 日経エンタテインメント! 2016年5月号（2016年4月4日、日経BP社）
- AARDSCHOK 2016年4月号（2016年4月4日、Aardschok Rockommunity）
- YOUNG GUITAR（ヤング・ギター） 2016年5月号（2016年4月9日、シンコーミュージック・エンタテイメント）
- Quick Japan vol.125（2016年4月23日、太田出版）
- The Aquarian Weekly 2016年5月4日号（2016年5月4日、Arts Weekly）
- Big Issue North 1138号（2016年6月27日、Big Issue North）
- ケラング! 2016年11月30日号（2016年11月30日、バウアー・メディア・グループ）
- ぴあMUSIC COMPLEX Vol.13（2019年4月11日、ぴあ株式会社）
- METAL HAMMER 327号（2019年9月12日、Future）
- ぴあMUSIC COMPLEX Vol.15（2019年9月30日、ぴあ株式会社）
- ヘドバン Vol.24（2019年10月3日、シンコーミュージック・エンタテイメント）
- YOUNG GUITAR（ヤング・ギター）2019年11月号（2019年10月10日、シンコーミュージック・エンタテイメント）
- ROCK SOUND 2019年11月号（2019年10月27日、Rock Sound Ltd）
- 別冊カドカワ 総力特集 BABYMETAL（2020年10月13日、KADOKAWA）
- YOUNG GUITAR（ヤング・ギター）2021年1月号（2020年12月10日、シンコーミュージック・エンタテイメント）
- 月刊HMV&BOOKS 2020 12.15号（2020年12月15日、株式会社ローソンエンタテインメント）
- METAL HAMMER JAPAN （メタルハマー・ジャパン）Vol.4（2020年12月16日、リットーミュージック）
- ヘドバン Vol.28（2020年12月21日、シンコーミュージック・エンタテイメント）
- ぴあMUSIC COMPLEX（PMC）Vol.18（2020年12月22日、ぴあ株式会社）
- ヘドバン Vol.29（2021年3月31日、シンコーミュージック・エンタテイメント）
- METAL HAMMER 349号（2021年5月27日、Future）
- KERRANG! SPRING 2023（2023年2月22日、Wasted Talent Ltd）
- ヘドバン・スピンオフ（2023年3月2日、シンコーミュージック・エンタテイメント）
- METAL HAMMER 372号（2023年3月3日、Future）
- ぴあMUSIC COMPLEX（PMC）Vol.27（2023年3月10日、ぴあ株式会社）
- YOUNG GUITAR（ヤング・ギター）2023年4月号（2023年3月10日、シンコーミュージック・エンタテイメント）
- METAL HAMMER JAPAN （メタルハマー・ジャパン）Vol.13（2023年3月13日、リットーミュージック）
- Rolling Stone Japan vol.22（2023年3月25日、CCCミュージックラボ株式会社）
- ヘドバン Vol.39（2023年4月6日、シンコーミュージック・エンタテイメント）
- ぴあMUSIC COMPLEX（PMC）Vol.29（2023年8月30日、ぴあ株式会社）
- METAL HAMMER 379号（2023年9月14日、Future）
- YOUNG GUITAR（ヤング・ギター）2023年11月号（2023年10月10日、シンコーミュージック・エンタテイメント）
- METAL HAMMER JAPAN （メタルハマー・ジャパン）Vol.15（2023年10月11日、リットーミュージック）
- ヘドバン Vol.40（2023年10月26日、シンコーミュージック・エンタテイメント）
- ぴあMUSIC COMPLEX新聞（表紙：BABYMETAL）（2024年5月9日、ぴあ株式会社）
- YOUNG GUITAR（ヤング・ギター）2024年6月号（2024年5月10日、シンコーミュージック・エンタテイメント）
- ヘドバン・スピンオフ（2024年7月10日、シンコーミュージック・エンタテイメント）
- ぴあMUSIC COMPLEX（PMC）Vol.36（2025年5月21日、ぴあ株式会社）
- METAL HAMMER 401号（2025年5月29日、Future）
- YOUNG GUITAR（ヤング・ギター）2025年7月号（2025年6月10日、シンコーミュージック・エンタテイメント）
- METAL HAMMER JAPAN （メタルハマー・ジャパン）Vol.18（2025年6月13日、リットーミュージック）
- Rolling Stone Japan vol.31（2025年6月25日、CCCミュージックラボ株式会社）
- REVOLVER SUMMER 2025 ISSUE FEATURING BABYMETAL（2025年7月、Project M Group LLC）
- special-edition of Kerrang! Presents BABYMETAL magazine（2025年7月17日、Wasted Talent Ltd）

CM
- メタリカ・スルー・ザ・ネヴァー 日本語字幕版（2013年11月15日 - 11月21日、ポニーキャニオン） - IMAXデジタルシアター&YouTube専用予告編。
- Android：みんなの and（2014年10月31日 - 12月31日、Google Japan）
- Chromecast：夢中になろう。YouTube を、テレビへ。（むすめん。篇）（2015年7月、Google Japan） - インターネット限定CM。
- Google Play Music：BABYMETAL篇（2015年11月20日 - 12月、Google Japan）

## 関連グッズ、コンテンツ
フィギュア
- POP! Rocks: Babymetal（Funko社製、2015年12月アメリカ発売、2016年3月日本発売）
  - POP! Rocks: 43 SU-METAL
  - POP! Rocks: 44 YUIMETAL
  - POP! Rocks: 45 MOAMETAL

ポイントカード
- BABYMETAL×Tカード（TSUTAYA、2016年4月6日 - 2016年6月30日〈店頭受付期間〉、2016年3月28日 - 2017年3月31日〈オンラインショッピング受付期間〉）

ゲームキャラクター
- BABYMETAL キャラマリオ（任天堂、2016年4月28日配信 - ） - Wii U専用ゲームソフト「スーパーマリオメーカー」のダウンロードコンテンツ。

バンドスコア
- BABYMETAL / LIVE SCORE SELECTION（ドレミ楽譜出版社、2016年7月9日発売）
- オフィシャル バンドスコア BABYMETAL 『BABYMETAL』（株式会社ヤマハミュージックメディア、2016年12月17日発売）
- オフィシャル バンドスコア BABYMETAL 『METAL RESISTANCE』（株式会社ヤマハミュージックメディア、2017年2月17日発売）
- BABYMETAL / Distortion 配信限定（フェアリー、2018年6月上旬発売）
- オフィシャル バンドスコア BABYMETAL 『METAL GALAXY』（株式会社ヤマハミュージックエンタテインメントホールディングス、2020年3月21日発売）
- ピアノ・ソロ BABYMETAL/ピアノ・コレクション（ドレミ楽譜出版社、2023年6月29日発売）

ギター
- E-II ARROW-7 BABYMETAL（ESP、2016年9月16日から2017年8月31日までの期間限定生産） - Vシェイプの7弦ギター。認定証とハードケース付。
- BABYMETAL MINI-ARROW - 上記がスケール648mmに対し、512mmのミニギター（6弦）で、YUI-METALとMOA-METAL使用機材のレプリカモデル。BABYMETALメンバーズサイト「 THE ONE 」メンバー限定販売
- E-II MF-9 BABYMETAL（ESP、2019年11月8日から2020年10月31日までの期間限定生産） - 9弦ギター。認定証とハードケース付。
- BABYMETAL MF-7 MINI - 89%スケール7弦ギター。BABYMETALメンバーズサイト「 THE ONE 」メンバー限定販売。認定証とピックセット付。

カセットプレーヤー
- BABYMETAL RETRO SOUND PACK: 3 Original Album Cassettes+Portable Tape Player （A!SMART、2024年10月18日～10月31日の受注販売）- オリジナルデザインのポータブルカセットプレイヤーと1stアルバム「BABYMETAL」、2ndアルバム「METAL RESISTANCE」、3rd アルバム「METAL GALAXY」の3本のカセットテープのセット。